# Convento di San Vivaldo
San Vivaldo è un convento situato nell'omonima frazione del comune di Montaione, in provincia di Firenze, compreso nel territorio della diocesi di Volterra. È famoso soprattutto per una ventina di cappelle disposte attorno ad esso che compongono un sacro monte, l'unico del genere in Toscana, realizzato a partire dal XVI secolo da artisti per lo più fiorentini.

## Storia

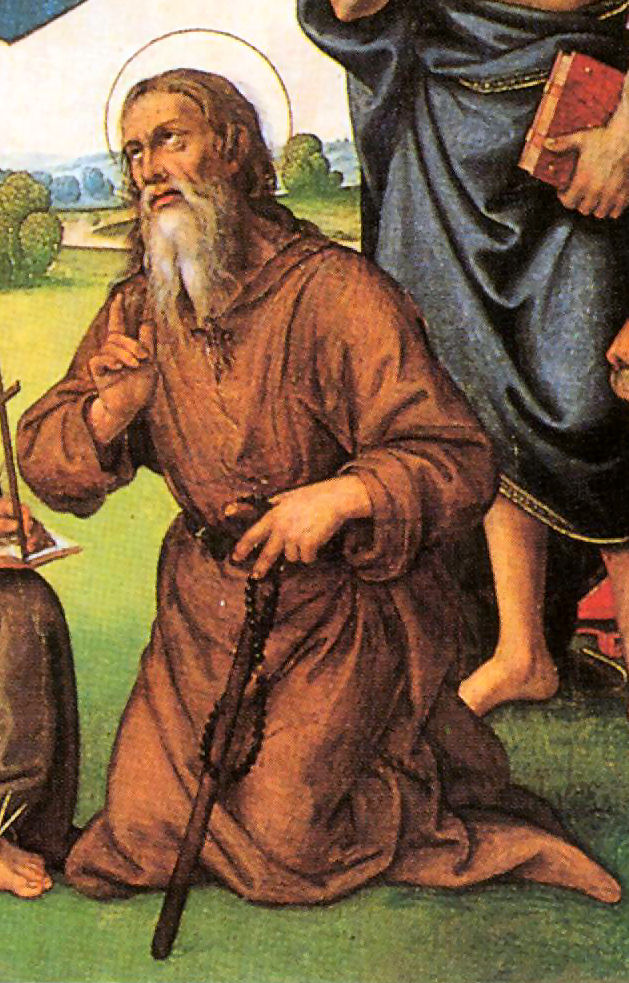
Particolare della Pala di San Vivaldo di Raffaellino del Garbo, nella chiesa di San Vivaldo

Tra il 1185 e il 1280 la zona era in possesso dei frati della Croce di Normandia e contesa tra Castelfiorentino e San Miniato.
Nel primo ventennio del Trecento vi si isolò e morì un eremita, il beato Vivaldo da San Gimignano: la leggenda narra che il suo corpo fu rinvenuto nella cavità del tronco di un gigantesco castagno, che l'albero scomparve per l'ansia degli innumerevoli devoti di trarne reliquie, e che sulle sue radici si sarebbe edificato il primitivo oratorio di San Vivaldo. In realtà la chiesa era dedicata a un san Vivaldo già prima che il beato Vivaldo da San Gimignano vi si ritirasse.
In ogni caso il complesso fu ampliato nel 1416, ricostruito nel 1426 e affidato nel 1497 ai Frati Minori di san Francesco.
Durante il XV secolo si suscitarono fra Montaione e San Miniato diverse vertenze circa la proprietà dell'oratorio. La prima quando il primo di maggio del 1436, gli ufficiali deputati alla custodia della Selva di Camporena interrogarono Francesco Cola di Tonda eremita e governatore di San Vivaldo, il quale asseriva che l'oratorio era nella giurisdizione del Comune di San Miniato; un'altra quando 4 anni dopo altri deputati alla custodia e difesa di detta Selva per conto del Comune di San Miniato, riconfermarono quanto già l'eremita Fra Cola aveva deposto; un'ultima allorché i capitani della parte guelfa di Firenze (davanti ai quali era stato ricorso, da una parte dal Comune di Sanminiato, e dall'altra dal Comune e pievano della pieve di Montaione) con atto pubblico del 29 luglio 1445 deliberarono, che quell'oratorio posto nella Selva di Camporena spettava alla giurisdizione di San Miniato, e che allo stesso comune apparteneva la sua proprietà, o giuspadronato.
Dal 1451 la festa di San Vivaldo e la fiera di Camporena furono ufficialmente riconosciute dalla Signoria di Firenze.
Il 1º maggio del 1500, a seguito dell'insediamento dei Frati Francescani Minori, si iniziarono a costruire una serie di chiesette e cappelle che riproducevano la topografia e i luoghi santi di Gerusalemme. Da qui il nome della "Gerusalemme di Toscana".
L'ideazione del Sacro Monte è merito dei frati, che in quel tempo erano soliti fare molti pellegrinaggi in terra santa, e in particolare a fra Tommaso da Firenze e fra Cherubino Conzi, i quali costruirono prima il convento e poi circa 25 cappelle ricordanti le varie tappe della vita, passione e morte di Gesù Cristo, aiutati nell'impresa, anche dagli abitanti del luogo che trasportarono le pietre necessarie alla costruzione dal fondo del fiume Egola.
Lo scopo della realizzazione delle cappelle era quello di offrire alla popolazione la possibilità di fare un pellegrinaggio, senza andare a Gerusalemme che in quel periodo cadeva sotto il dominio dei turchi e senza un eccessivo dispendio di denaro. Esiste infatti una bolla di papa Leone X (1516) in cui si stabilisce il riconoscimento delle cappelle e la concessione di un'indulgenza a coloro che vi sarebbero recati a pregare.
Fra Tommaso da Firenze si affidò per la realizzazione topografica esclusivamente alle sue memorie, legata ai molti viaggi in oriente, a Creta e in Terra santa, oltre acontatti con il frate Bernardino Caimi, che in quegli anni progettava il Sacro Monte di Varallo in Piemonte.
Fra Tommaso scelse il luogo con estrema accuratezza, adottando l'orientamento astronomico di Gerusalemme e non quello locale: aveva identificato ad est del convento una valle boscosa, che rassomigliava alla valle di Giosafat; più a sud un rilievo si era ideale a rappresentare il Monte degli Ulivi; a nord, un ripiano naturale poteva rappresentare la spianata del tempio, mentre poco più in là, una collinetta, veniva a formare il Monte del Calvario.
Altri episodi simbolici furono successivamente aggiunti, alcuni invece trasformati nel clima di rinnovamento concettuale dei primi anni del Seicento e a seguito dei danni di un terremoto. Nel 1685, in una “Nota dei Misteri”, si ricordano 28 cappelle. Col passare degli anni alcune andarono perdute a causa di un terreno umido e franoso, mentre altre vennero aggiunte, come la cappella dell'Annunciazione, della fuga in Egitto e della Samaritana. Nel corso dei secoli, le varie cappelle vennero affidate per la manutenzione e le riparazioni alle famiglie private, mentre altre sono andate perdute a causa dell'incuria e del terreno franoso.
Nel 1722 il convento fu dichiarato "ritiro per castigo dei sacerdoti" da papa Innocenzo XIII e dal granduca Cosimo III.
Nel 1808 fu soppresso; nel 1887 ritornarono i frati francescani.
Attualmente sono rimasti solo due frati.
Le cappelle sono oggi sotto la Soprintendenza ai Monumenti di Firenze, la quale ha curato l'ultimo esteso restauro avvenuto tra il 1971 e il 1976.

## Descrizione

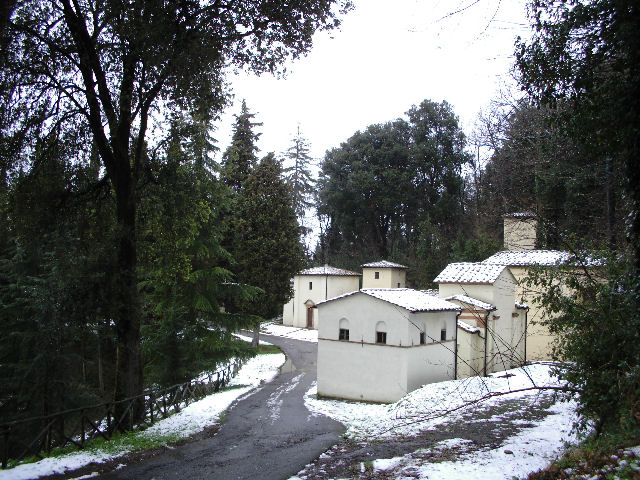
Cappelle con la neve

Il Sacro Monte di San Vivaldo è distribuito secondo un ordine iconografico e topografico preciso, riferito ai parametri della Gerusalemme terrena.
Scenario del Sacro Monte toscano è la Selva di Camporena, offerta ai Francescani nel 1487 dalla comunità di Montaione, dove fu costruita la chiesa dedicata a Santa Maria Assunta e San Francesco.
Le cappelle originarie, attualmente diciassette, dovevano essere nei progetti trentaquattro: tutte ornate da gruppi plastici in terracotta, modellati da diversi plasticatori collegati alle botteghe di Giovanni della Robbia e Benedetto Buglioni, con lo specialista della modellazione Agnolo di Polo, formatosi alla bottega del Verrocchio. La scelta di questo medium risponde al bisogno di concretezza che si vuole suggerire: l'impatto con una figura dimensionalmente reale agisce con lo spettatore, creando quel rapporto di interazione che rende particolare questo Sacro Monte, definito spesse volte “teatro”, ma teatro di partecipazione nel quale il visitatore viene egli stesso coinvolto divenendo attore.
Il giro inizia dalla parte occidentale, dove si trova il Monte Sion.

### La chiesa di San Vivaldo
La prima cappella corrisponde, almeno nella navata centrale, all'attuale chiesa di San Vivaldo, ove si custodiscono le reliquie del santo.
Sorge infatti dove un tempo si trovava l'albero di castagno nel quale, il 1º maggio del 1320 fu trovato morto Vivaldo Stricchi.

### Il Monte Sion

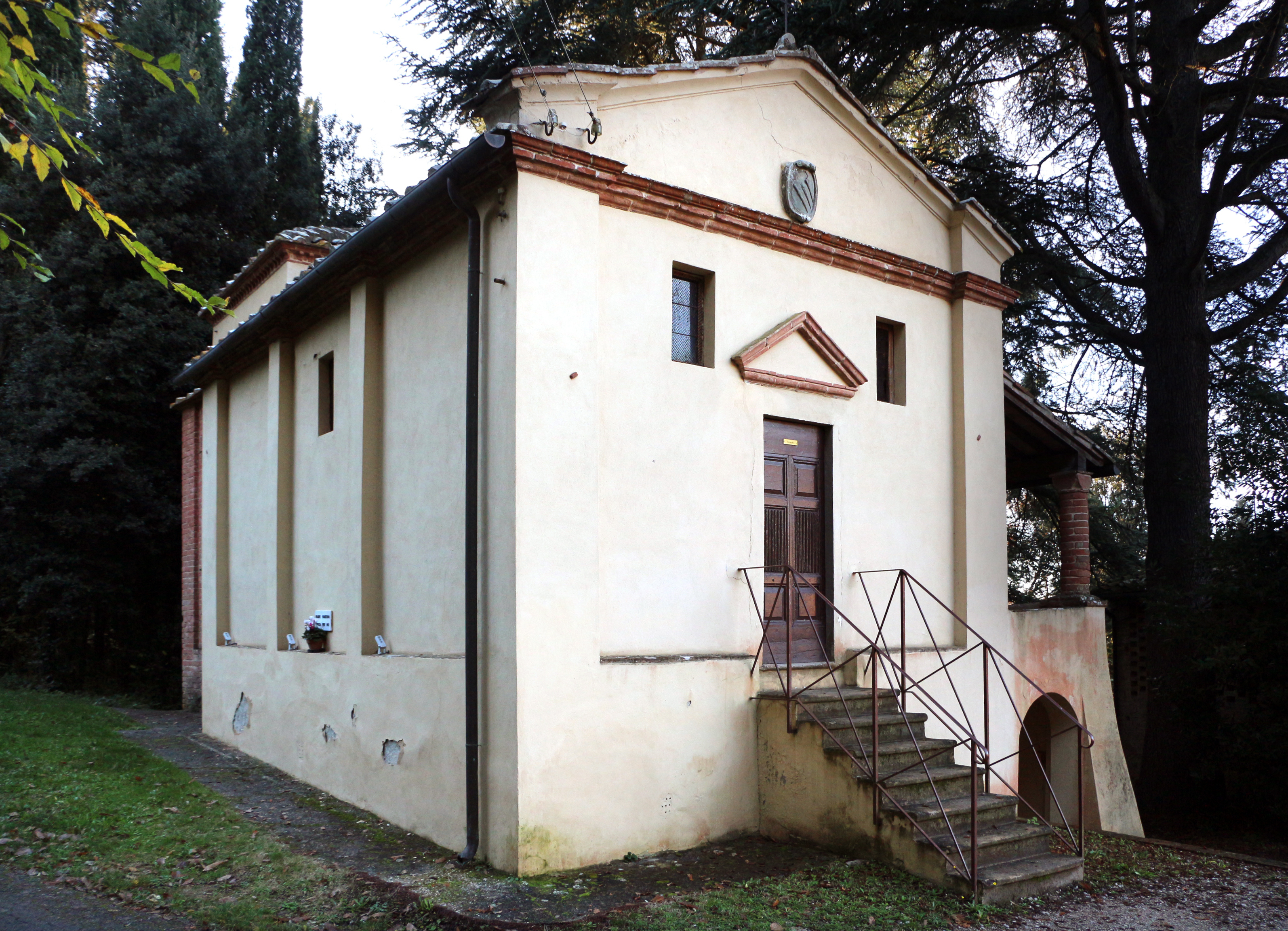
Cappella del Monte Sion

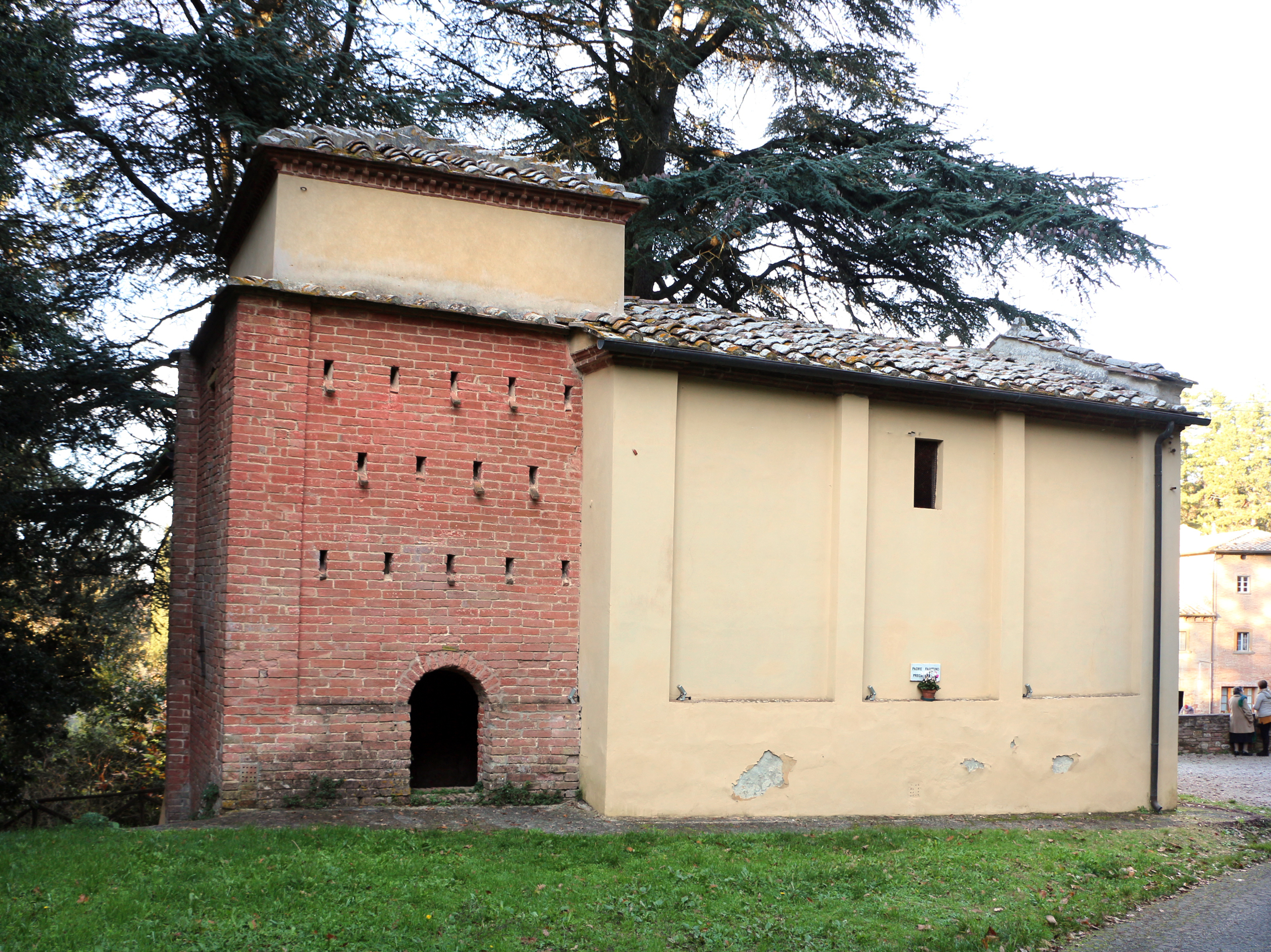
In basso a sinistra la "tomba di Davide"

L'edificio, uno dei più importanti dal punto di vista architettonico e per il numero e la qualità artistica degli episodi illustrati, comprende tre cappelle, due delle quali al piano superiore (Il Cenacolo e la Pentecoste), e una al piano sottostante (Cappella di San Tommaso e la Tomba di Davide). È situato nella parte occidentale della Gerusalemme di Toscana come ad occidente è il monte Sion della Gerusalemme di Palestina.

#### Il Cenacolo
Salendo attraverso una scaletta in pietra e si entra in una aula a due navate divisa da colonne con basi e capitelli ionici e si ammira la scena del Cenacolo (Ultima Cena) e la Lavanda dei piedi.

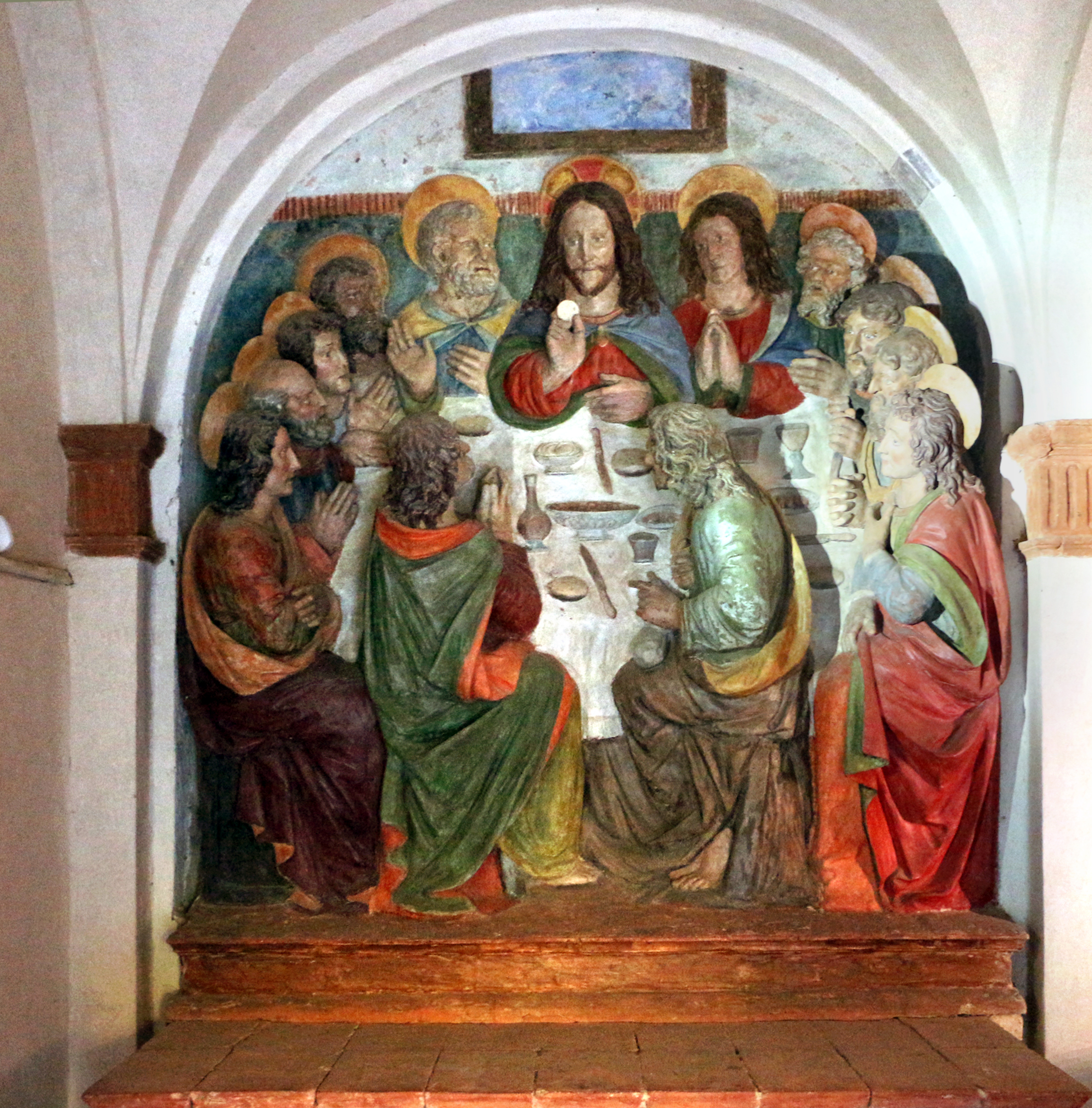
Ultima cena della bottega di Giovanni della Robbia
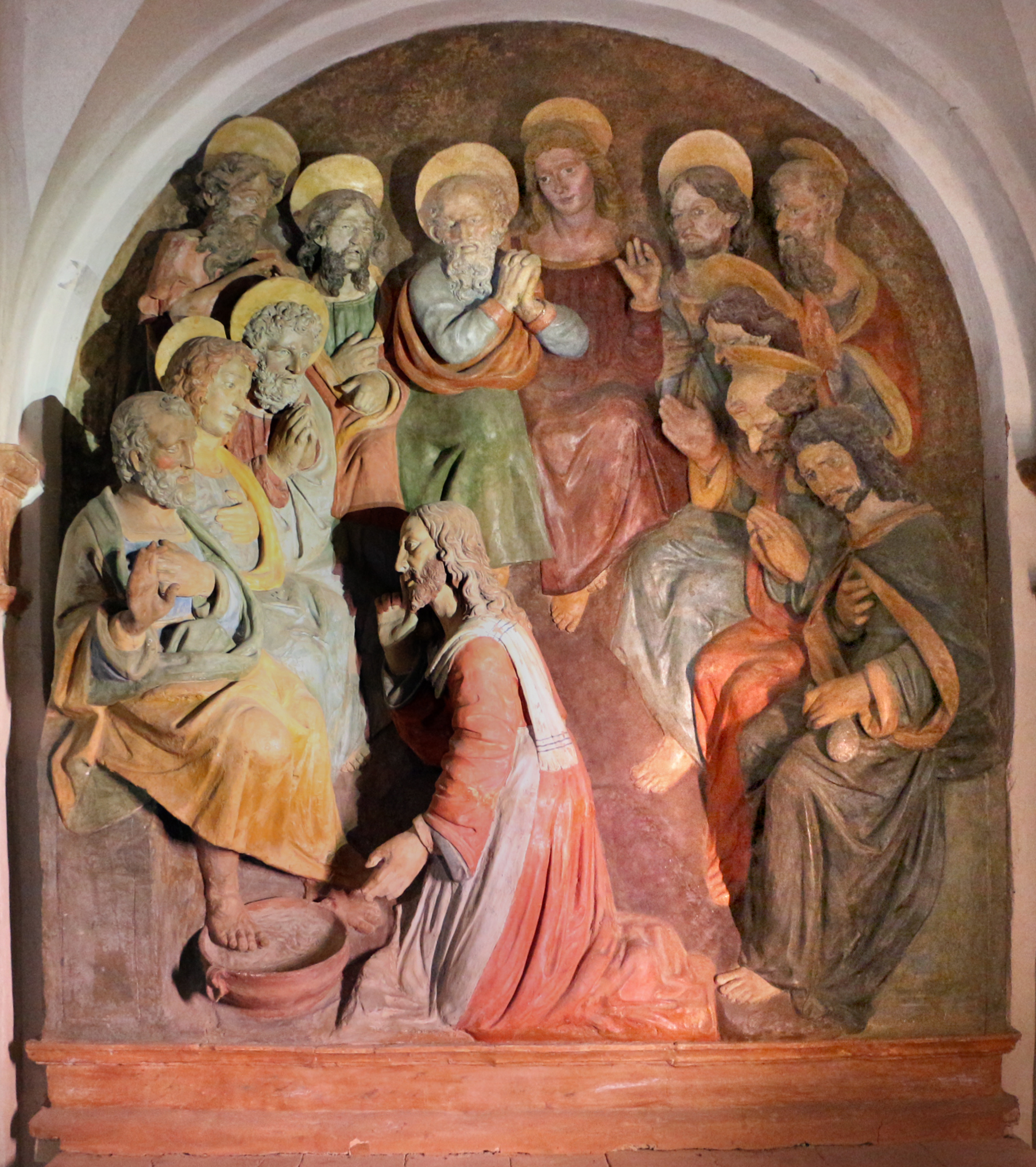
Lavanda dei piedi della bottega di Giovanni della Robbia

#### La Pentecoste
Passando attraverso una piccola loggia, si giunge alla cappella della Pentecoste. Questa è una delle più belle e racconta i fatti avvenuti 50 giorni dopo la Pasqua ebraica: la discesa dello Spirito Santo sopra la Vergine e i 12 apostoli (dove Giuda era già stato sostituito con Mattia) attraverso lingue di fuoco.

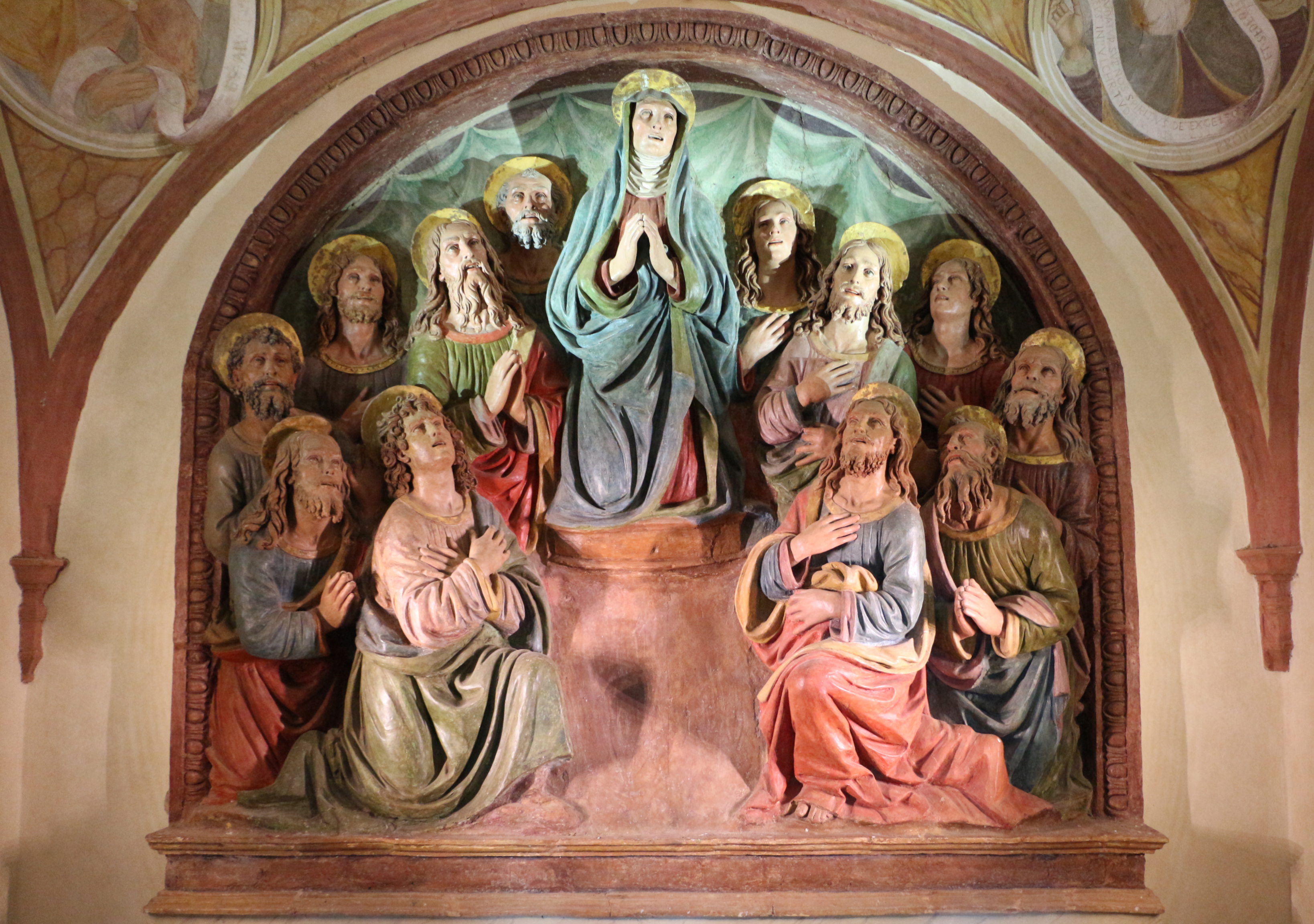
Pentecoste attr. a Benedetto Buglioni
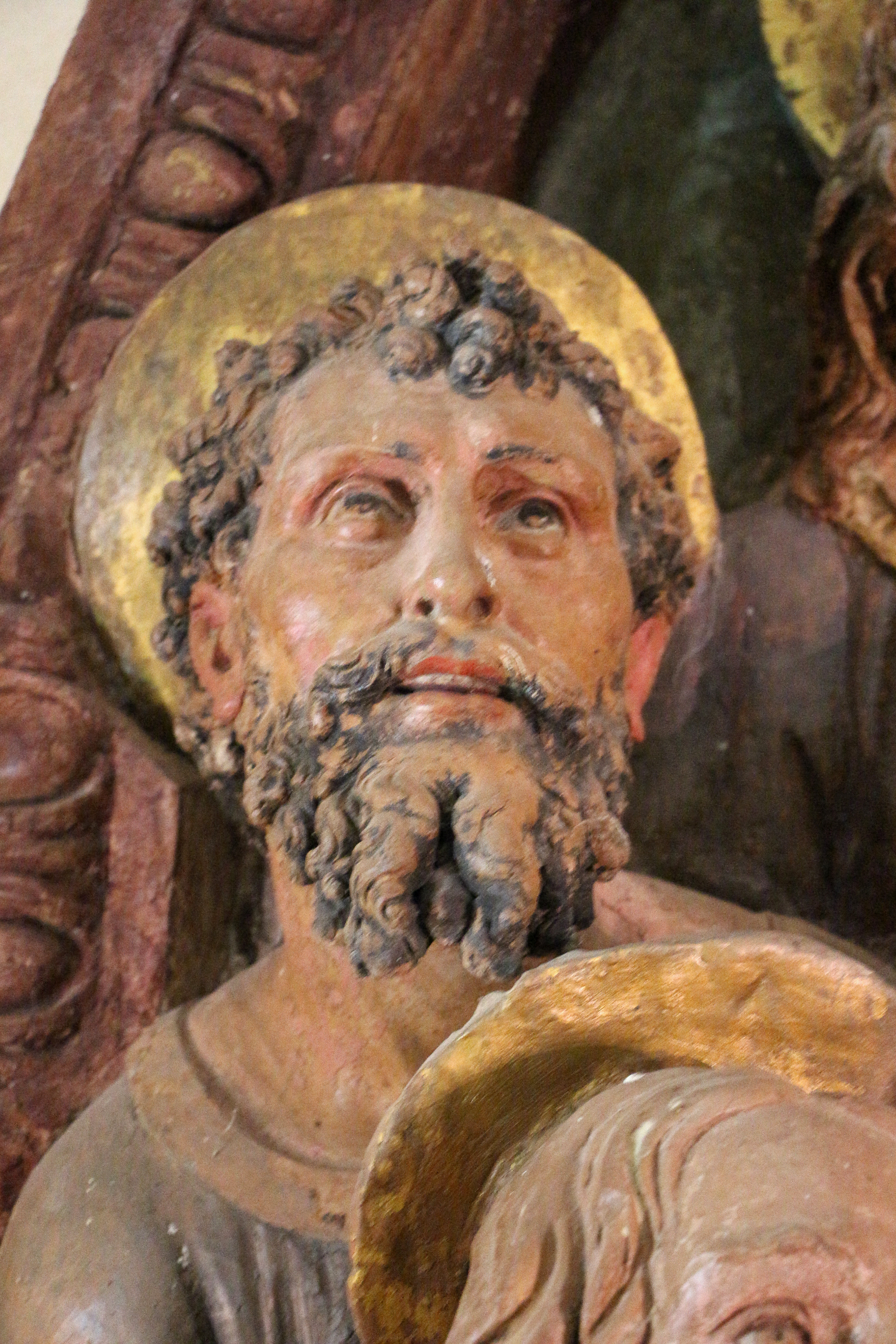
Dettaglio
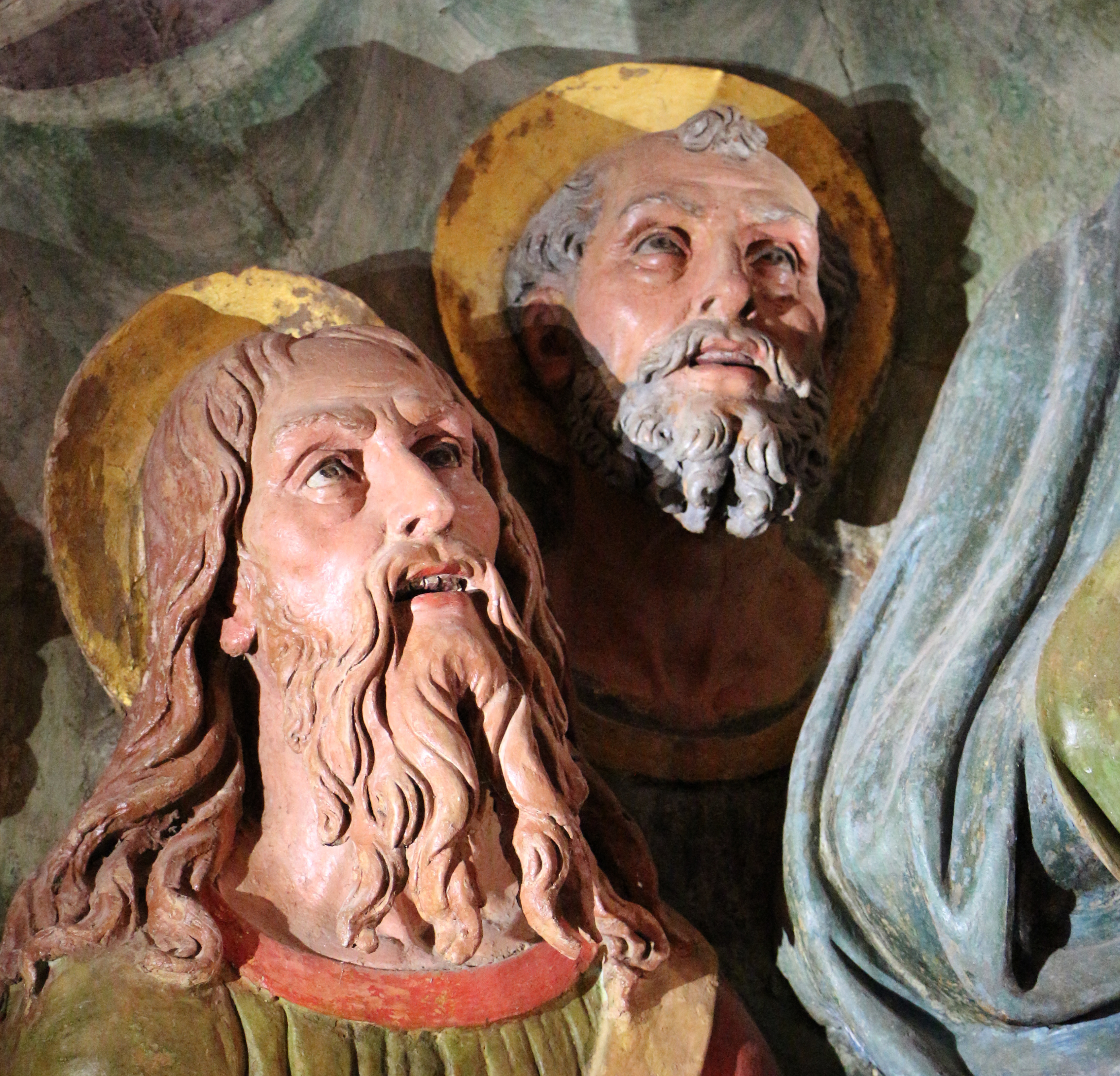
Dettaglio

#### Cappella di San Tommaso
Nella zona sottostante il Cenacolo e la Pentecoste, si può visitare la Cappella di San Tommaso, dove i gruppi di terracotta, rappresentano la scena in cui Gesù appare agli Apostoli 8 giorni dopo la Pasqua, dove è presente anche l'Apostolo Tommaso, con la sua espressione di titubanza, di meraviglia e di fede.

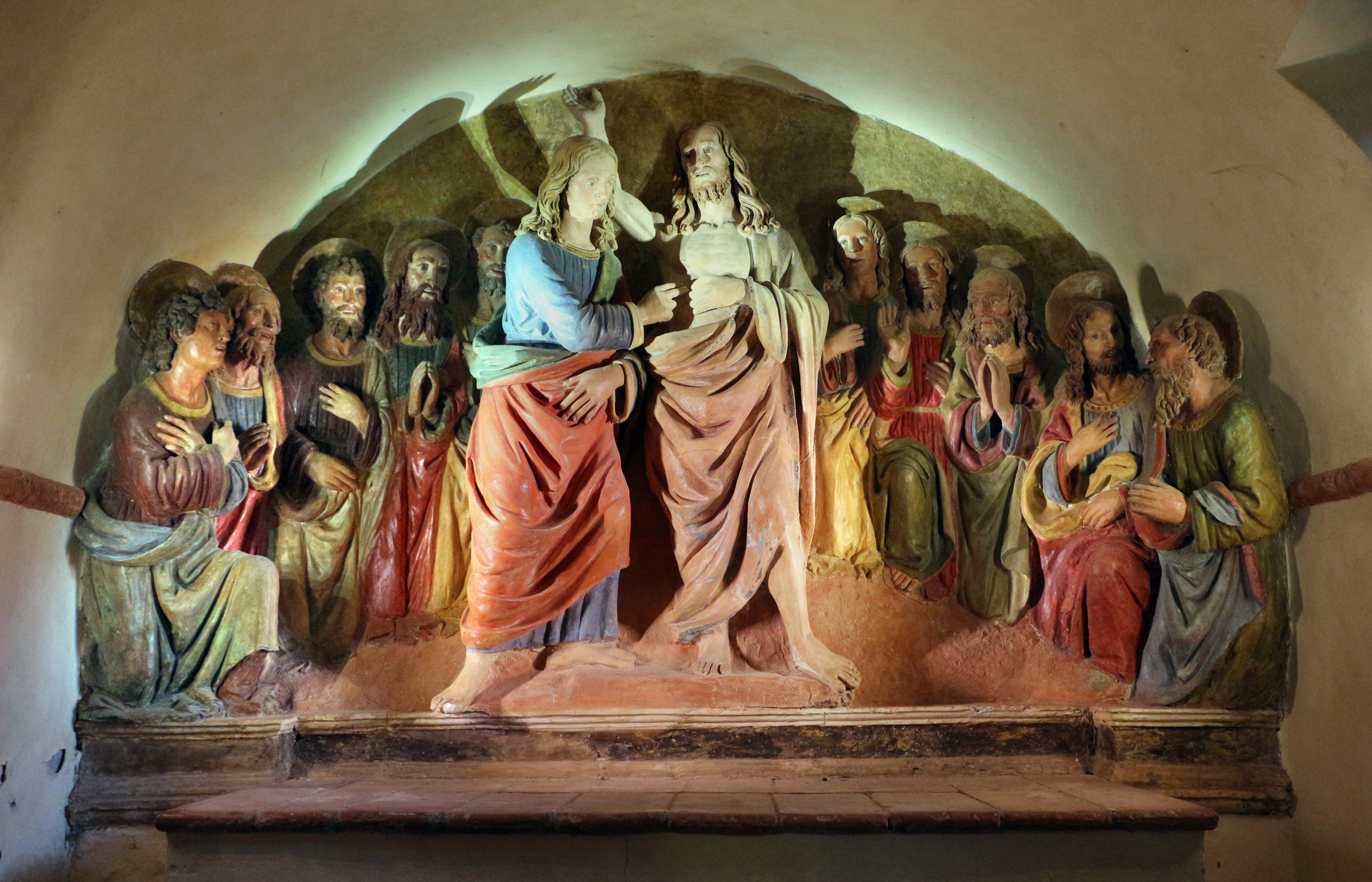
Incredulità di Tommaso, attr. ad Agnolo di Polo

#### Tomba di Davide
Sempre nello stesso edificio, si trova la tomba di Davide, esattamente collocata come a Gerusalemme, sotto la Cappella della Pentecoste.

### La Casa di Anna

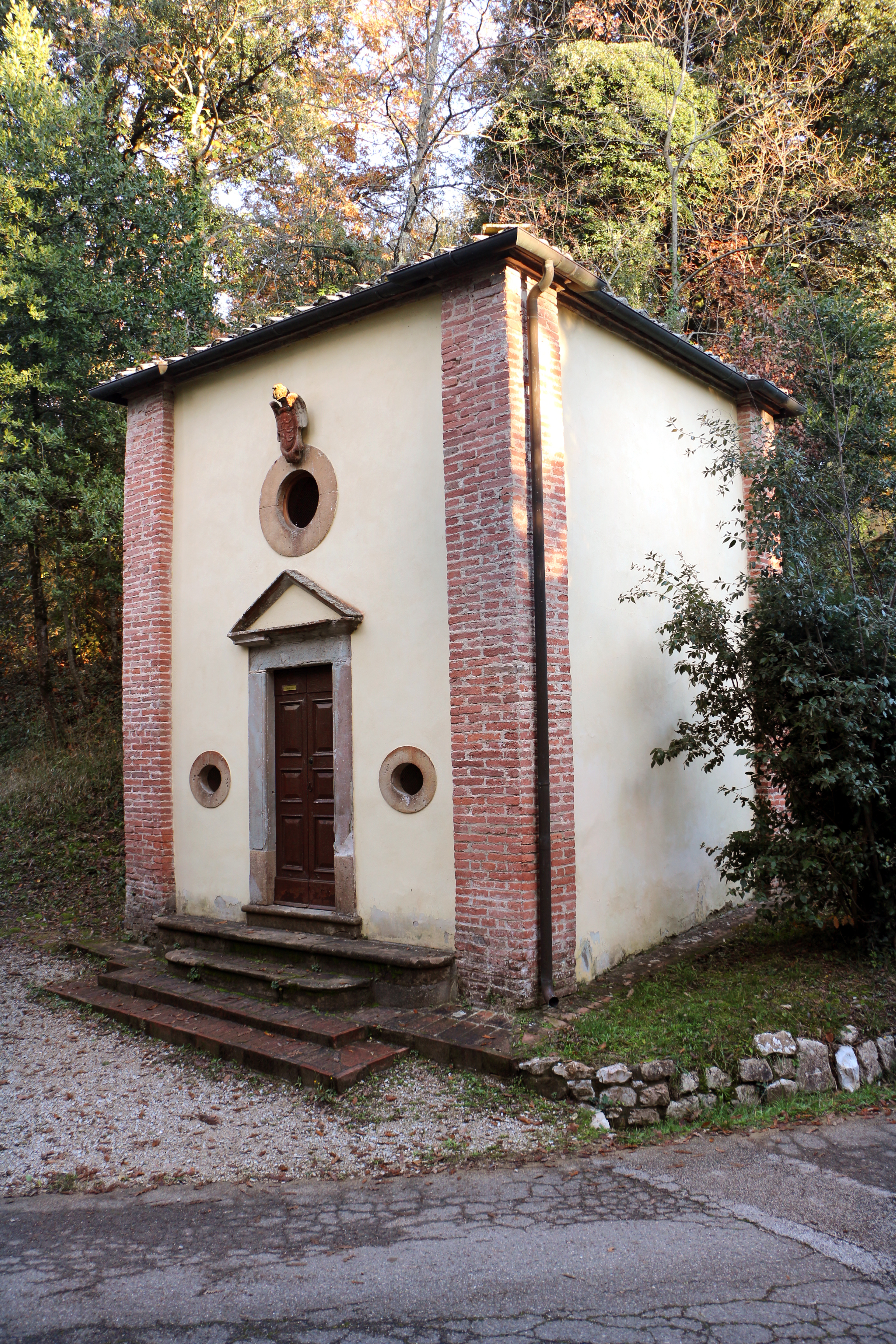
Cappella della casa di Anna

È la casa del sommo sacerdote Anna, suocero di Caifa, dove viene processato Gesù.
Il gruppo in terracotta riproduce la scena del processo e dell'oltraggio a Gesù da parte di un soldato, e della folla pronta a produrre false testimonianze pur di condannarlo.
In questa scena è possibile ammirare la figura di Cristo che qui appare umile ma determinata a portare a termine il progetto di Dio.Anna era il suocero di Caifa e a Gerusalemme abitavano nello stesso edificio. A San Vivaldo, invece ognuno ha una sua cappella. Qui si custodisce il celebre rilievo in cui Cristo viene schiaffeggiato da un servitore di Anna che viene raffigurato nelle vesti di un soldato.

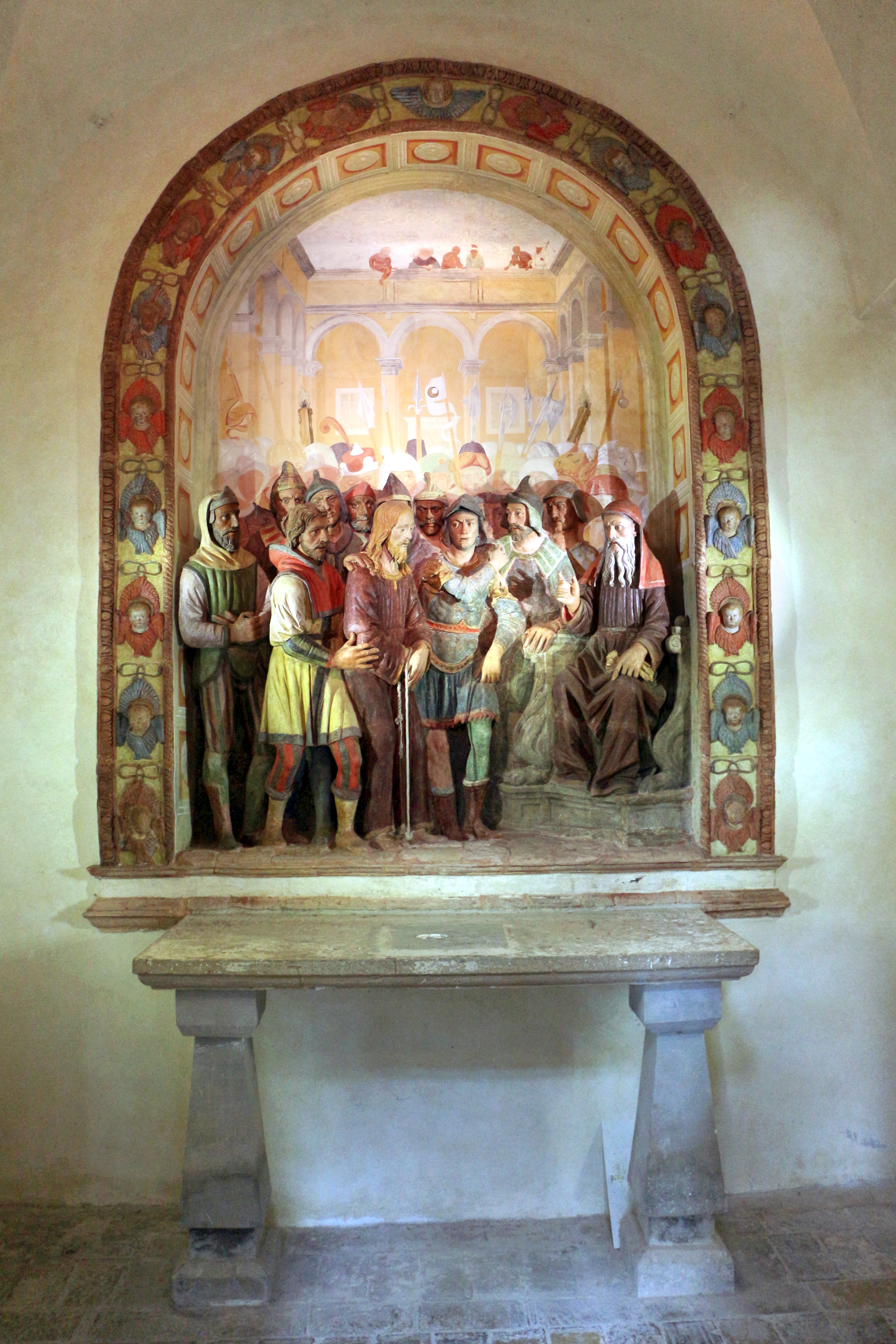
Gesù davanti al sommo sacerdote Anna, della bottega di Giovanni della Robbia
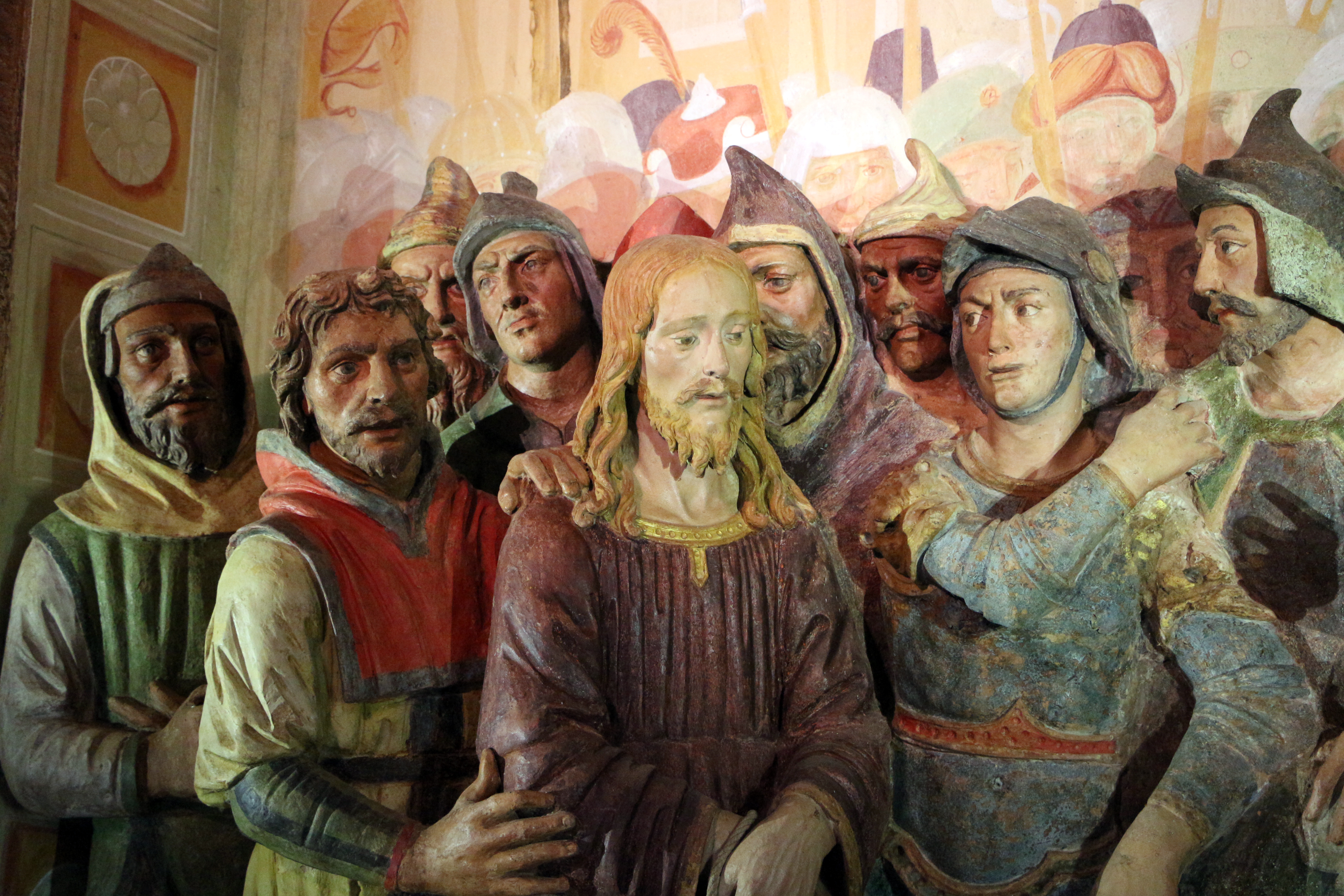
Dettaglio
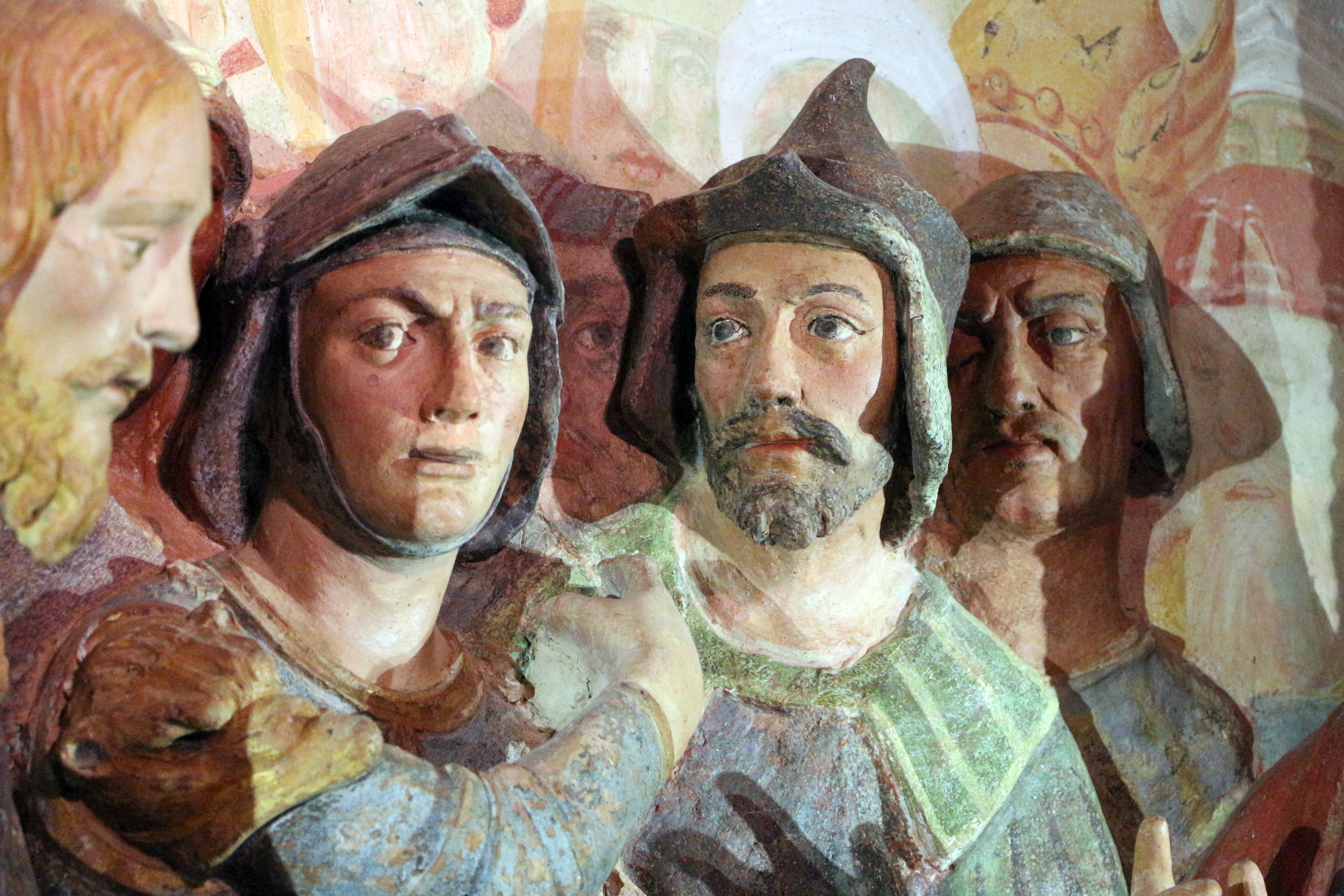
Dettaglio
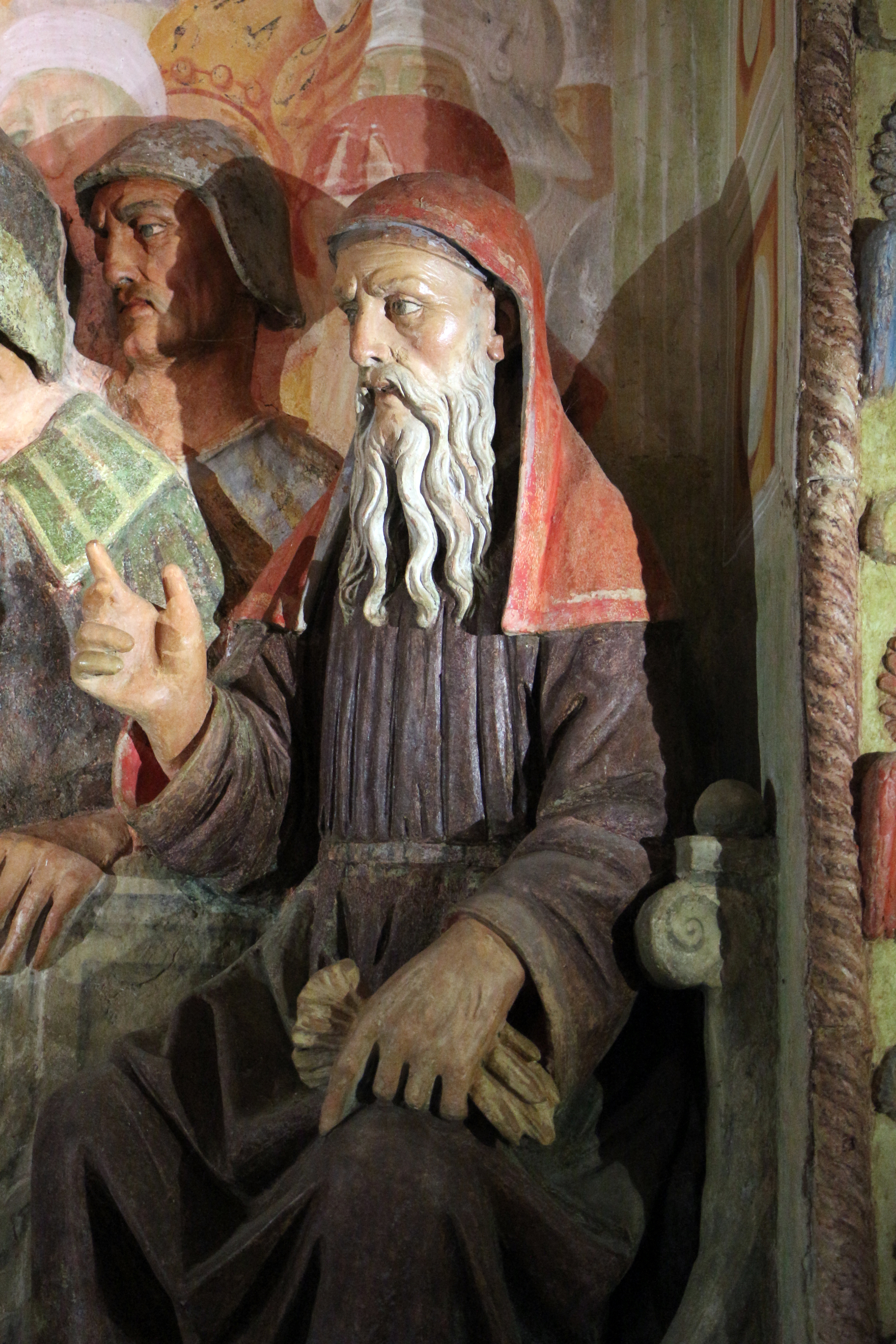
Dettaglio

### Cappella della Casa di Caifa

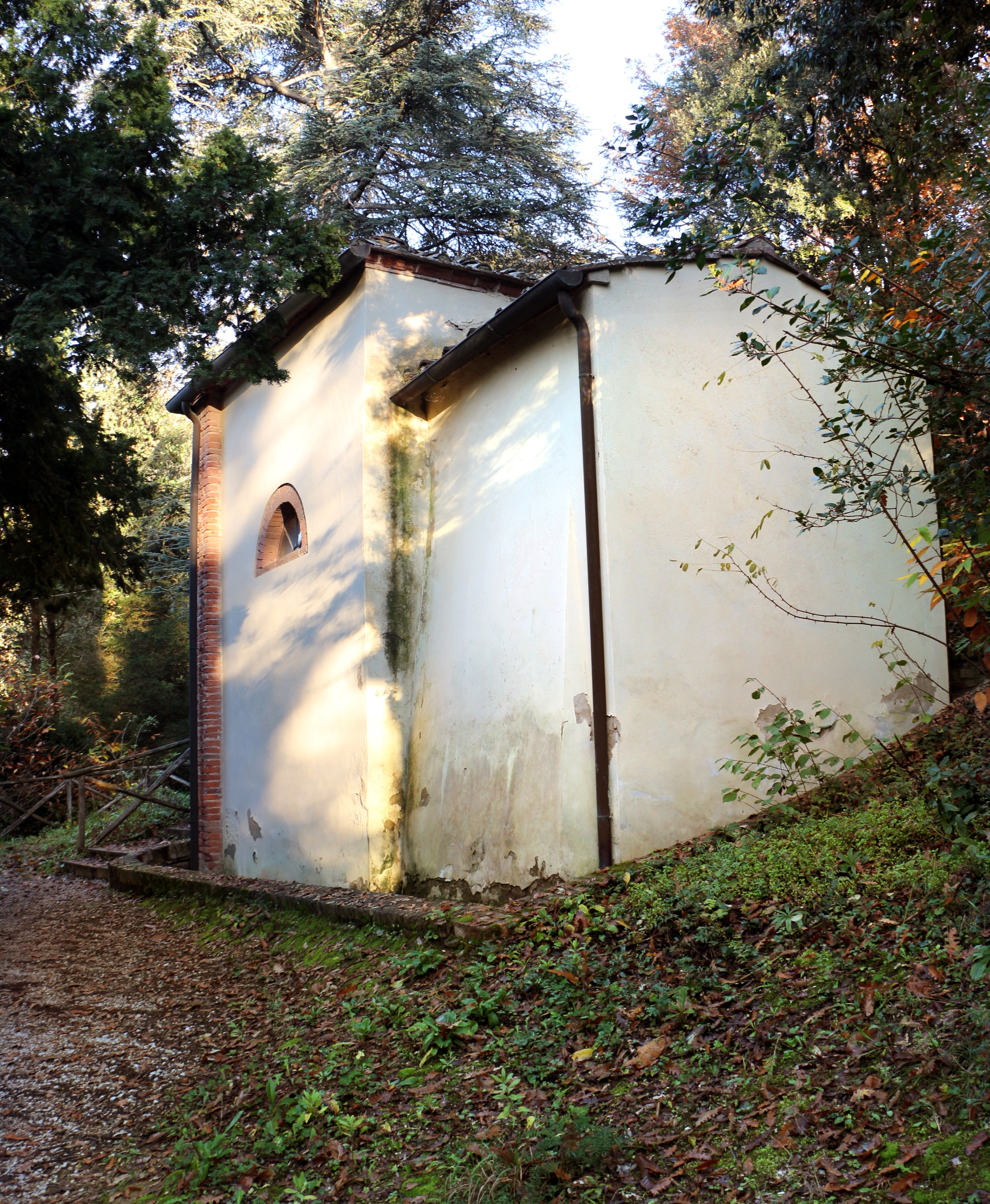
Cappella della casa di Caifa

Vicinissima a quella di Anna è posta la cappella dedicata a Caifa, che contiene due terrecotte raffiguranti due momenti della passione: il processo sommario a Gesù (Gesù davanti a Caifa) e Cristo imprigionato e colpito a pugni e oltraggiato dai sevi del sacerdote (Gesù oltraggiato). Questi gruppi sono attribuiti a Benedetto Buglioni e Agnolo di Polo.

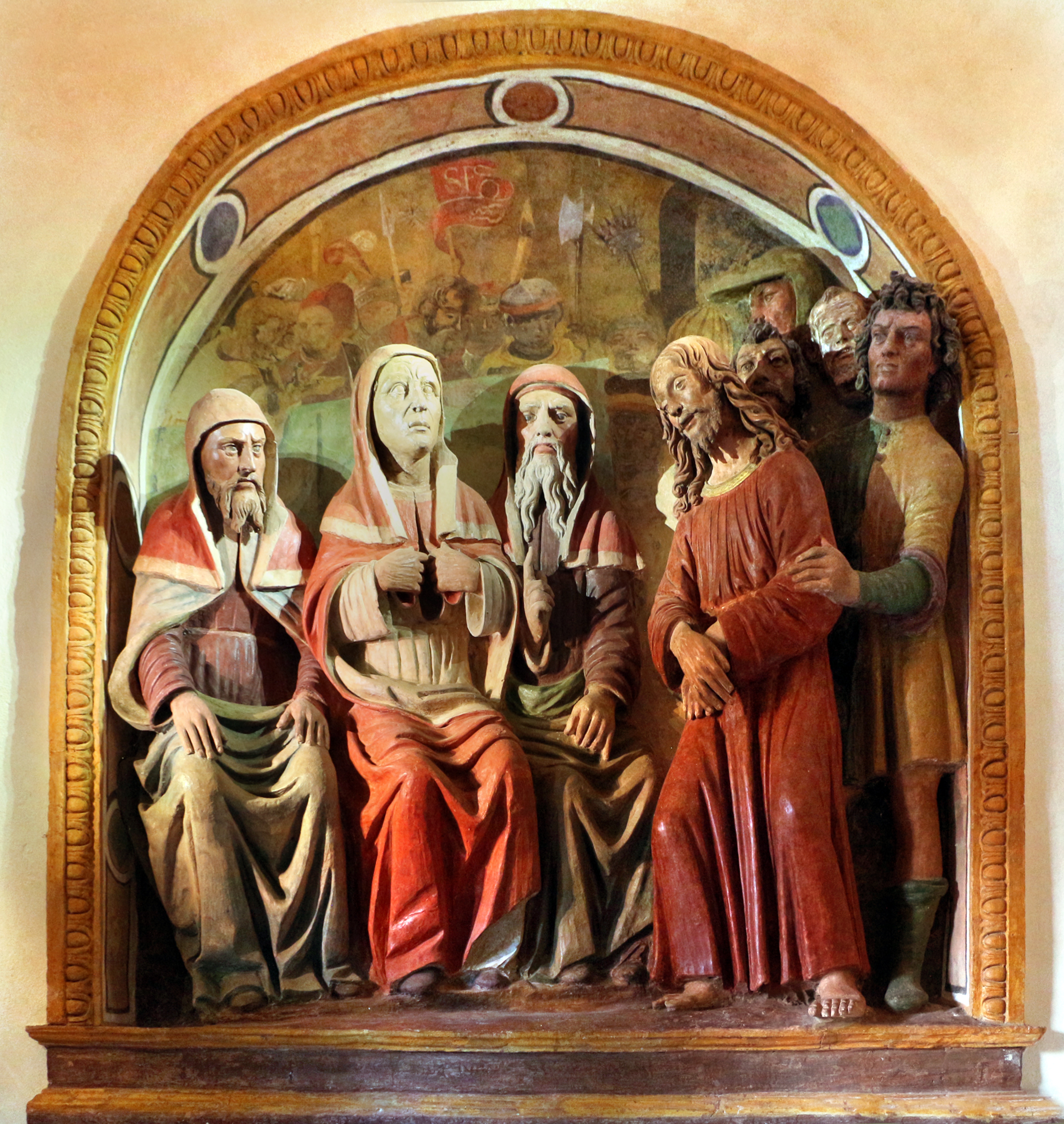
Gesù davanti a Caifa, attr. a Benedetto Buglioni ed Agnolo di Polo
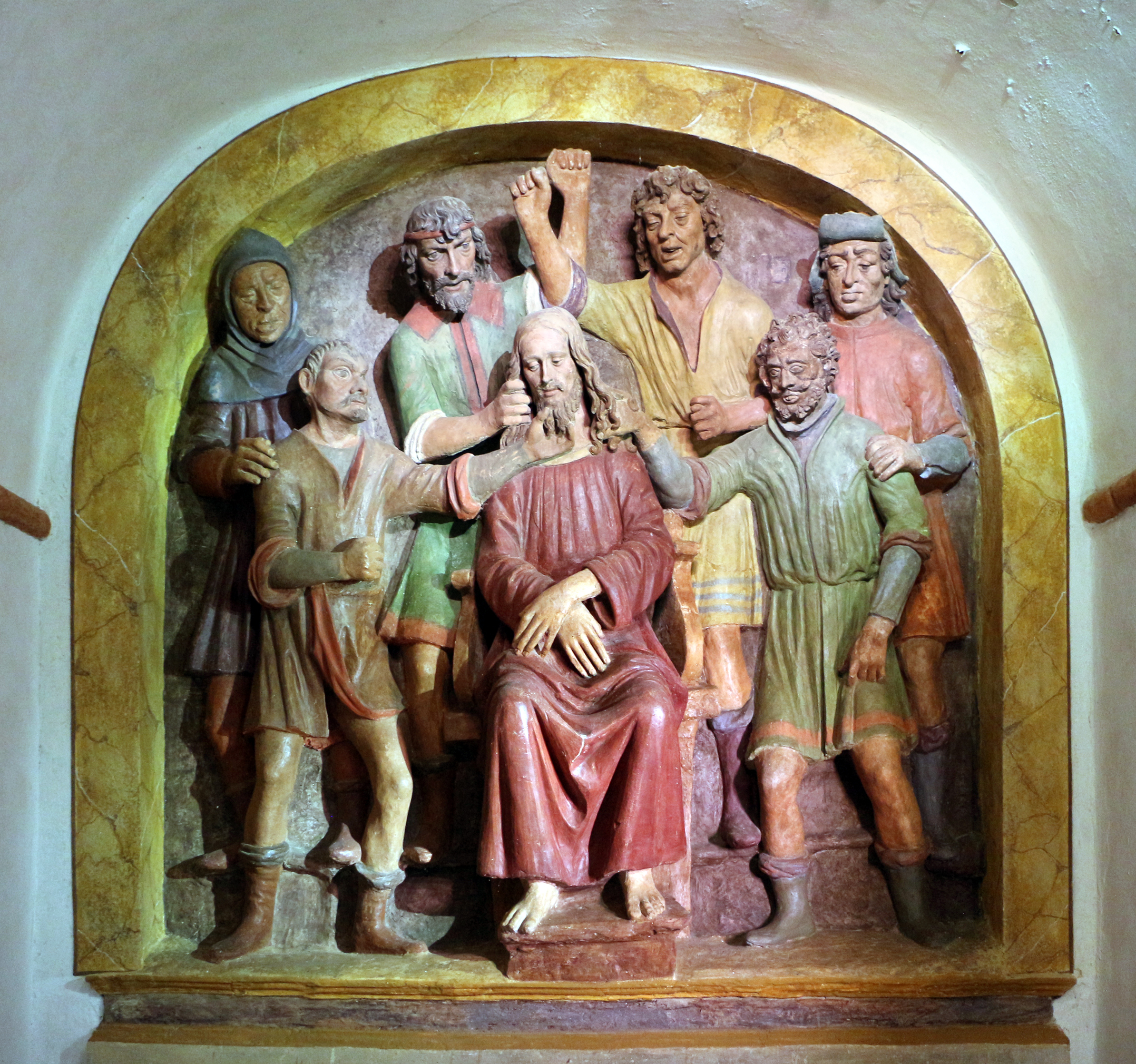
Gesù oltraggiato, attr. a Benedetto Buglioni ed Agnolo di Polo
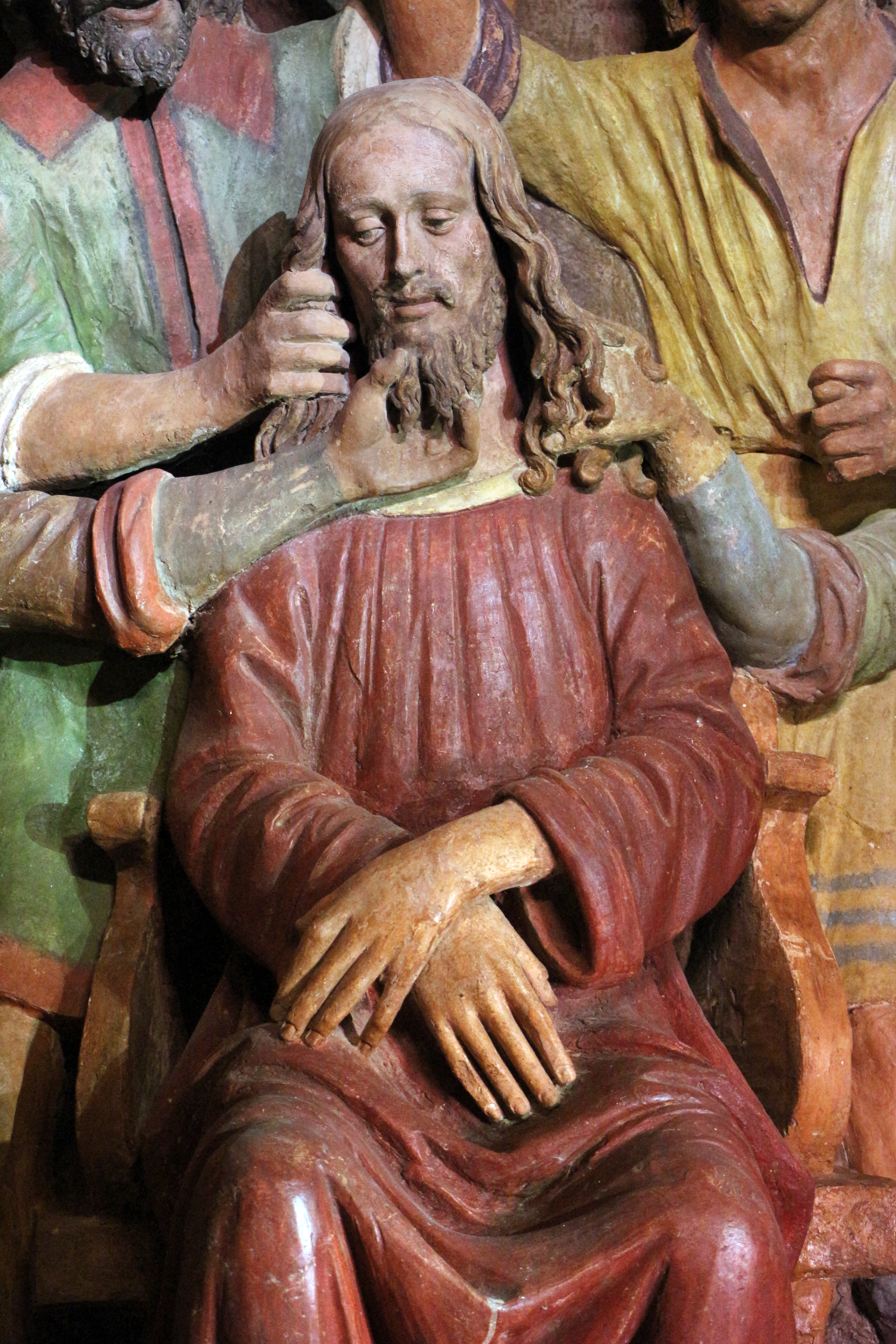
Dettaglio

### Cappella di Simon Fariseo

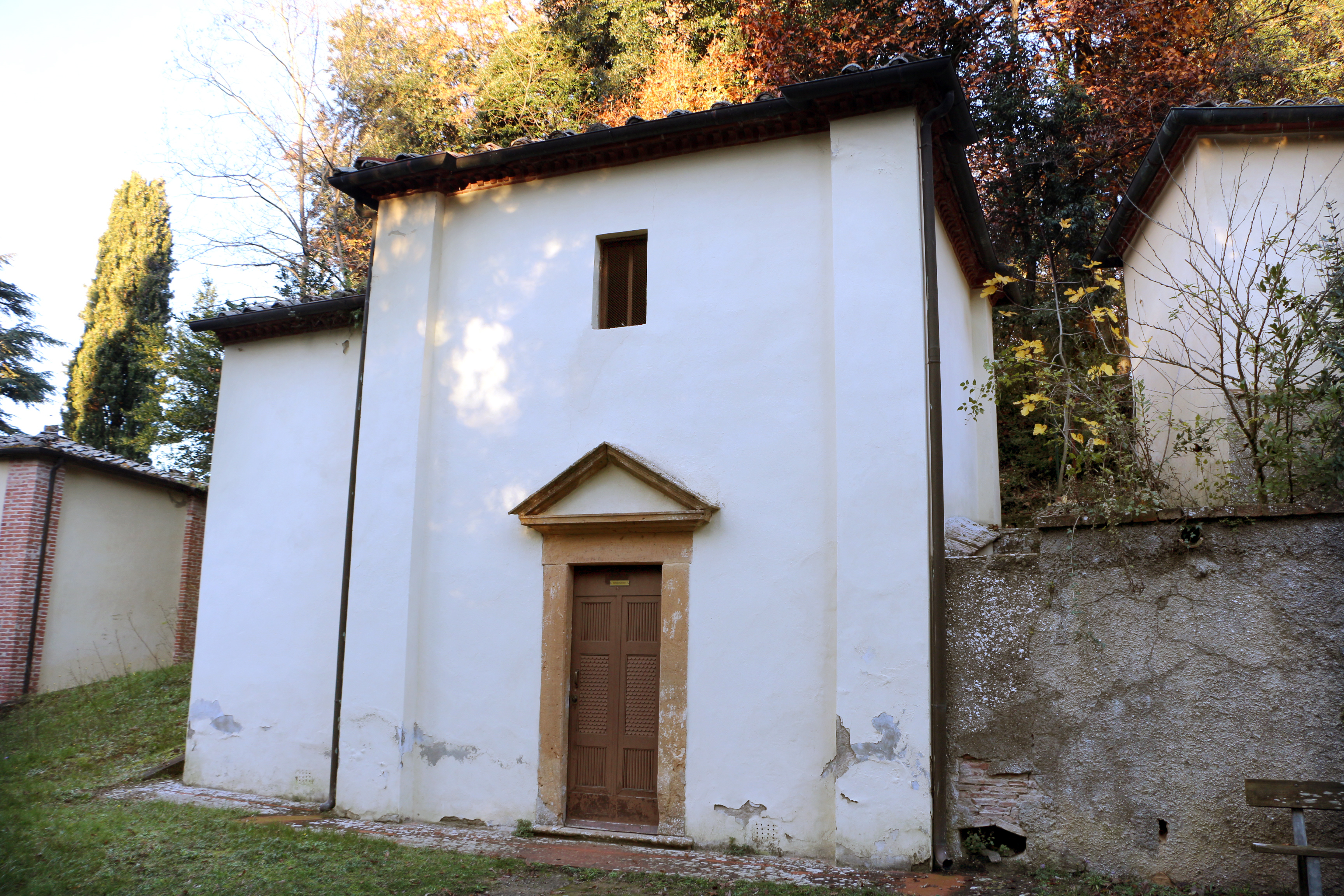
Cappella della casa di Simone Fariseo

Questa cappella è stata realizzata posteriormente al primo insediamento dei frati francescani nel bosco di Caporena. All'interno conserva una delle terrecotte di maggior pregio tra quelle presenti a San Vivaldo. Raffigura Gesù con la peccatrice.

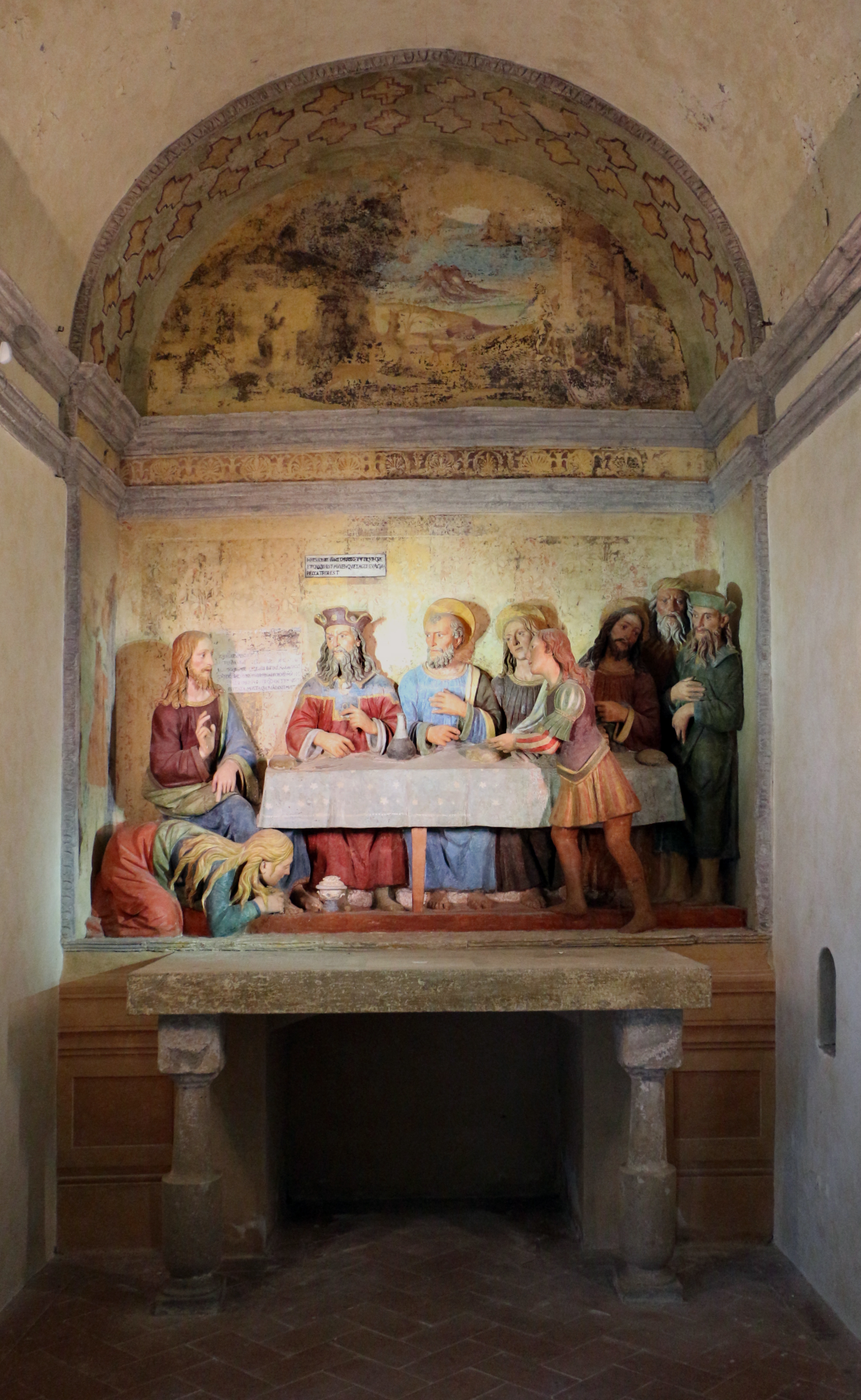
Cena in casa del fariseo, attr. ad Agnolo di Polo
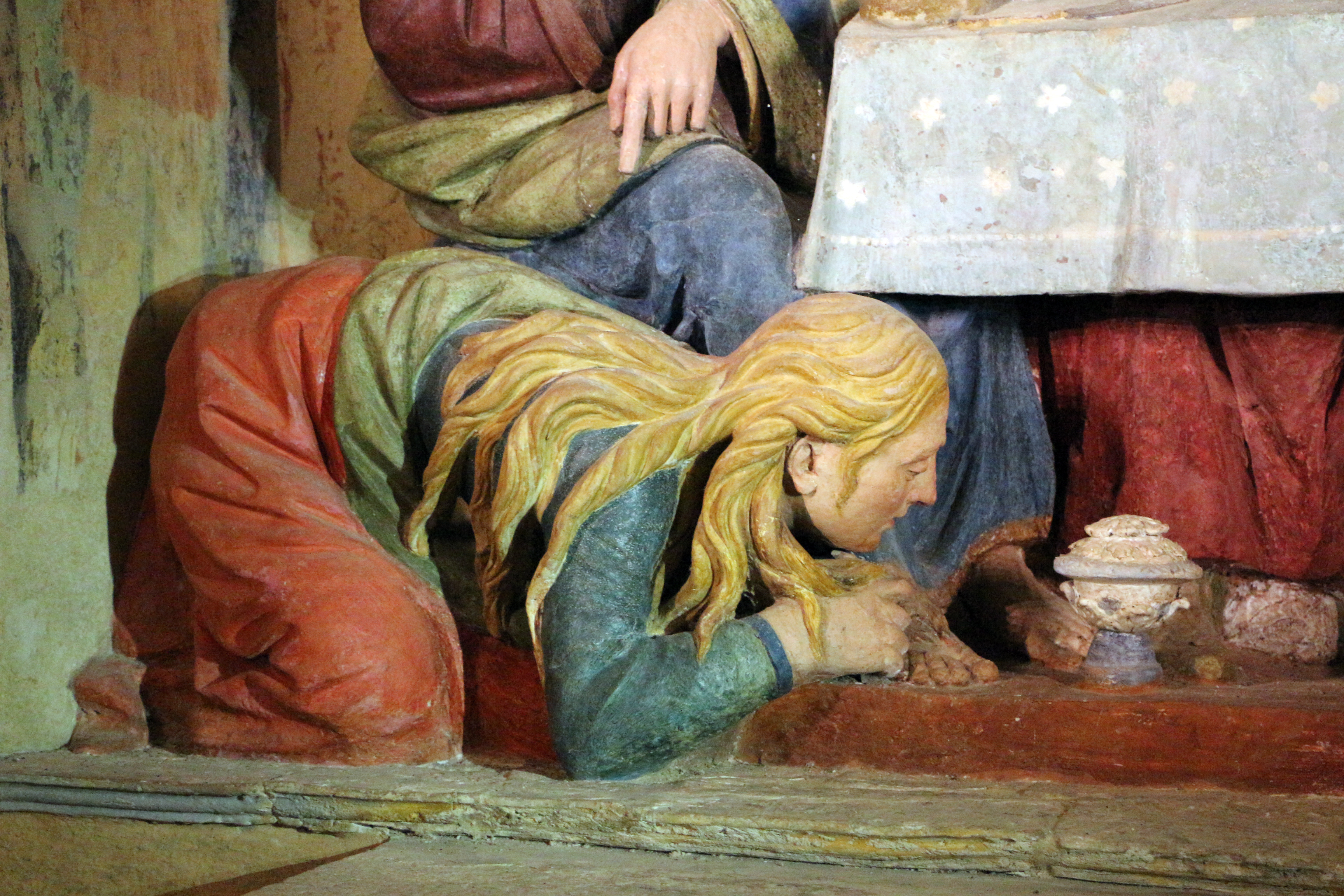
Dettaglio
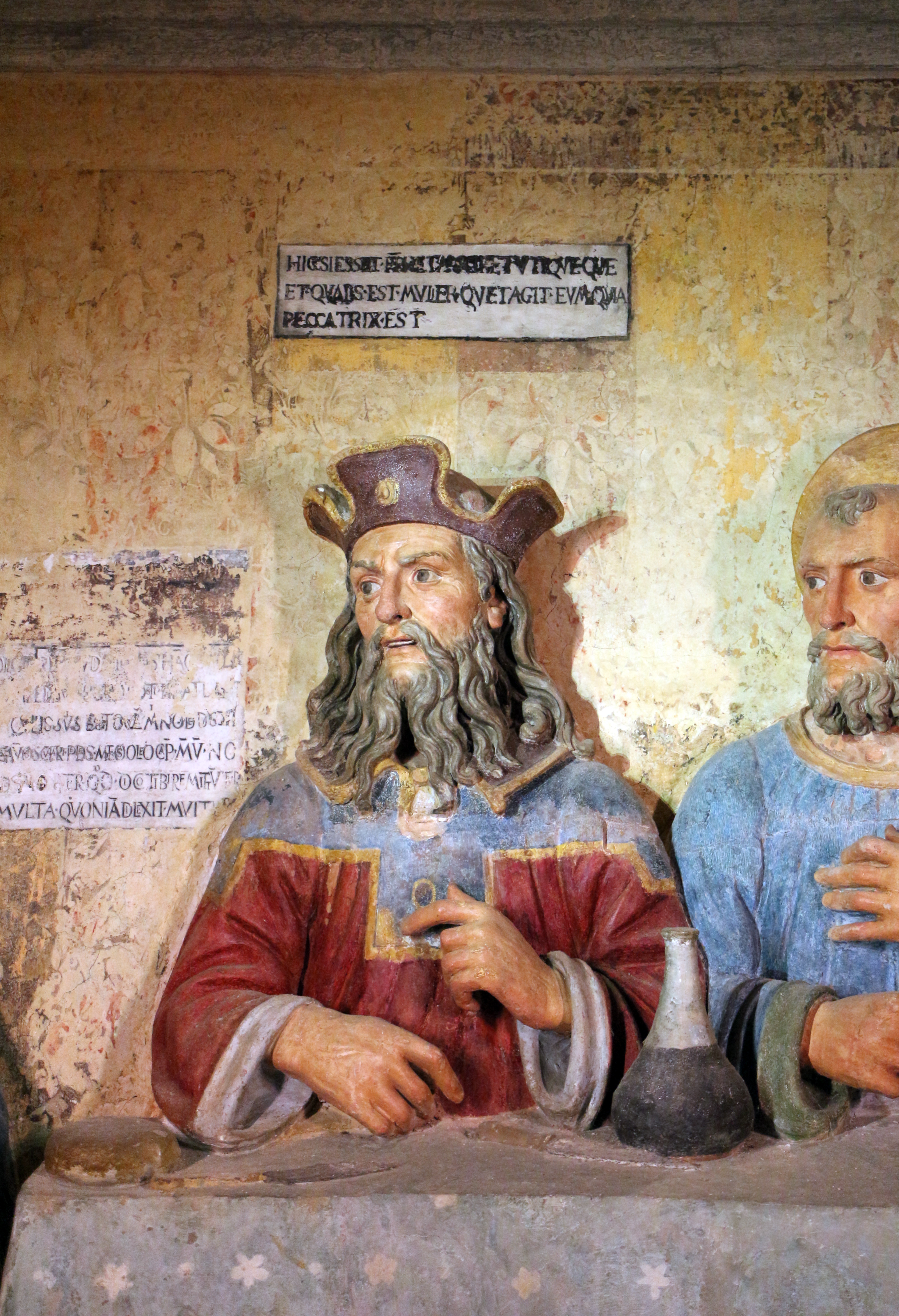
Dettaglio

### Cappella della casa di Pilato

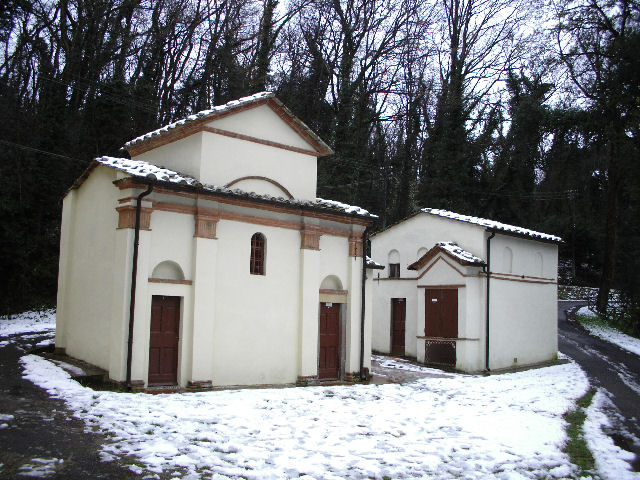
Cappelle dell'Andata al Calvario e della Casa di Pilato

L'ultimo edificio di questo primo nucleo è la Casa di Ponzio Pilato: qui sono rappresentate le scene della Flagellazione e dell'Incoronazione di spine.
- Edicola dell'Ecce Homo
All'esterno della cappella è posta l'edicola dell'Ecce Homo con una terracotta raffigurante il momento in cui Pilato presenta Gesù alla folla che deve decidere la sua sorte. Sulla parete di fondo è presente una figura affrescata che raffigura una ragazza che porge una brocca d'acqua a Gesù. Sotto l'edicola è la prigione di Barabba, dove era posta una statua di quest'ultimo che venne eliminata nell'Ottocento per i danni che aveva subito dalle sassate delle visitatrici. È riportato infatti nel primo Libro delle Memorie di San Vivaldo

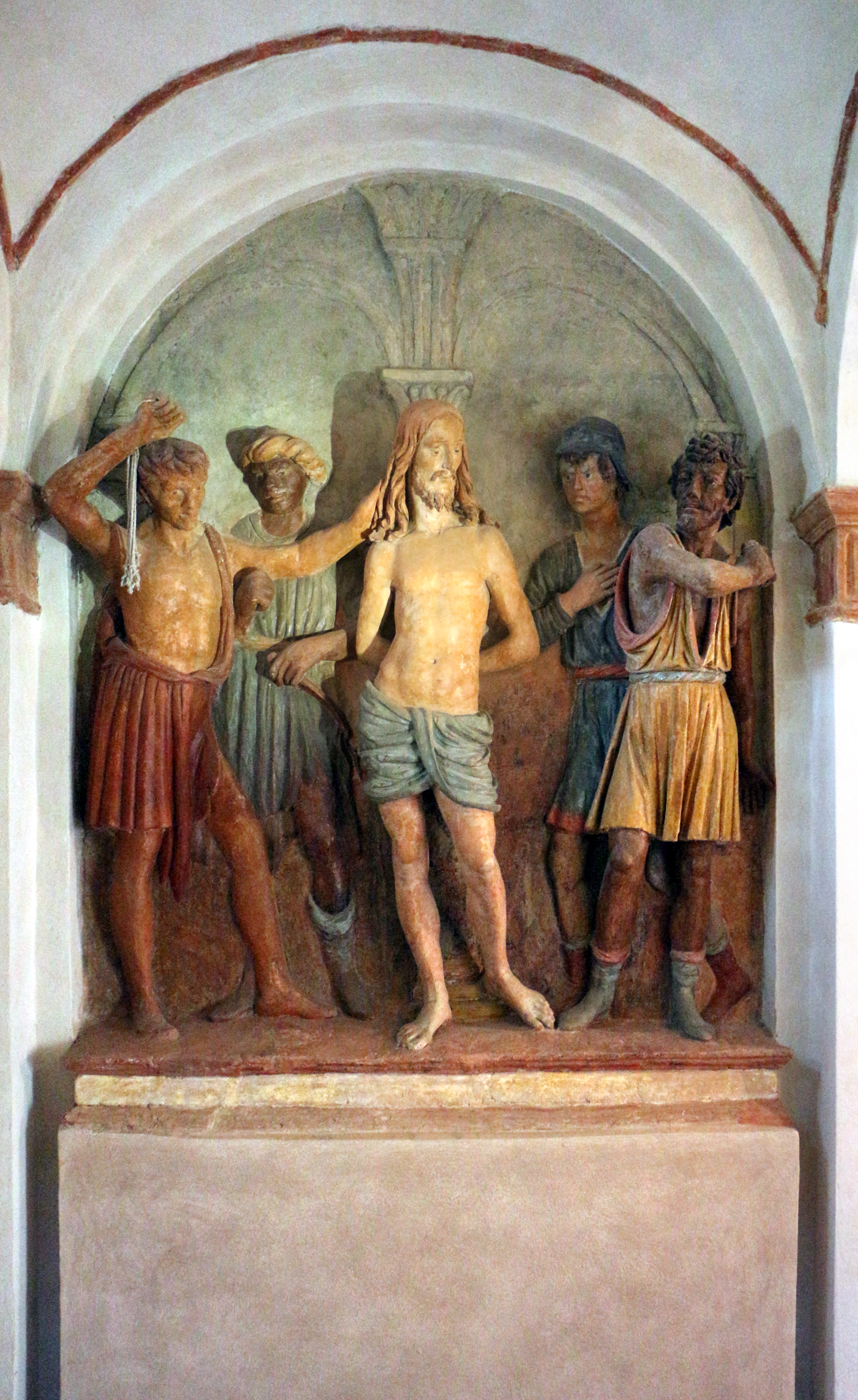
Flagellazione, attr. ad Agnolo di Polo e Benedetto Buglioni
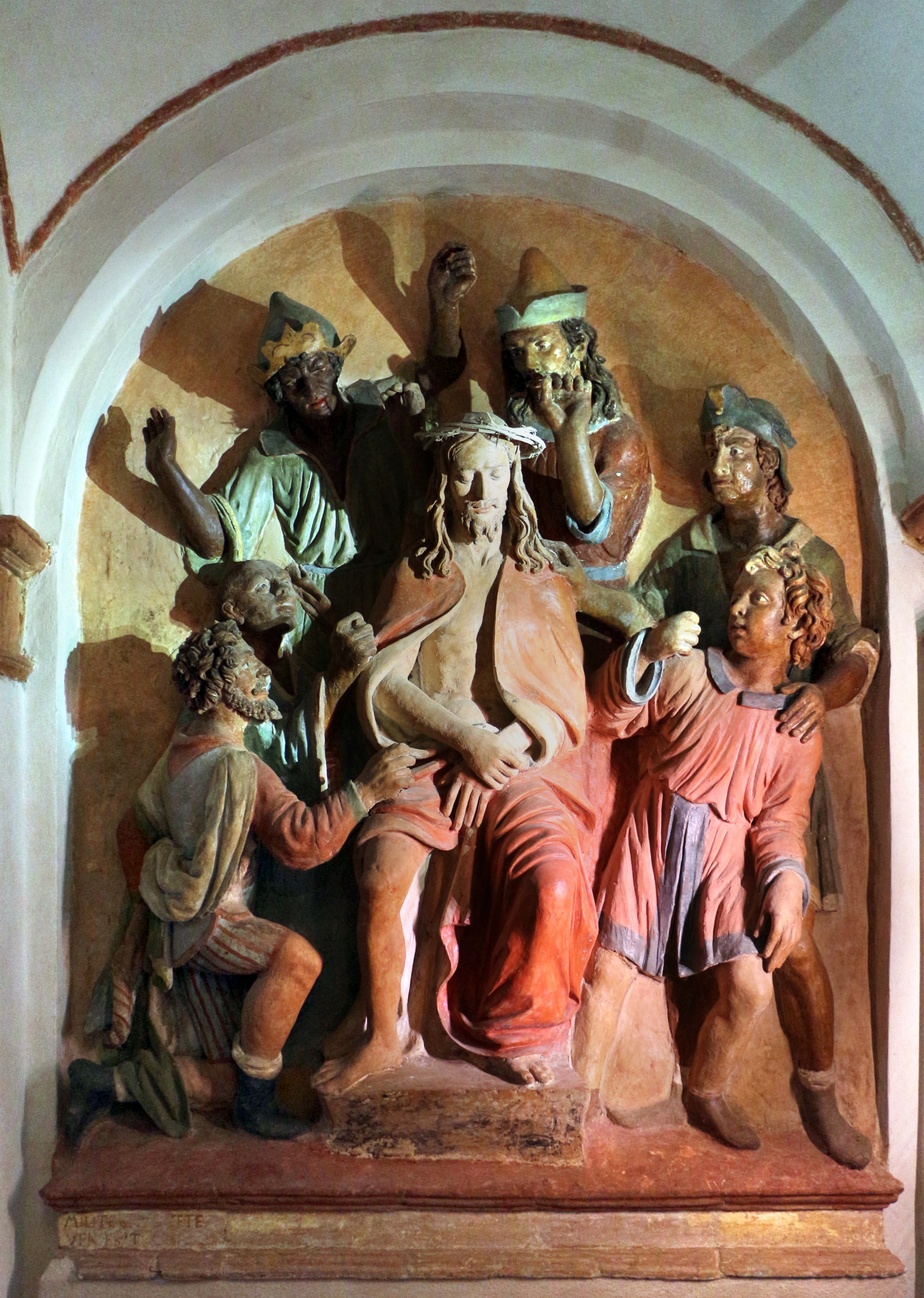
Cristo coronato di spine, attr. ad Agnolo di Polo e Benedetto Buglioni
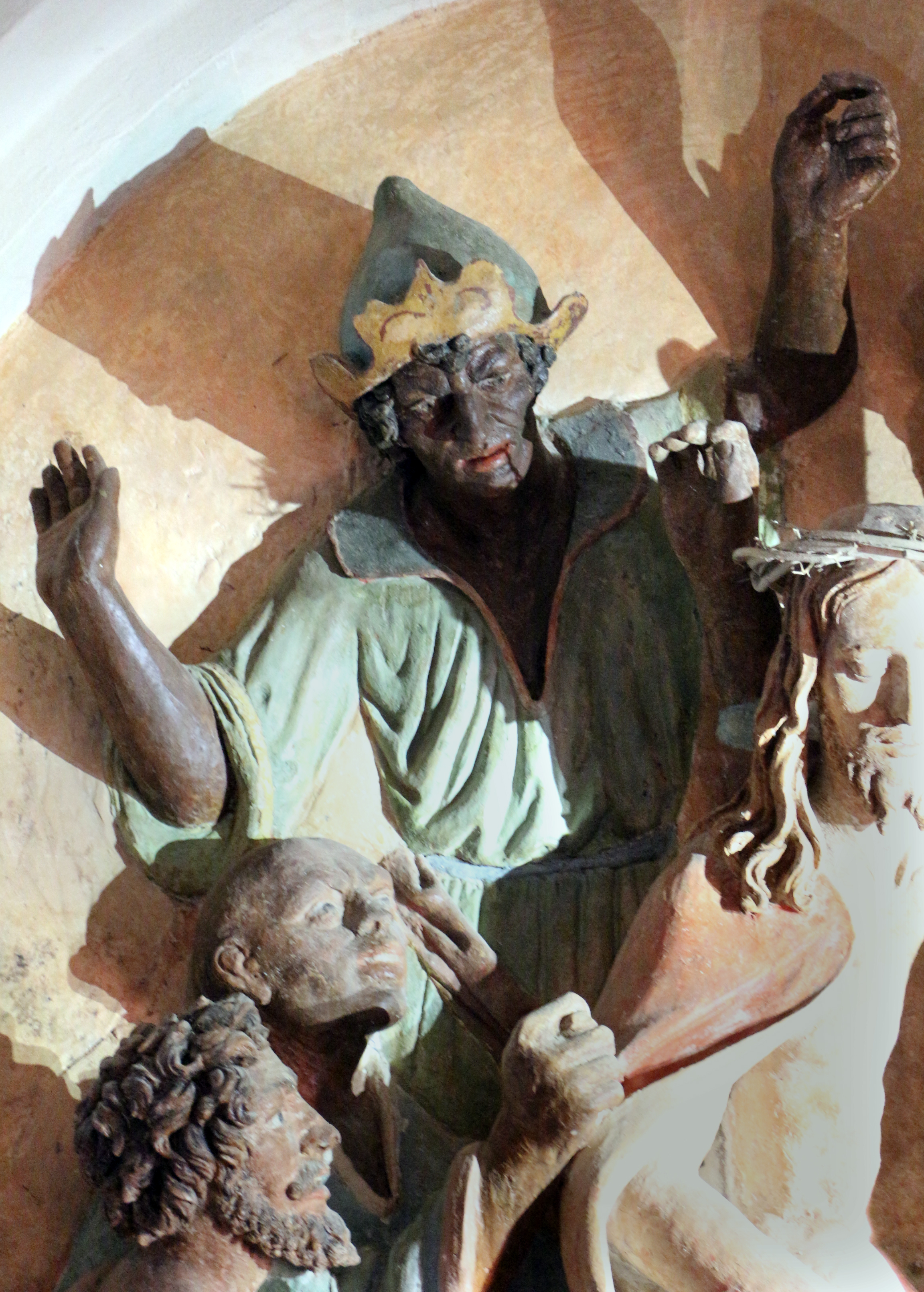
Dettaglio
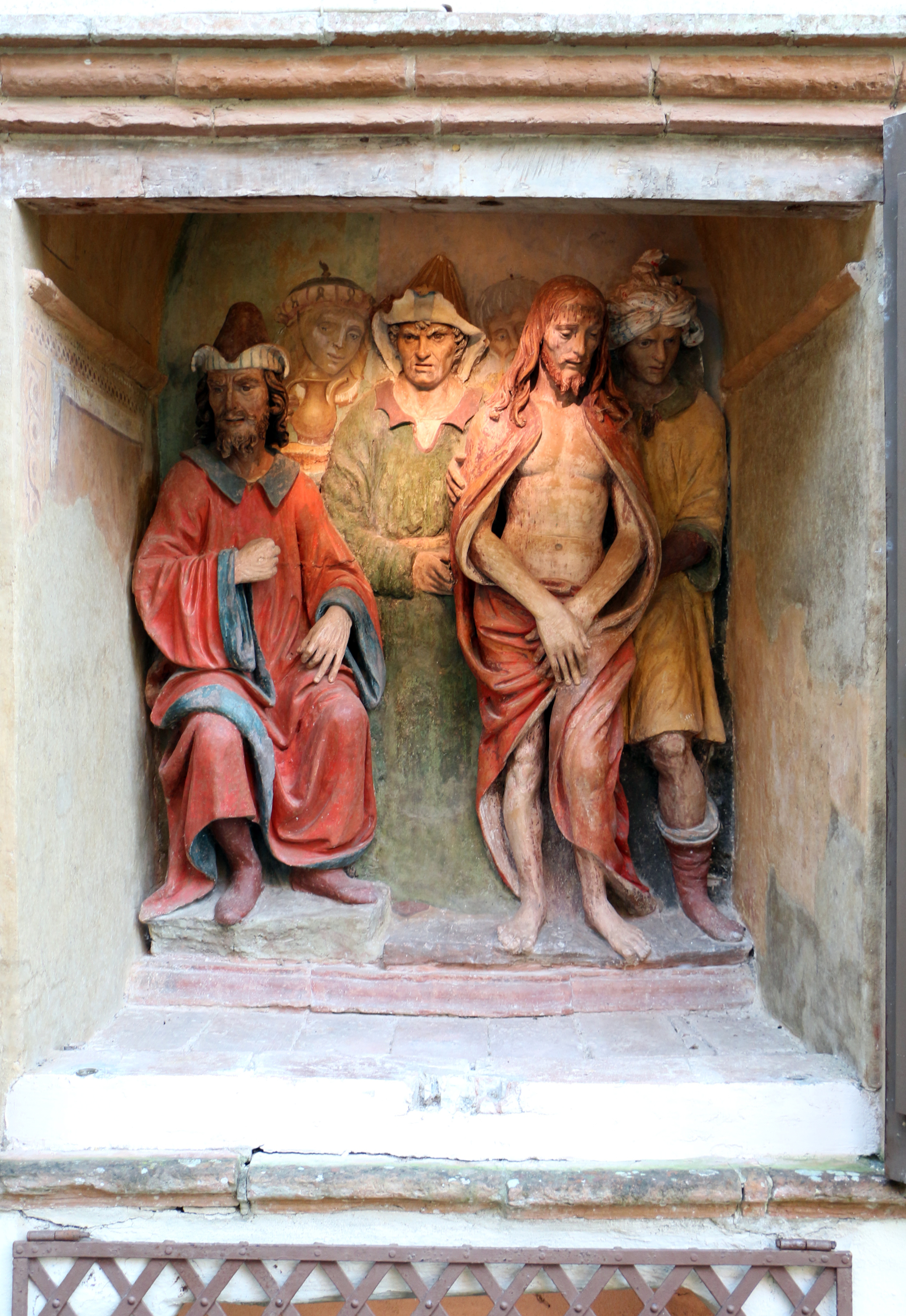
Edicola dell'Ecce Homo, attr. a Mattia della Robbia
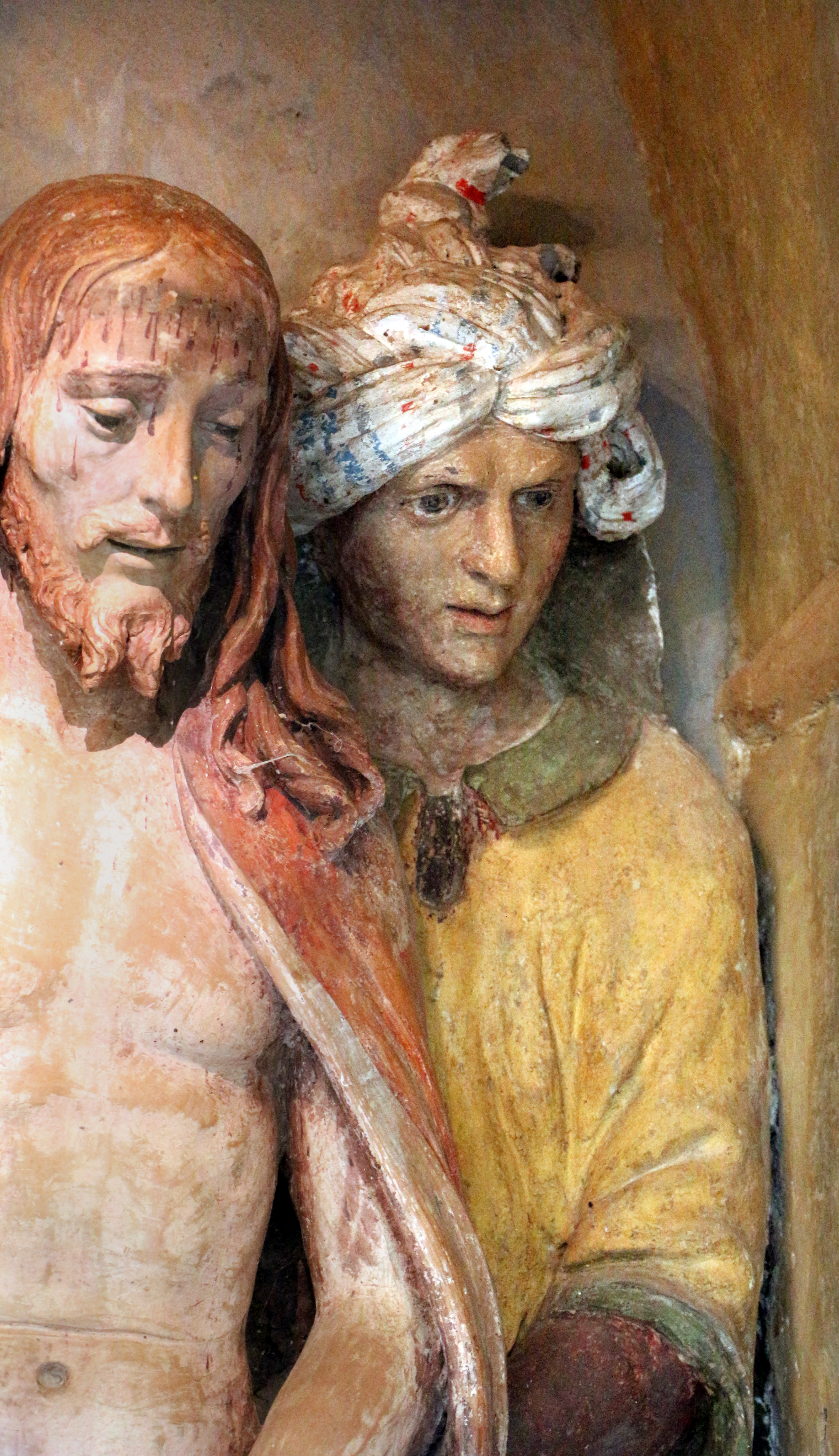
Dettaglio

### Cappella dell'Andata al Calvario

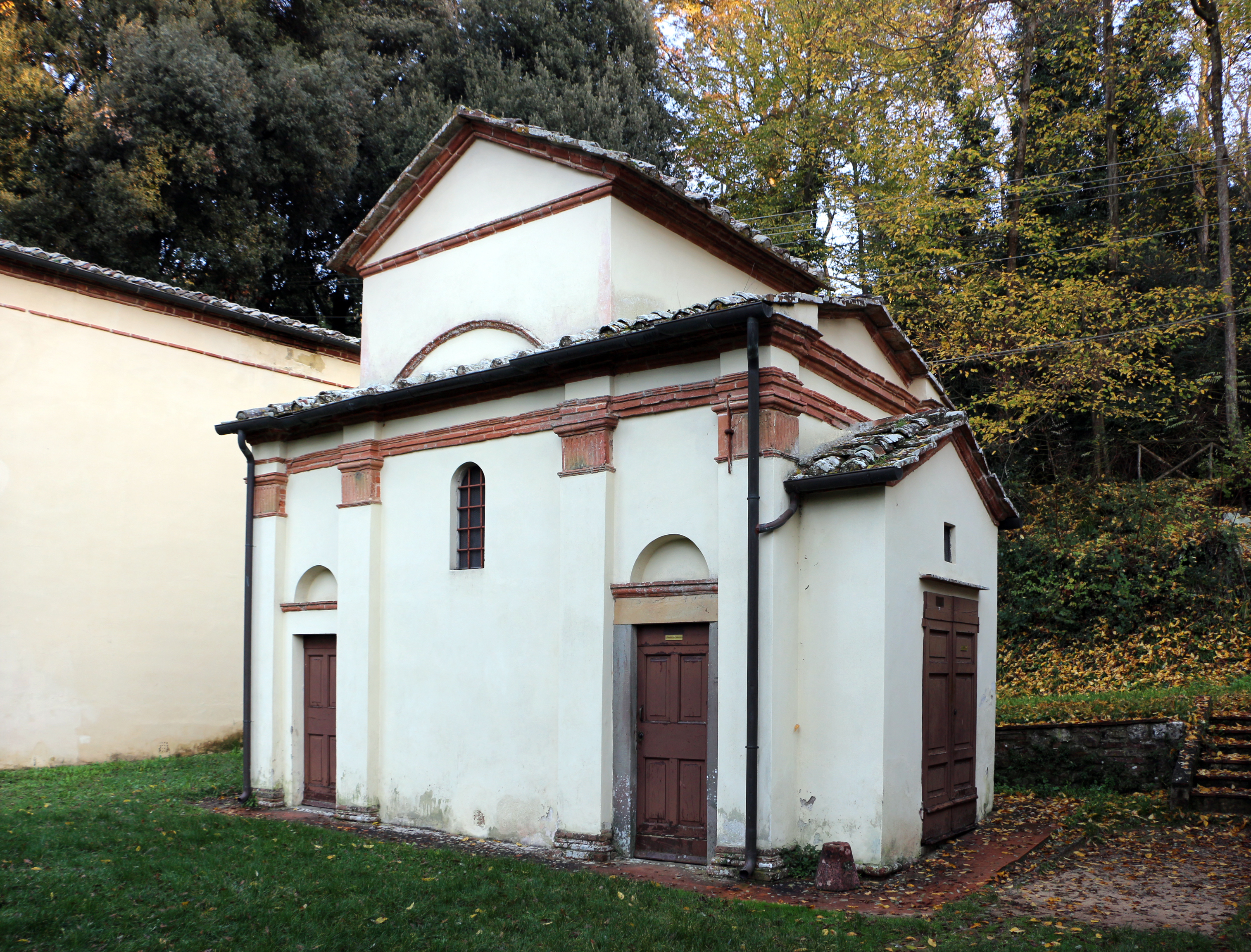
Cappella dell'Andata al Calvario

Di fronte è la Cappella dell'andata al Calvario. Il percorso fatto da Gesù per andare dal palazzo di Pilato al Calvario si chiama Via Dolorosa. La diversa architettura, nell'elaborazione dell'arco trionfale di ascendenza bramantesca, introduce alla processione di Cristo portacroce, che occupa l'intera parete. È questa è una delle cappelle dove il visitatore è più coinvolto. Nell'enorme terracotta sono raffigurati una folla di personaggi: soldati, popolani, manigoldi. Si impone la figura di Cristo, ormai rassegnato al suo destino e del Cireneo.
- Edicola del Crucifige
In questa edicola è rappresentata la fase successiva alla presentazione di Gesù alla folla per la decisione su chi salvare. La folla rispose riferendosi a Gesù Crucifige, Crucifige. Nella terracotta che raffigura quel momento è di notevole pregio il dettaglio delle vesti. Infatti sono raffigurate le donne con gli abiti delle monache del Cinquecento mentre i sacerdoti e gli uomini della Legge hanno le vesti usate dai Rabbini nel XVI secolo per le funzioni sinagogali.

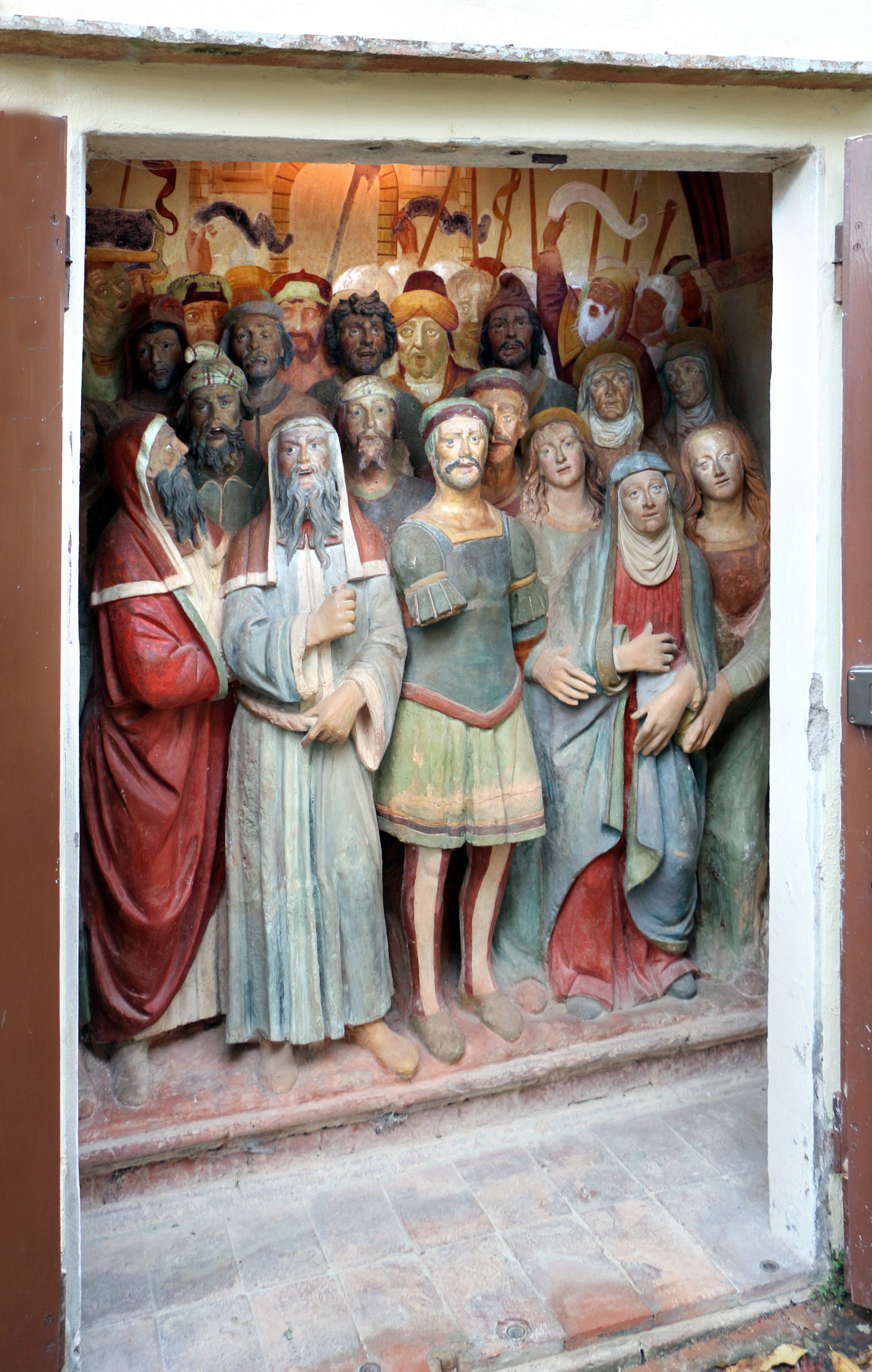
Edicola del Crucifige, attr. a Benedetto Buglioni
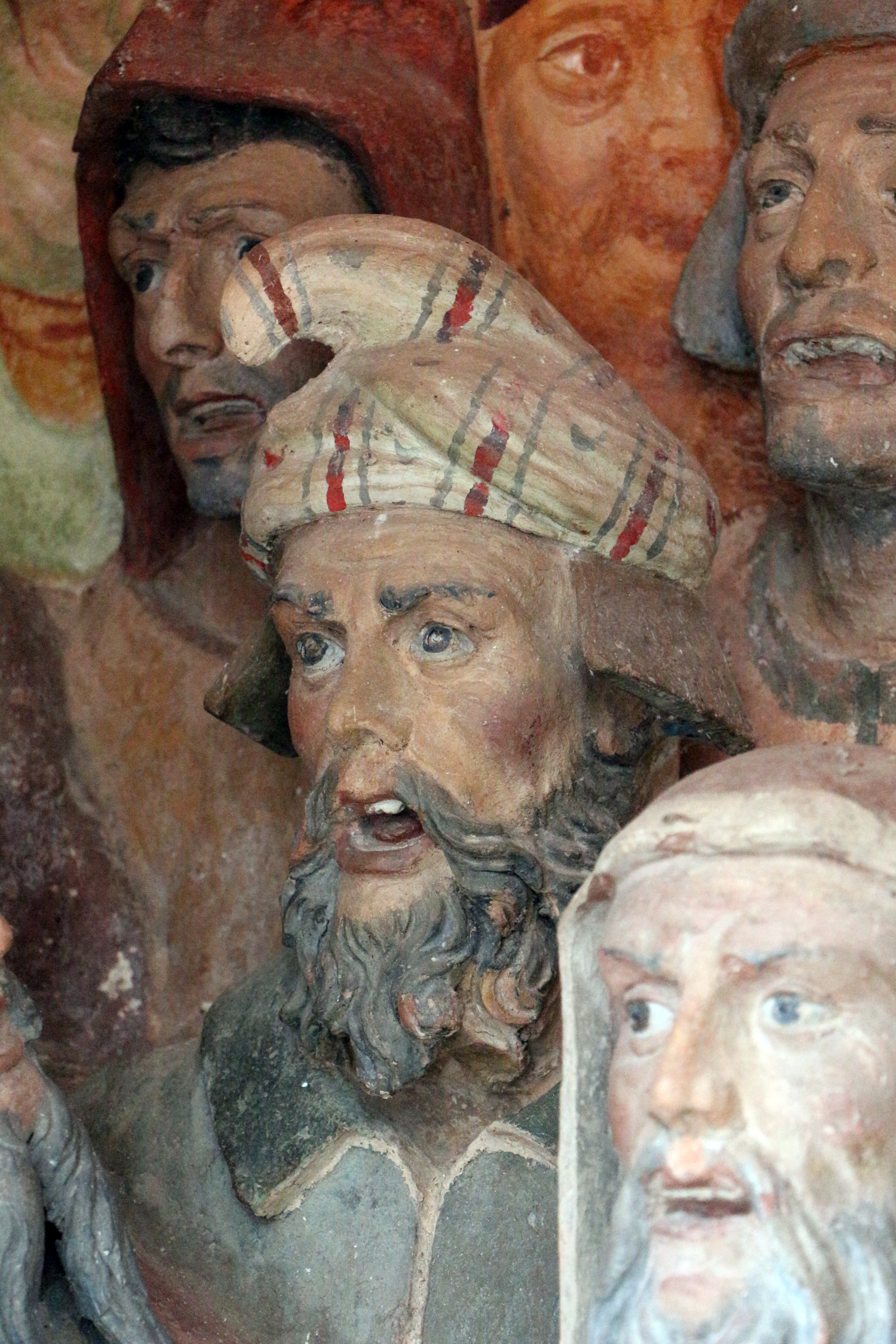
Dettaglio
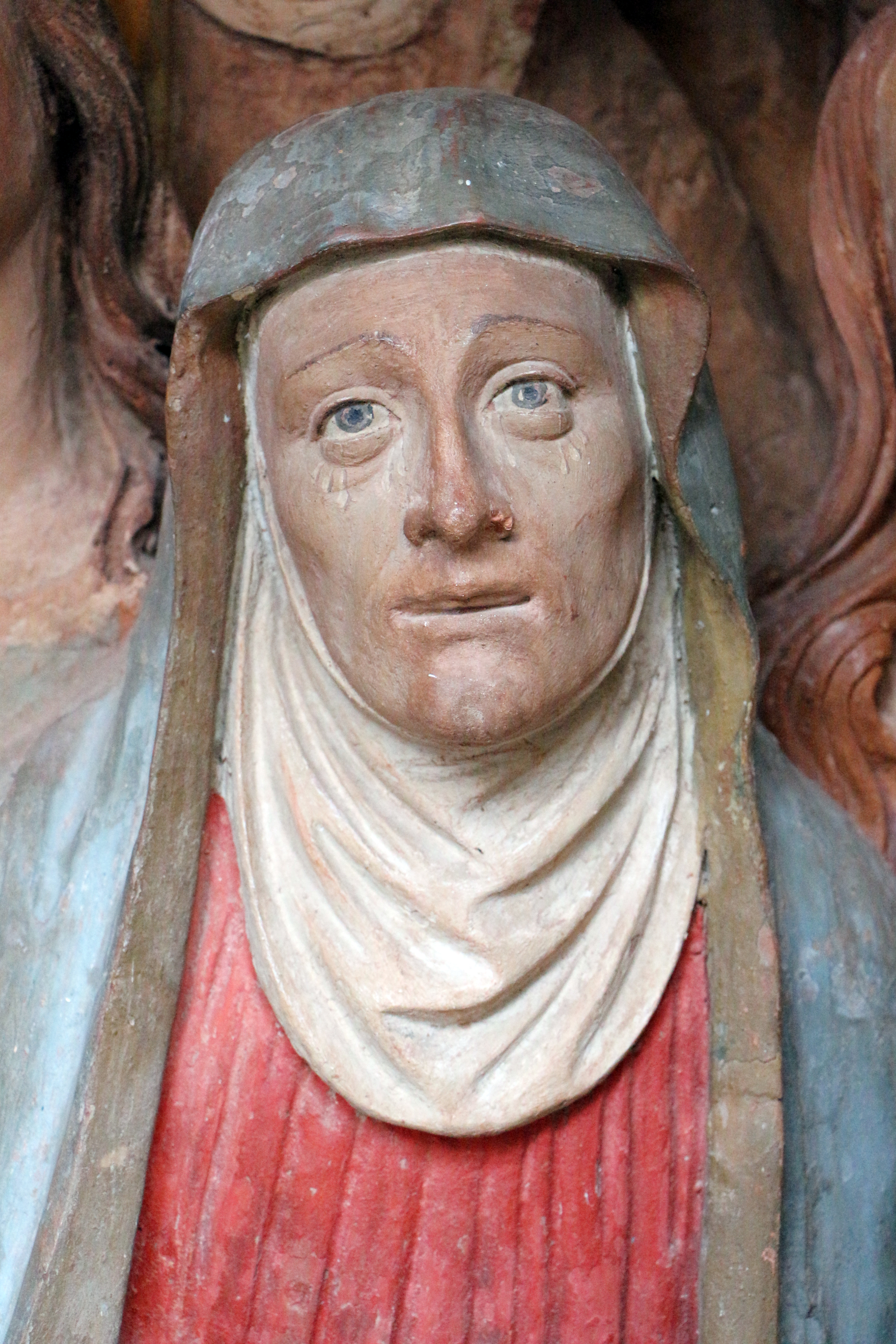
Madonna piangente
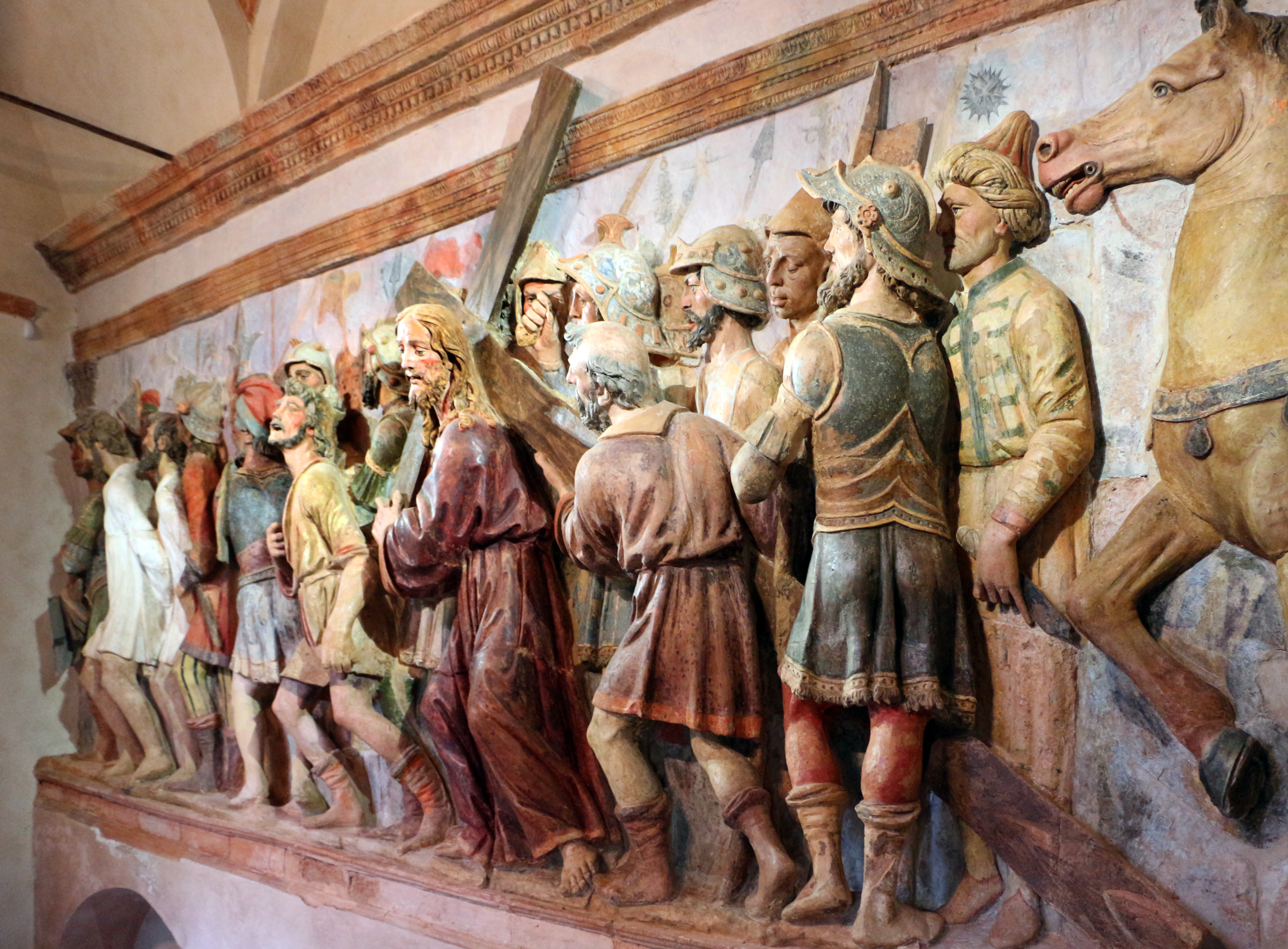
Via dolorosa, attr. ad Agnolo di Polo
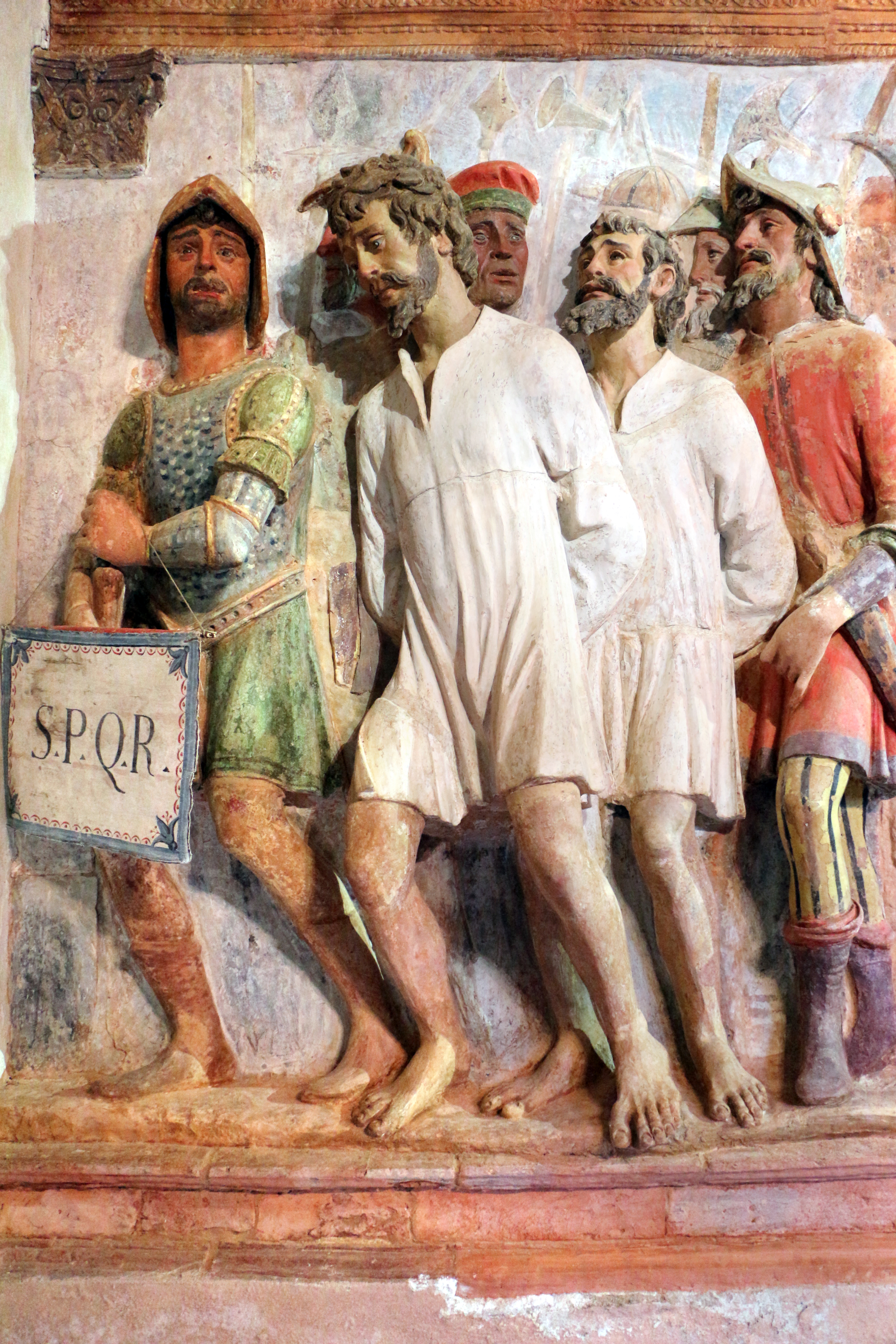
Dettaglio dei due ladroni
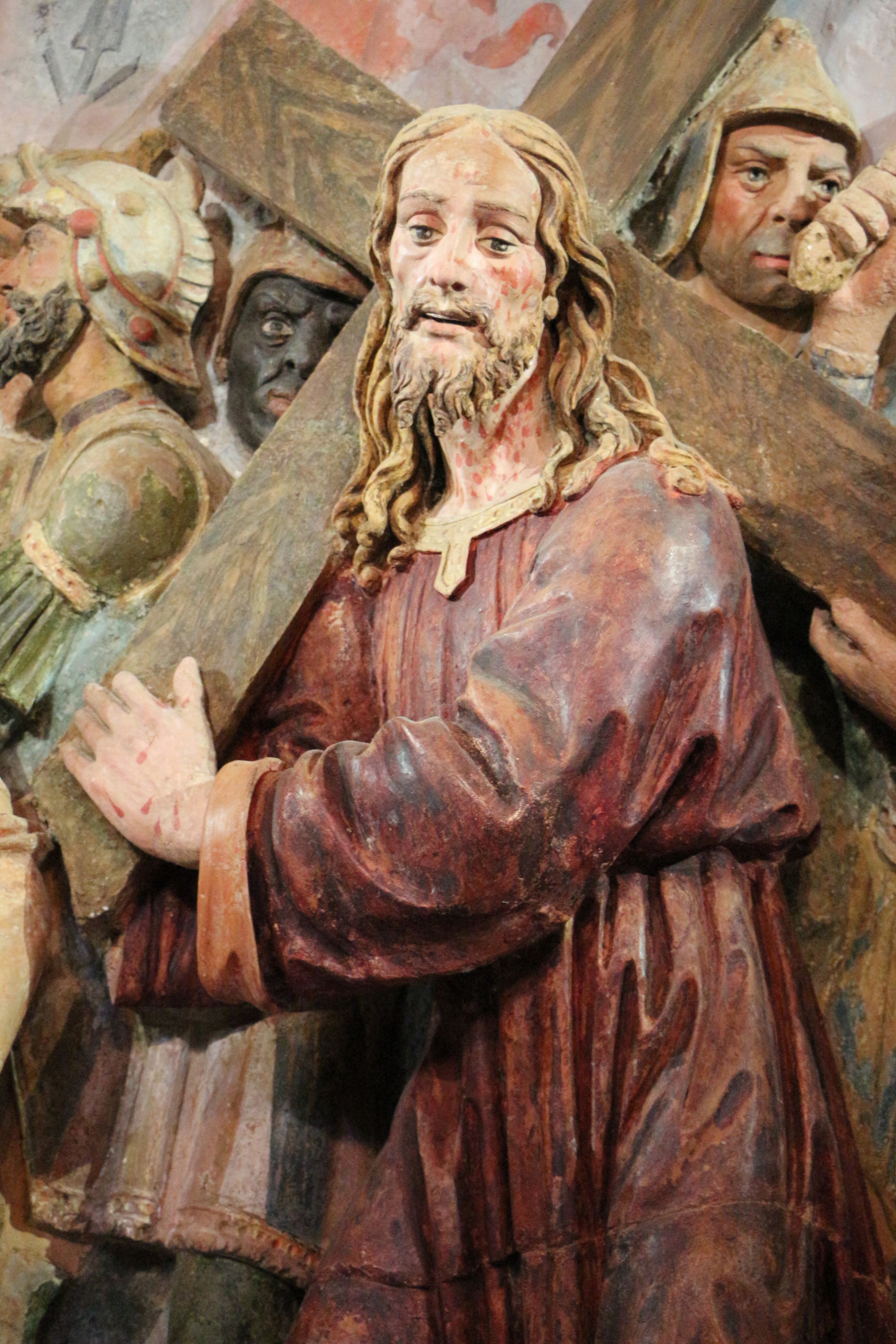
Dettaglio

### Cappella della Madonna dello Spasimo

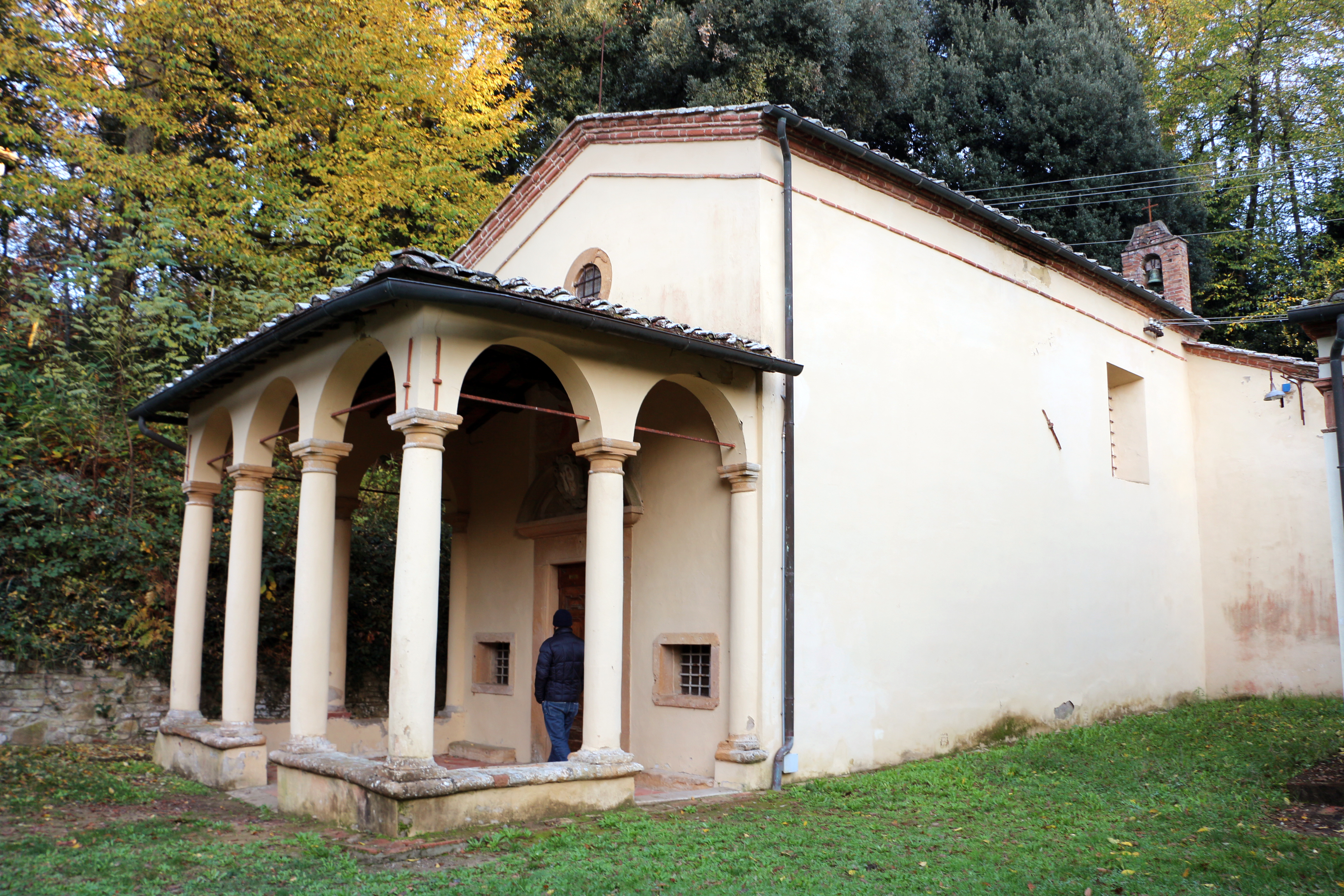
Cappella della Madonna dello Spasimo

La Cappella della Madonna dallo Spasimo è ricordata anche nel breve di papa Leone X ed è un vero oratorio architettonicamente interessante. Un tempo chi visitava questa cappella lasciava un dono alla Madonna per chiedere la Grazia. Oggi gli ex voto sono scomparsi. La terracotta presente all'interno costituisce una delle maggiori espressioni da un punto di vista artistico per la compattezza del gruppo centrale, probabilmente di Agnolo di Polo, con la Vergine svenuta e sorretta da San Giovanni, dalla Maddalena e dalle pie donne.

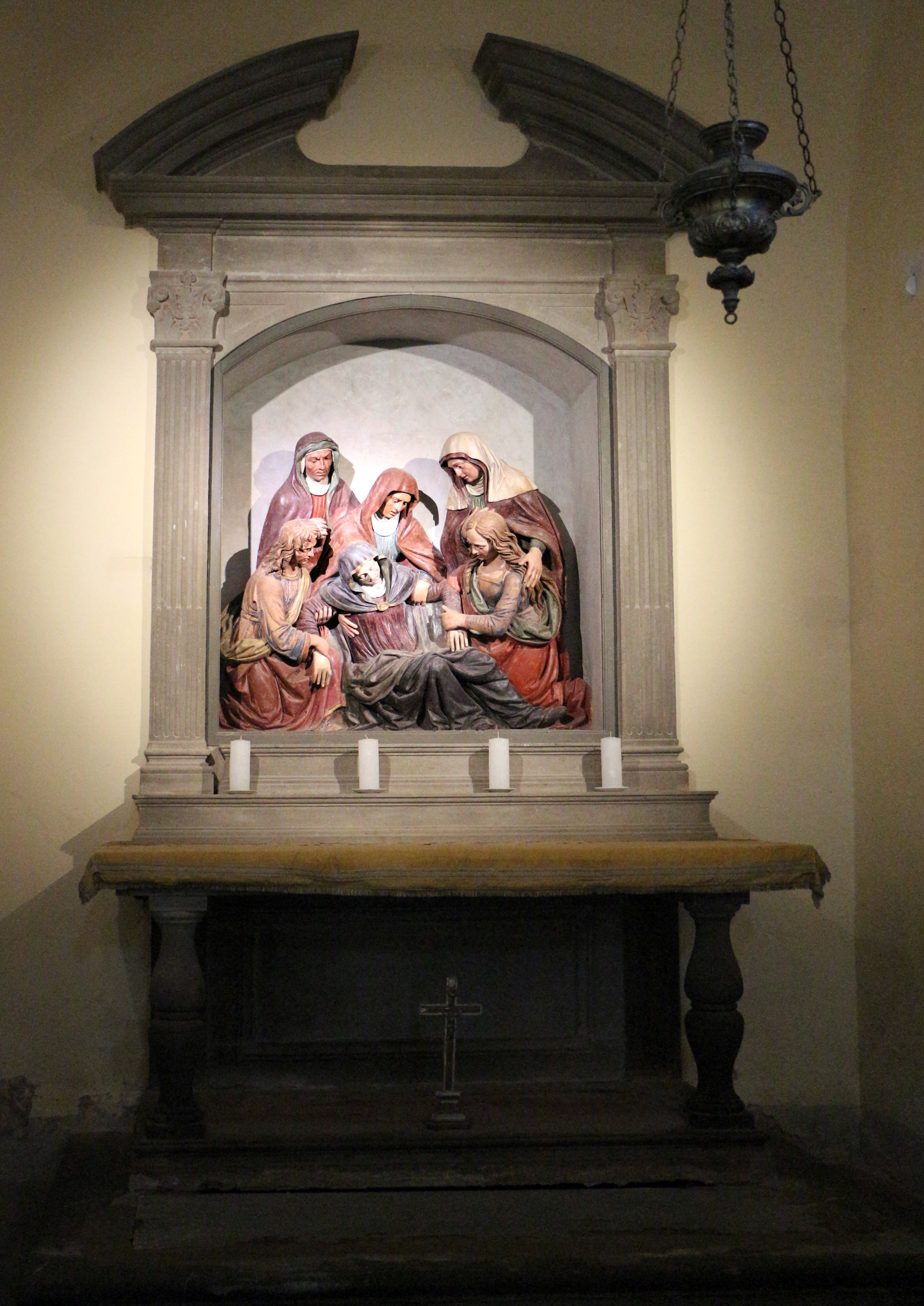
Svenimento della Madonna, attr. ad Agnolo di Polo
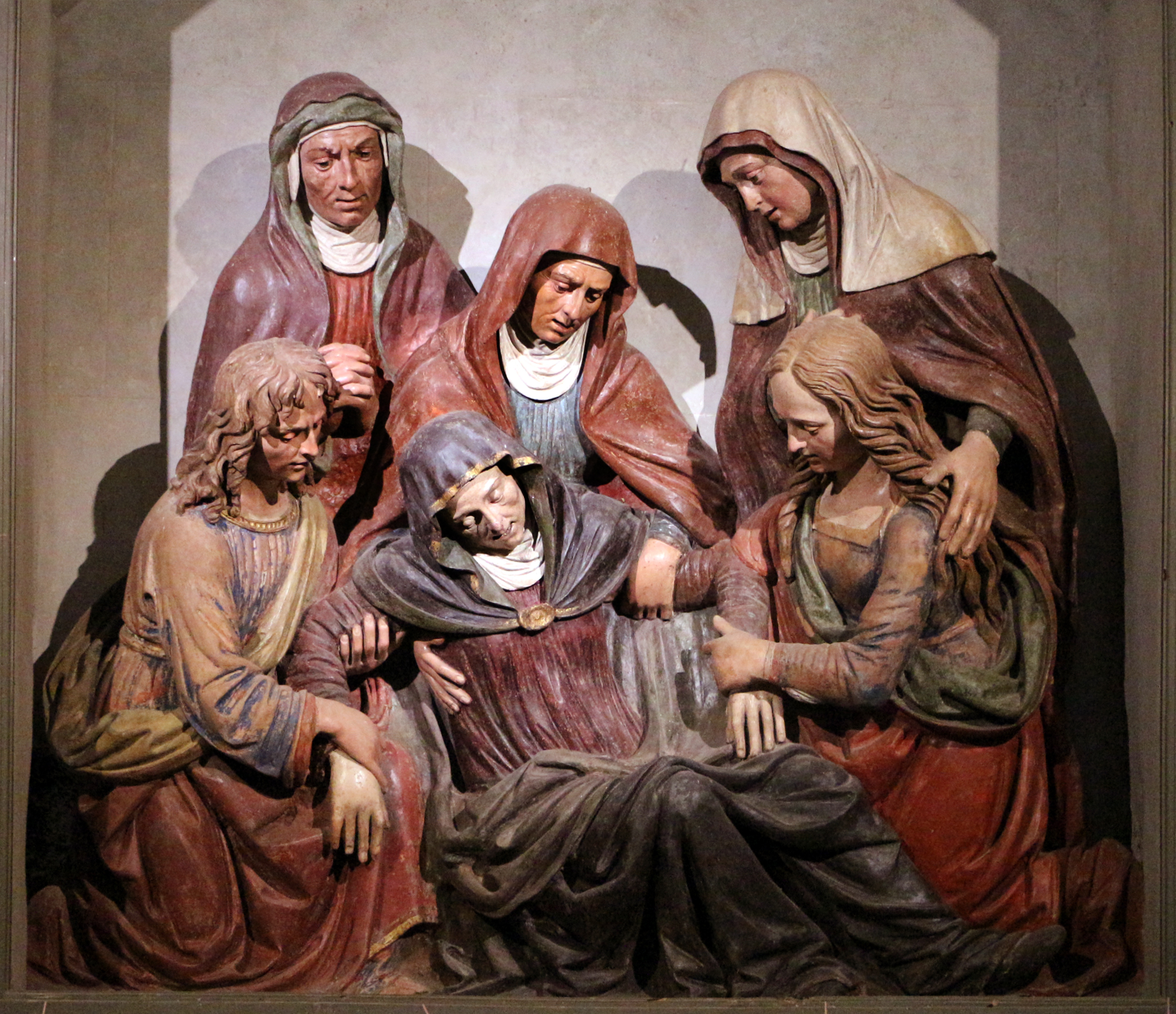
Dettaglio

### Cappella delle Pie Donne

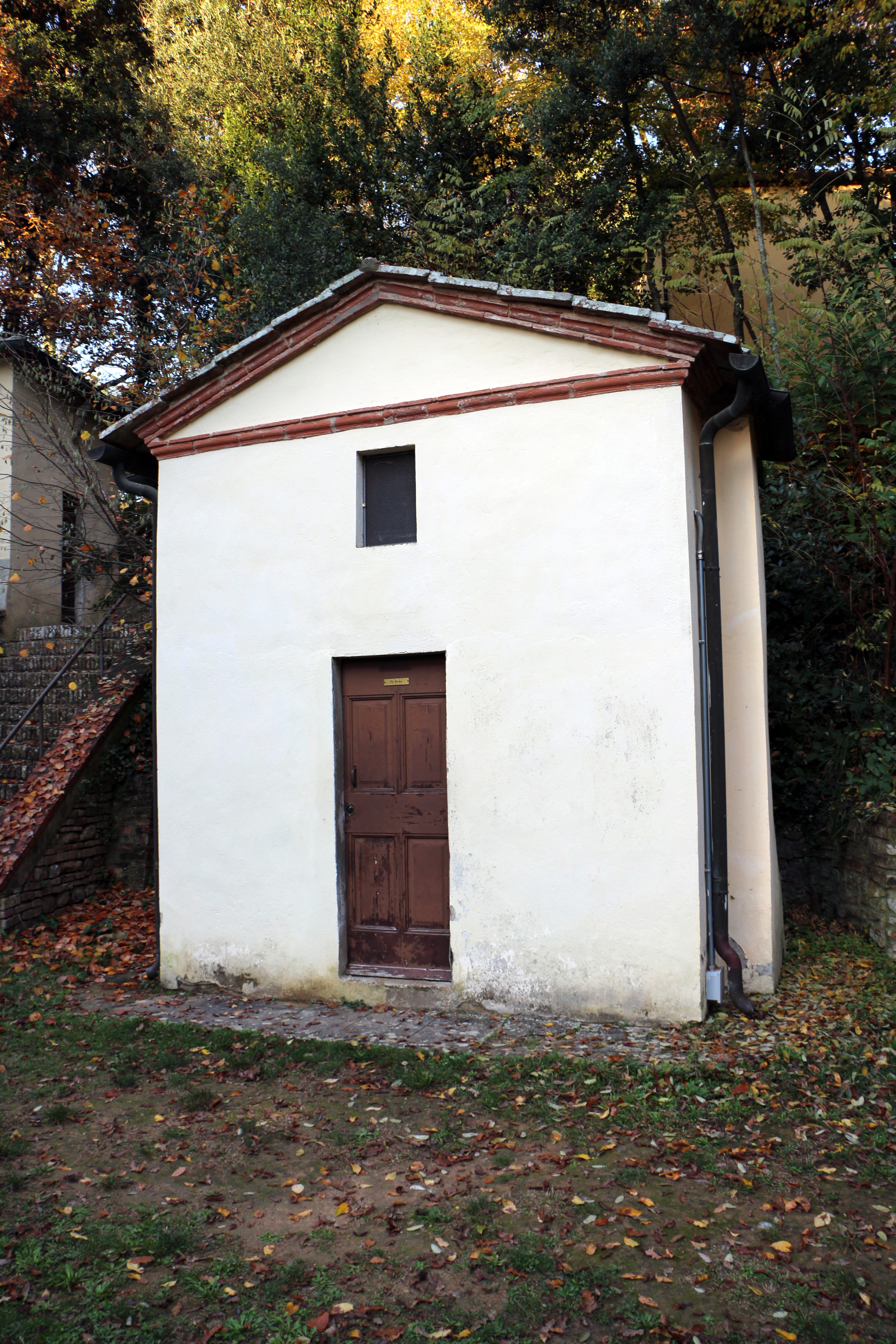
Cappella delle Pie Donne

L'episodio della Via Crucis qui rappresentato ha avuto una collocazione oscillante tra il XIV e il XVI secolo, qui a San Vivaldo viene anteposto all'episodio della Veronica. La terracotta raffigura Gesù ormai inzuppato di sangue che va verso il Calvario. Le pie donne non riescono a distogliere lo sguardo da Lui.

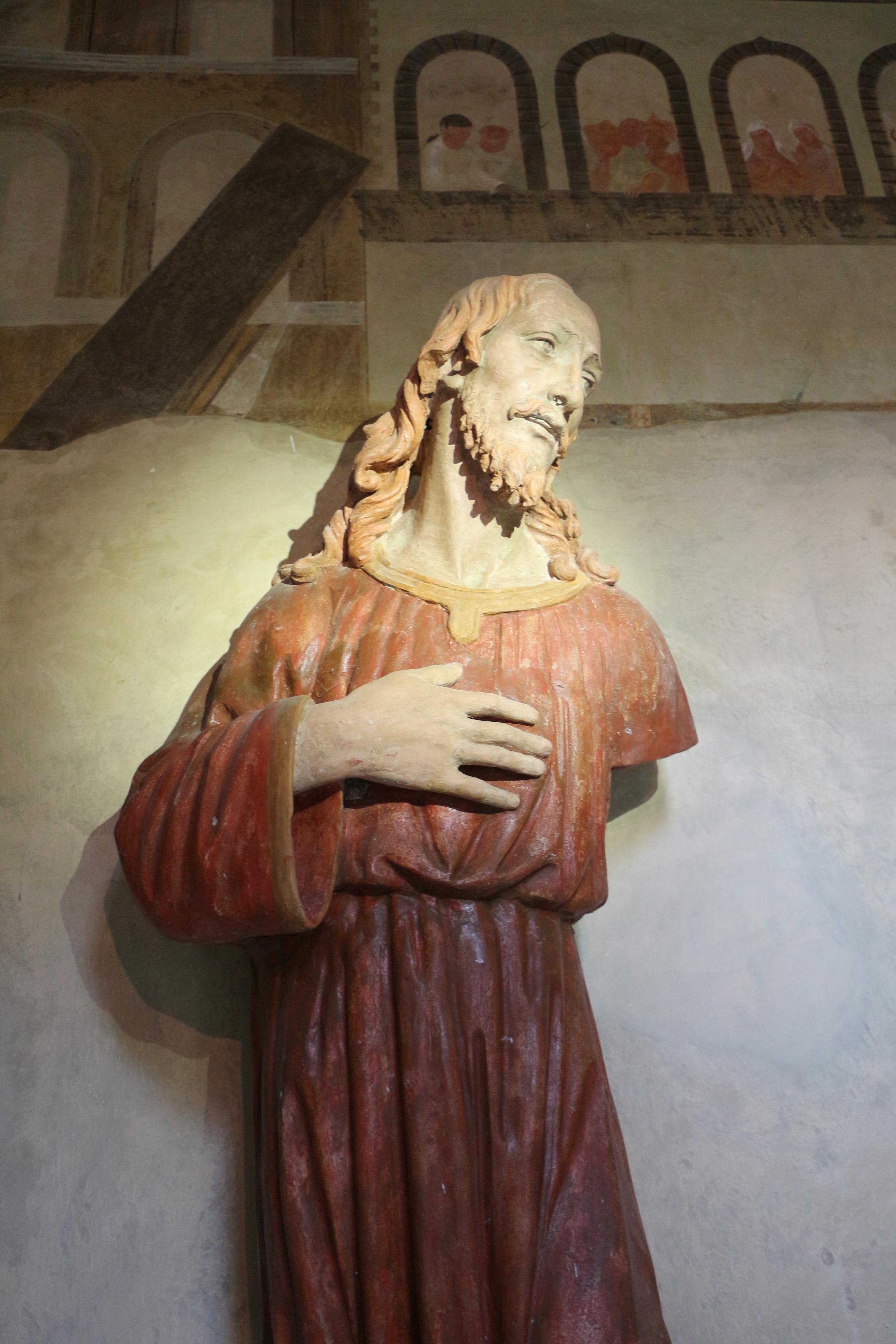
Cristo si volta verso le pie donne, della bottega di Giovanni della Robbia
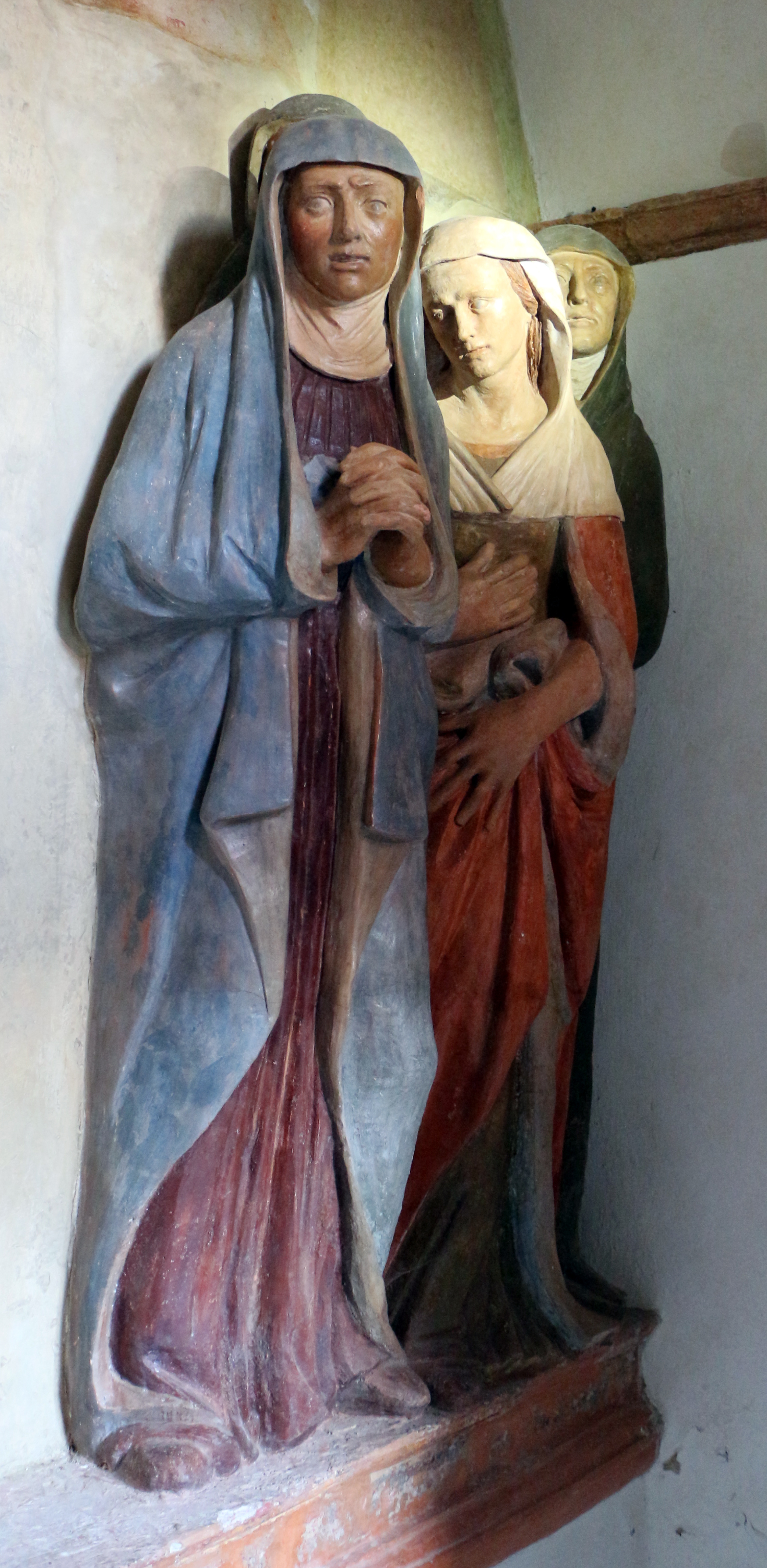
Pie donne

### Cappella della Veronica

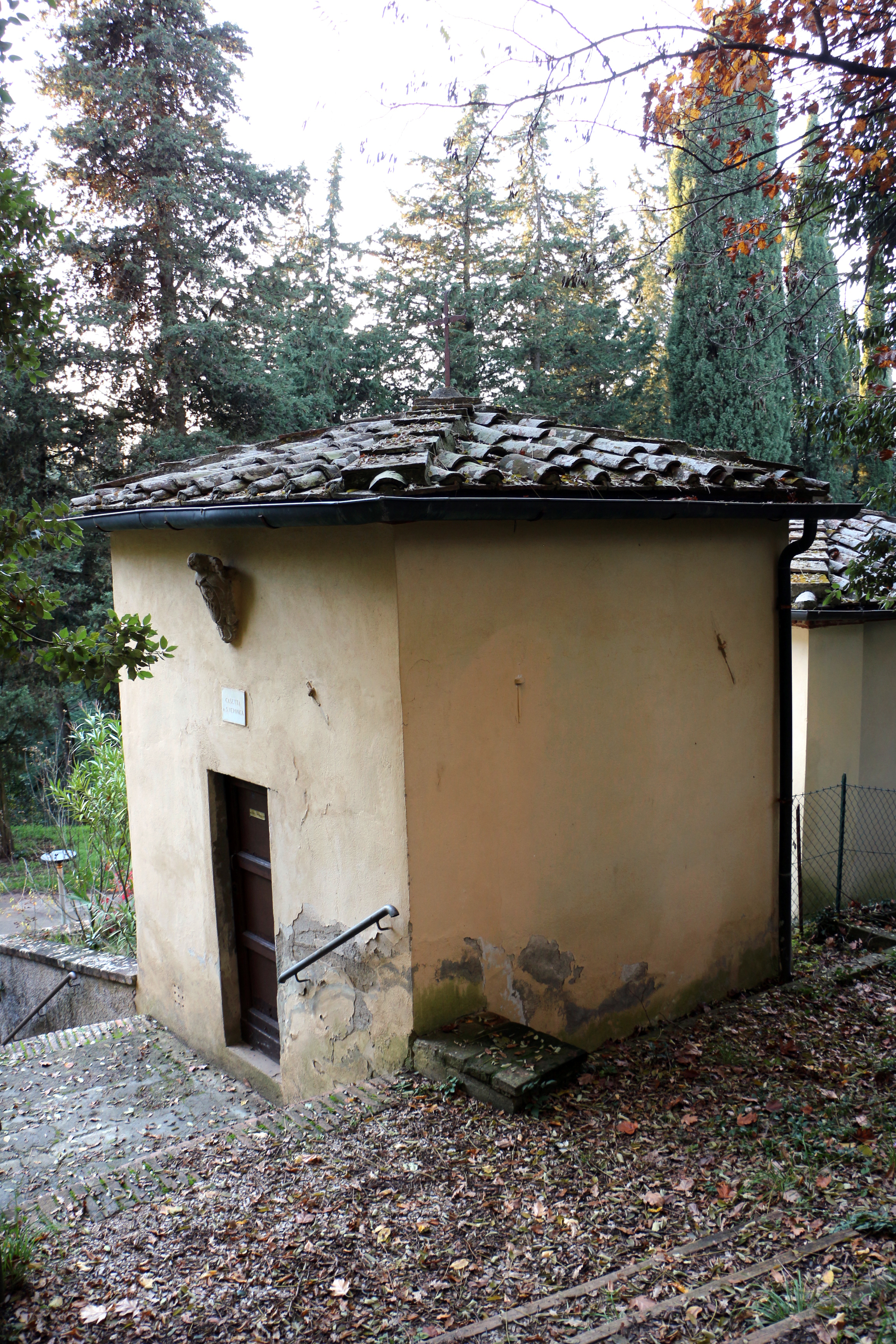
Cappella della Veronica

La Cappella della Veronica ripropone l'episodio del Vangelo apocrifo di grande presa popolare. La terracotta risale alla fondazione del convento mentre l'episodio del Cireneo, posto alla base della scultura è stato aggiunto posteriormente.
Si giunge quindi all'insieme dei luoghi che a Gerusalemme facevano parte della Basilica del Santo Sepolcro, mentre a San Vivaldo, pur essendo vicini, sono separati.

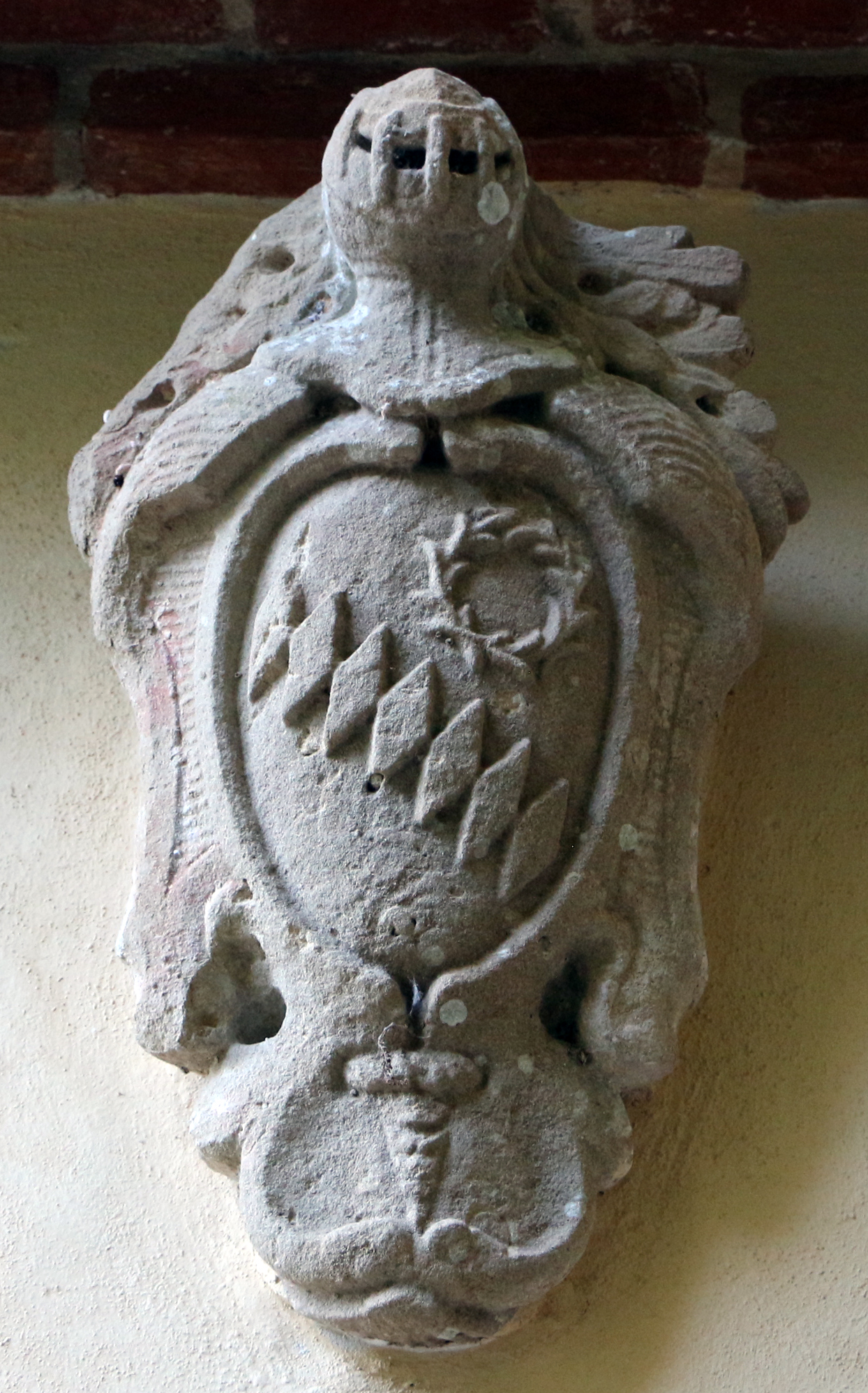
Stemma Bardi
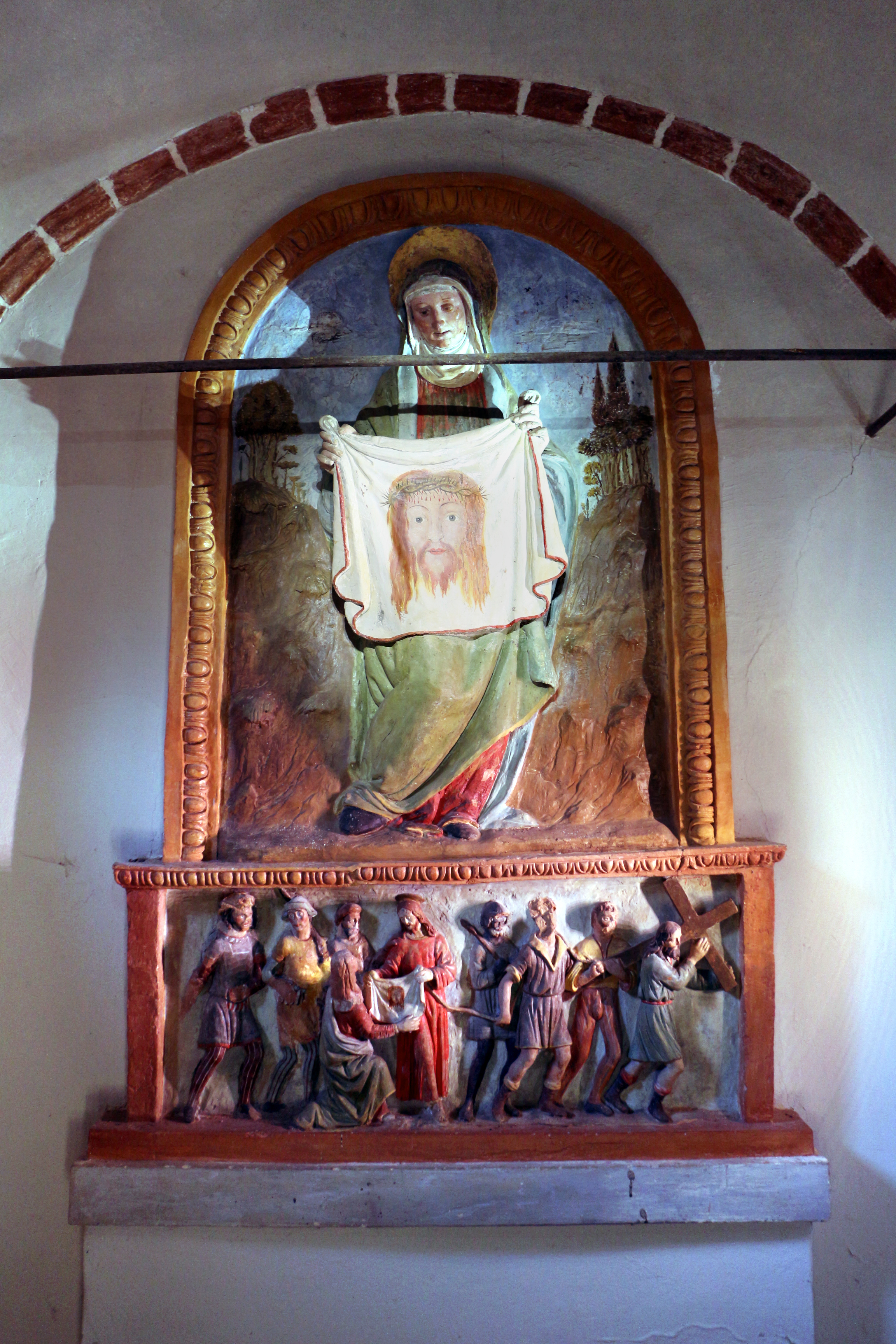
Rilievo della Veronica, con predella successiva

### Cappella del carcere di Cristo

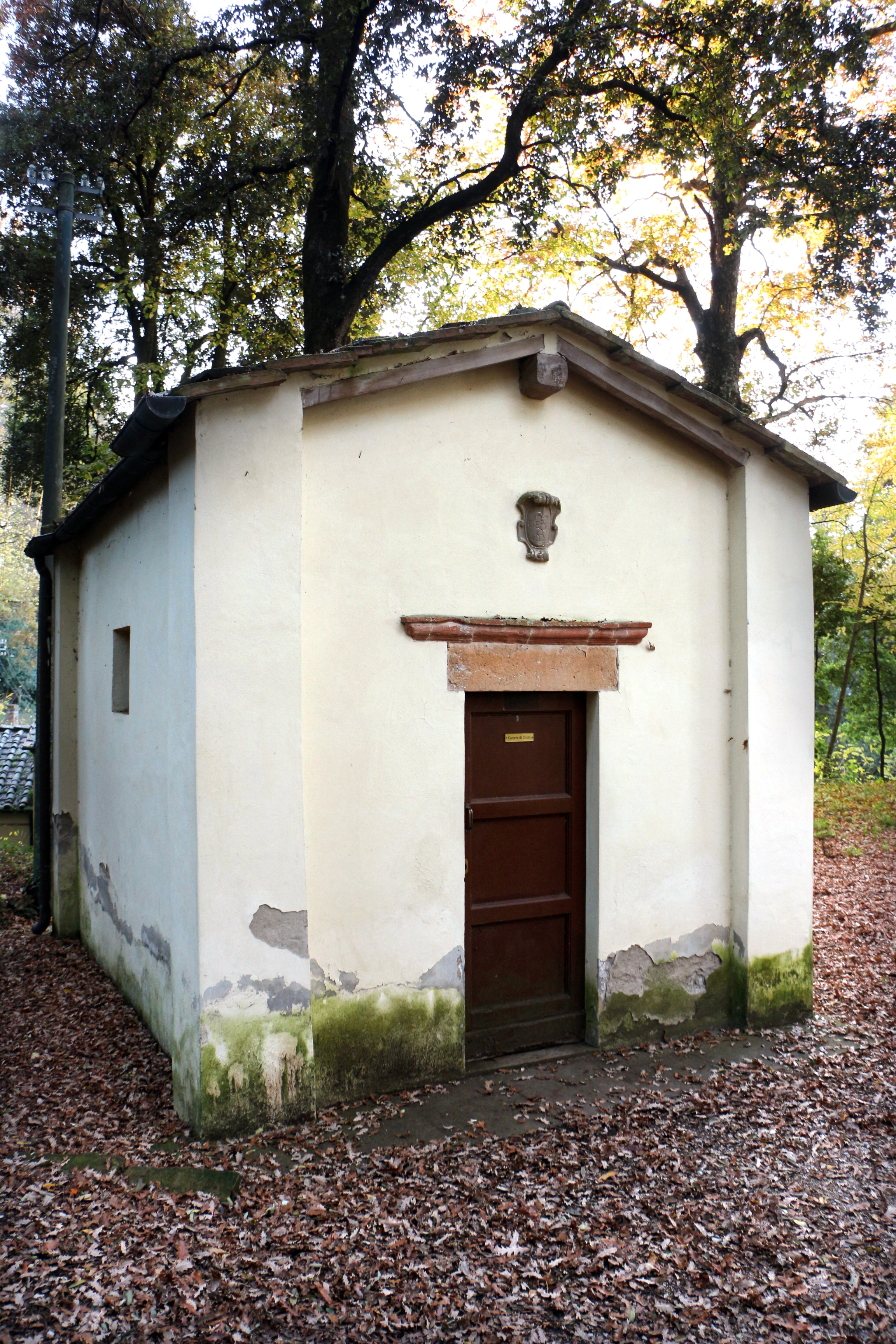
Cappella del carcere di Cristo

Della detenzione di Gesù durante la Via Crucis il Vangelo non parla. Probabilmente si riferisce all'attesa che Gesù dovette fare prima dell'esecuzione della sentenza a causa dei ritardi nella preparazione del patibolo. Qui, all'interno della cappella è posta una statua di Gesù in preghiera.

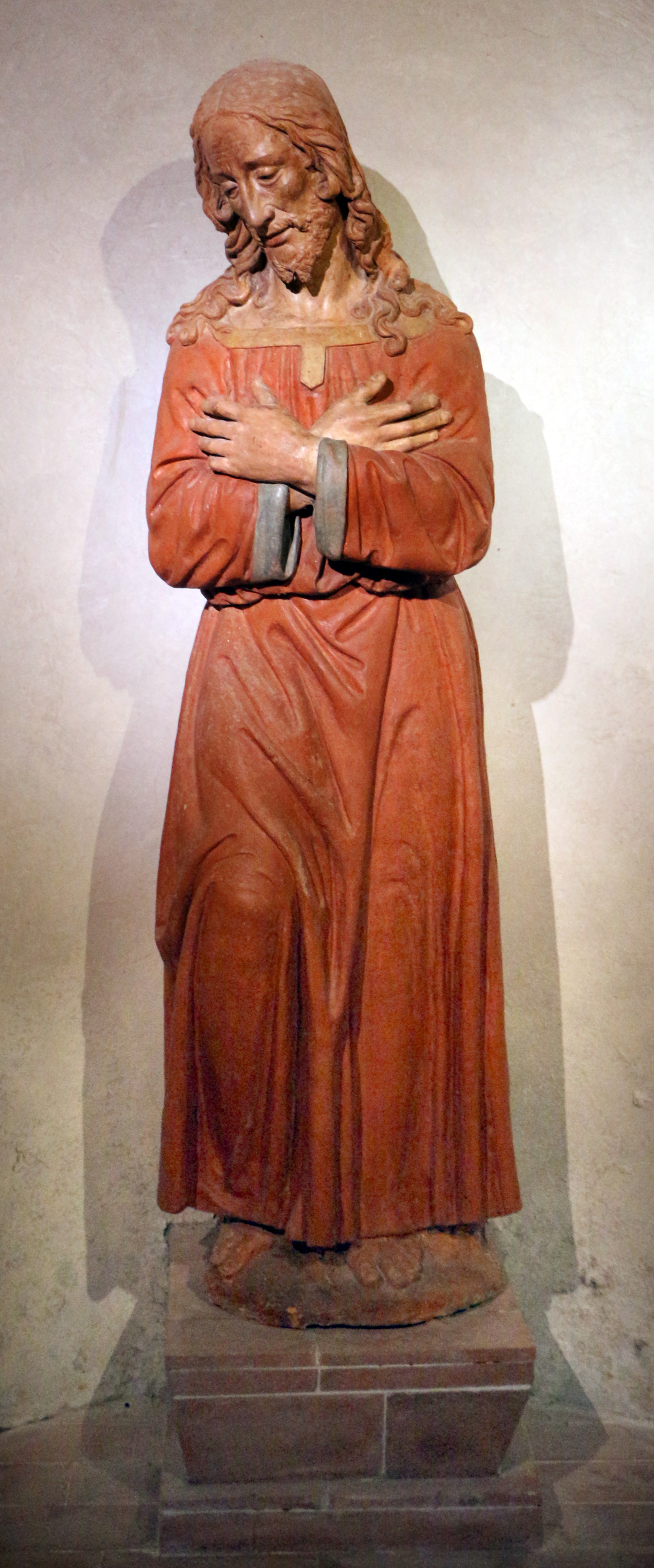
Cristo con le mani incrociate sul petto, della bottega di Giovanni della Robbia

### Cappella del Calvario

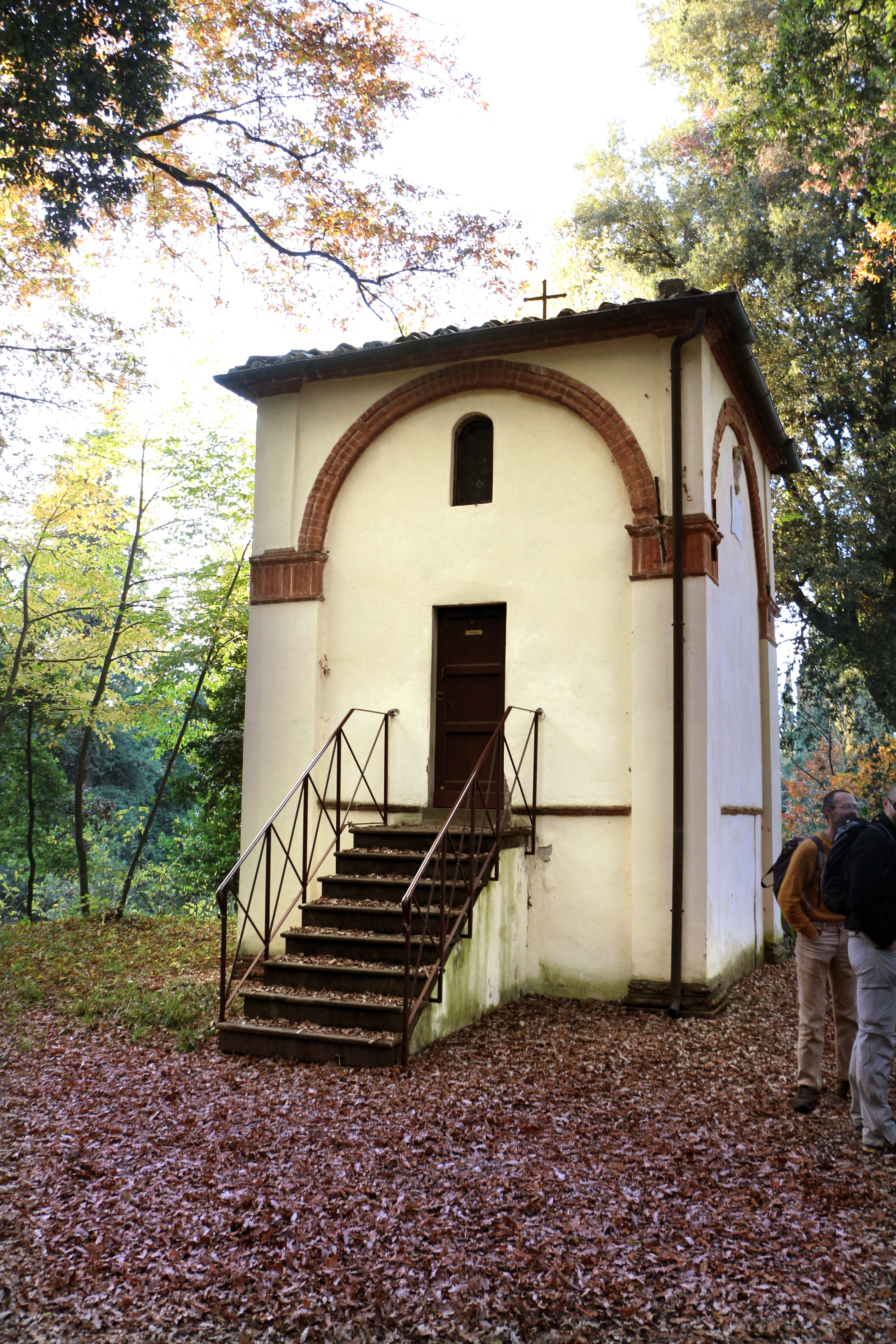
Cappella del Calvario

In origine l'ingresso era sulla parete nord, questo perché al pellegrino che entrava da nord, la scena della Crocifissione appariva in tutta la sua drammaticità. Oggi si può osservare la scena da due punti: o dal normale ingresso oppure dall'Edicola dello Stabat Mater, che è situata in basso e vi è rappresentata Maria che osserva la crocifissione del Figlio insieme alle altre madri. La Cappella del Calvario è dominata da una grande Crocifissione a rilievo che si staglia su un affresco. Sotto il pavimento vi sono tracce di un vano che potrebbe corrispondere - come a Gerusalemme - alla tomba di Adamo, che secondo la tradizione era sepolto sul Golgota.

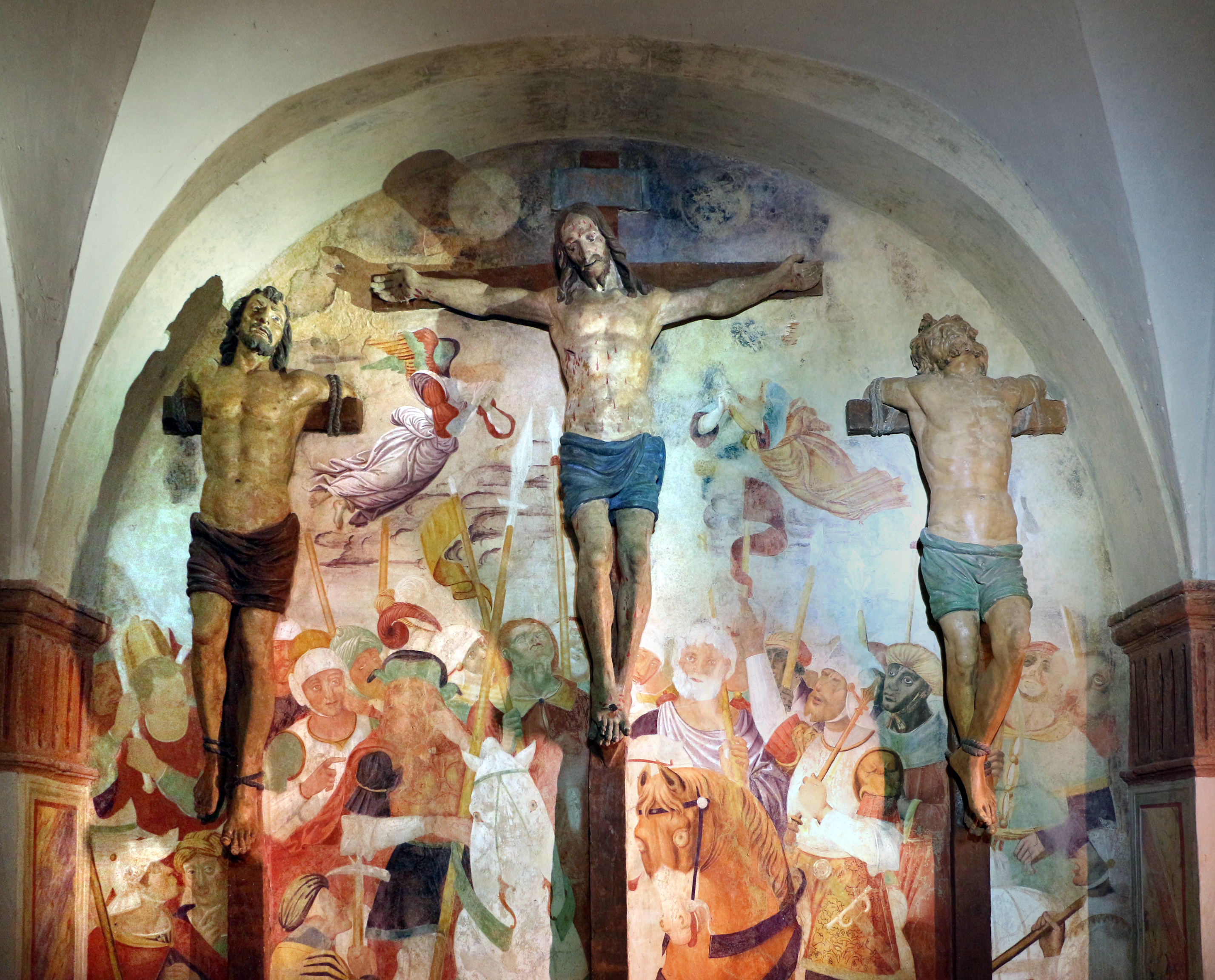
Crocifissione, attr. ad Agnolo di Polo
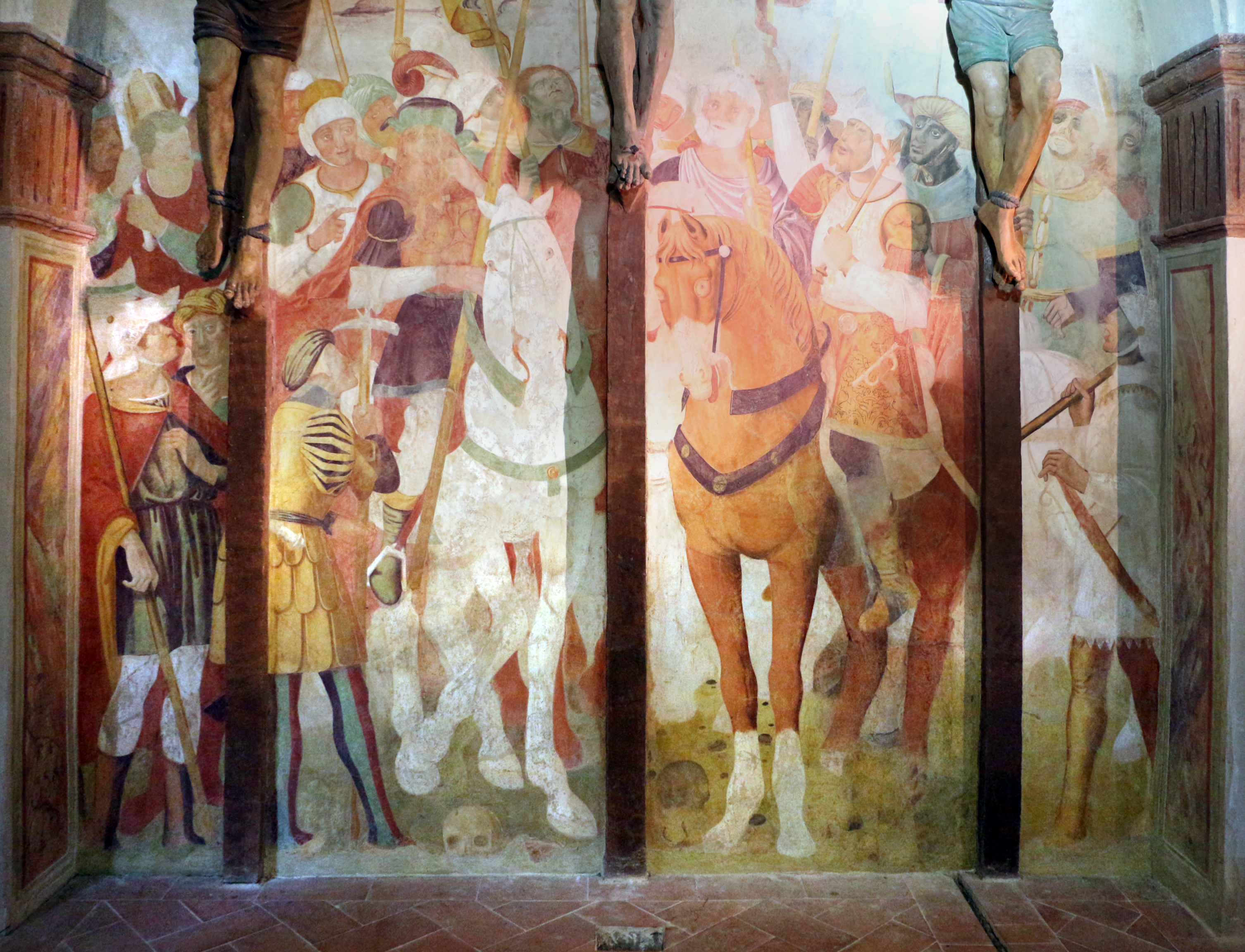
Parti da affresco, di scuola toscana
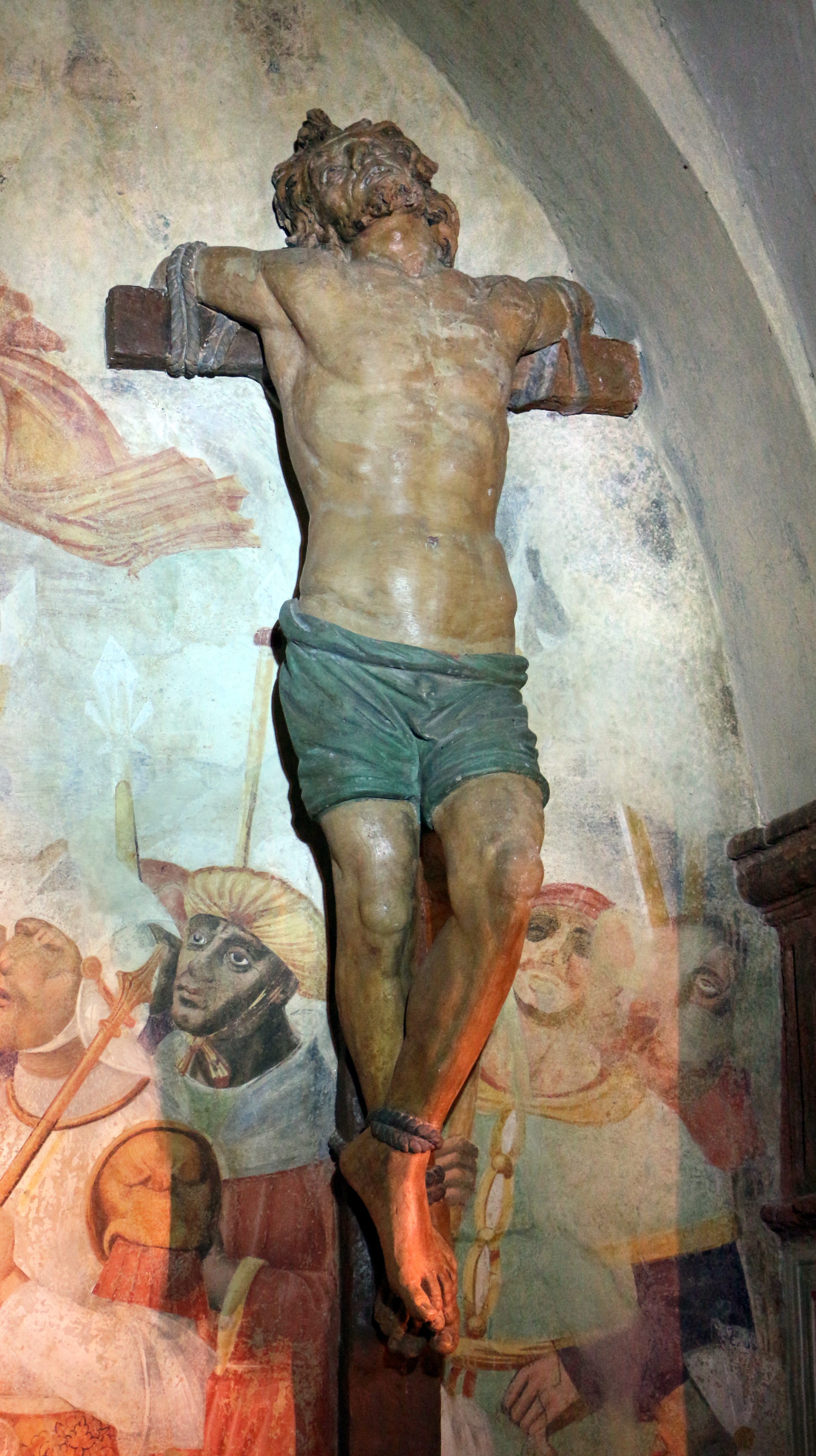
Dettaglio

### Cappella del Santo Sepolcro

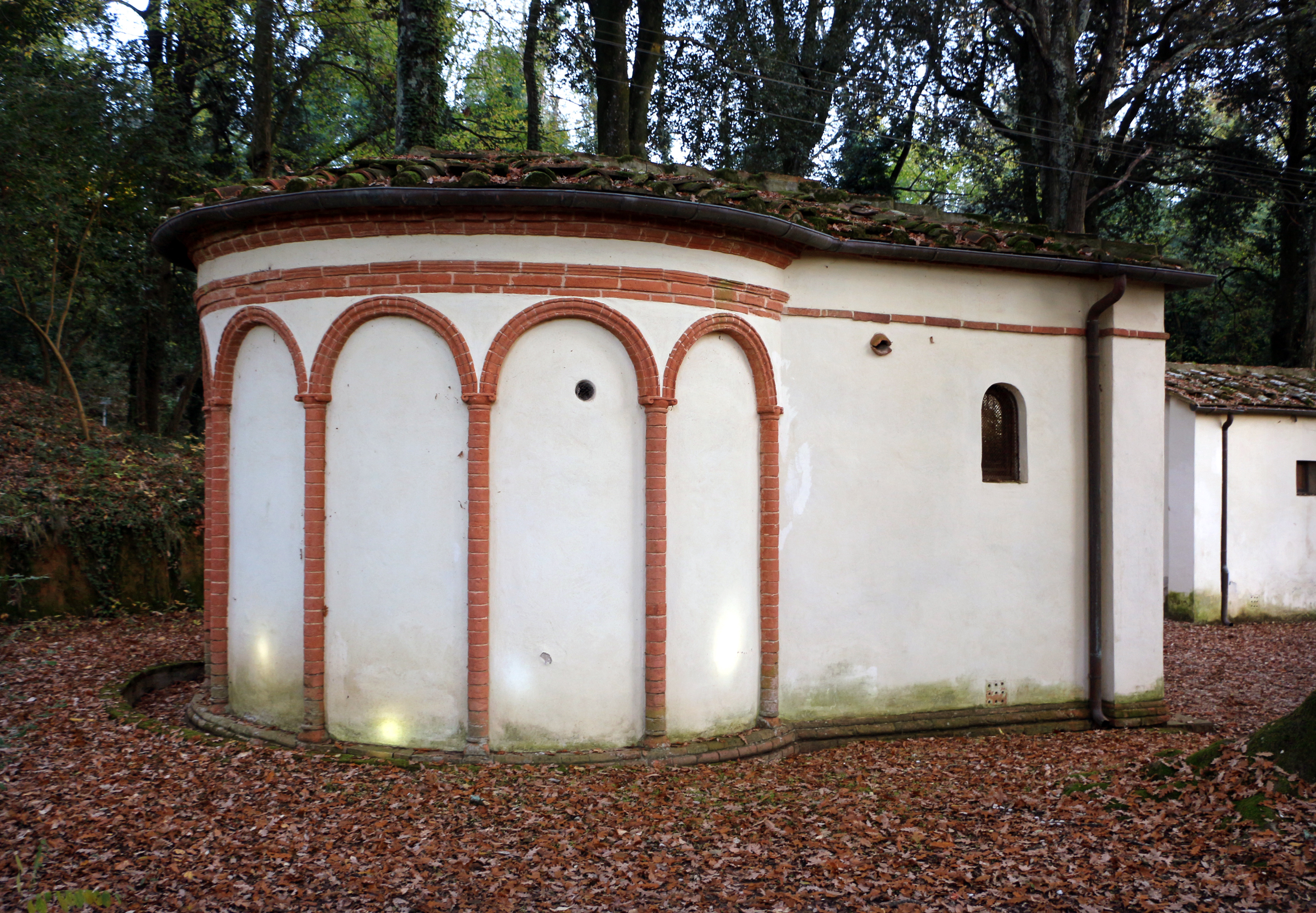
Cappella del Santo Sepolcro, con abside circolare

La Cappella del Santo Sepolcro è il culmine del percorso devozionale e ripete motivi architettonici della Basilica del Santo Sepolcro di Gerusalemme (rotonda esterna con colonnine ed archi, vestibolo interno di accesso alla camera sepolcrale).

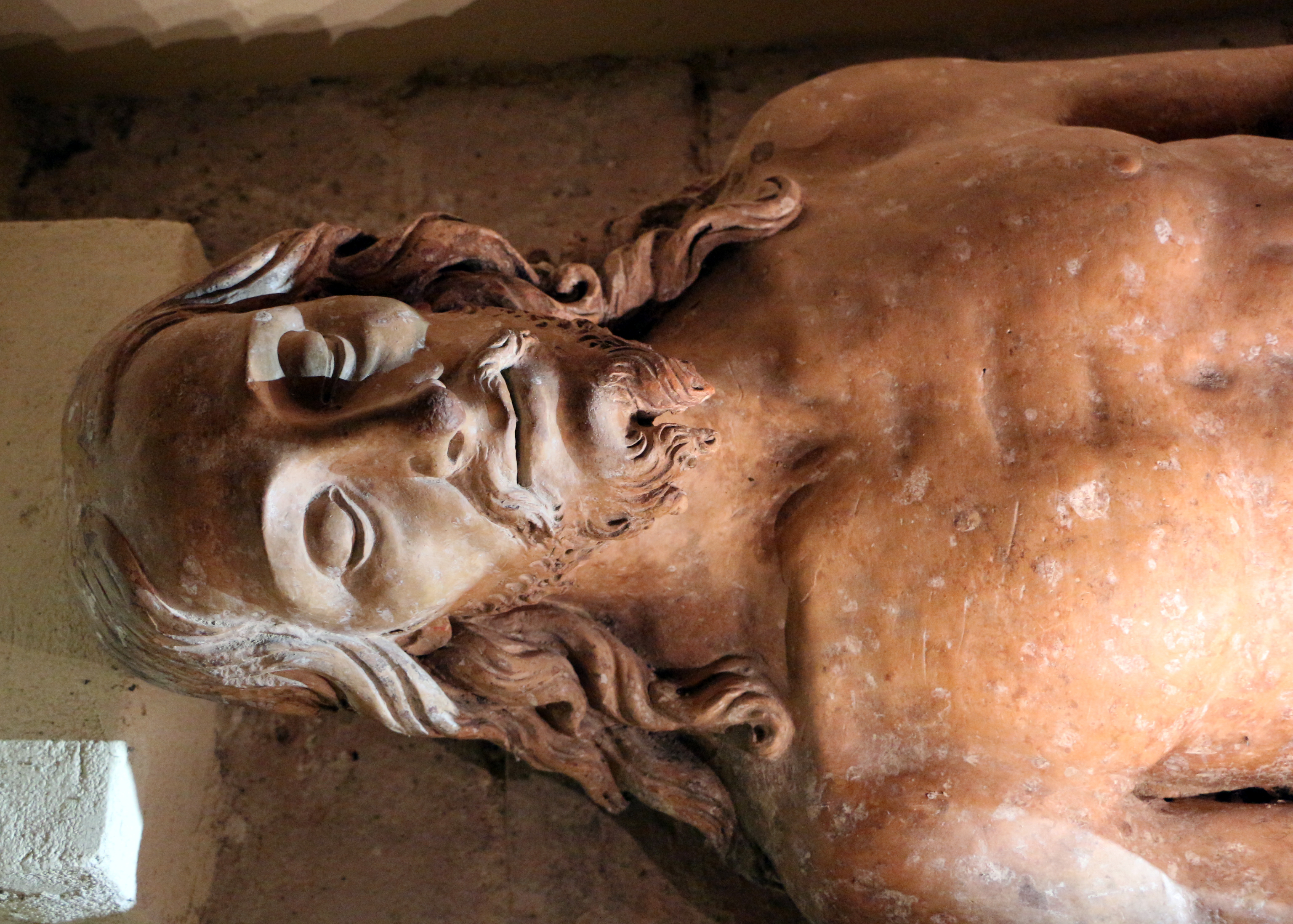
Cristo morto, attr. ad Agnolo di Polo
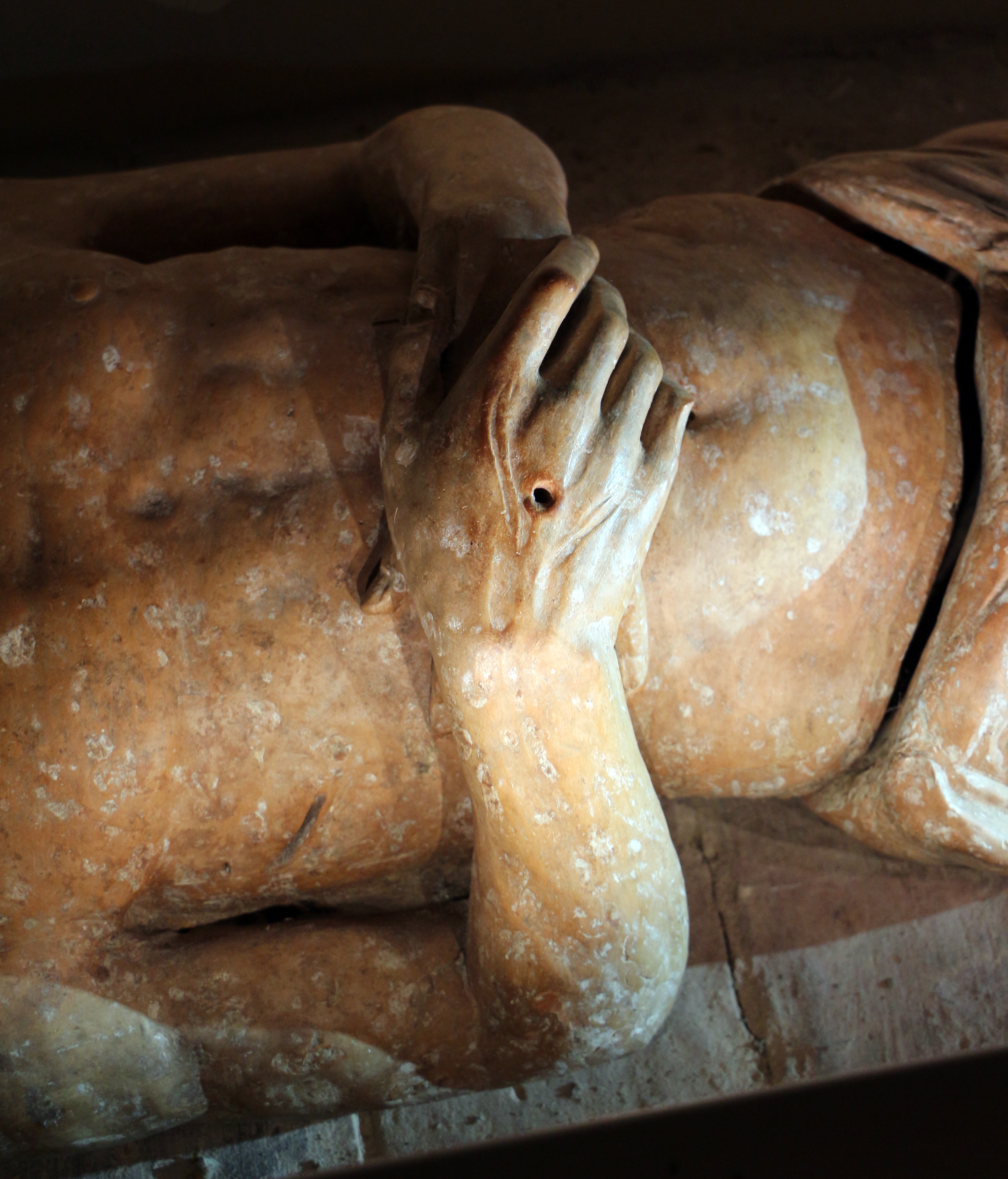
Dettaglio delle mani
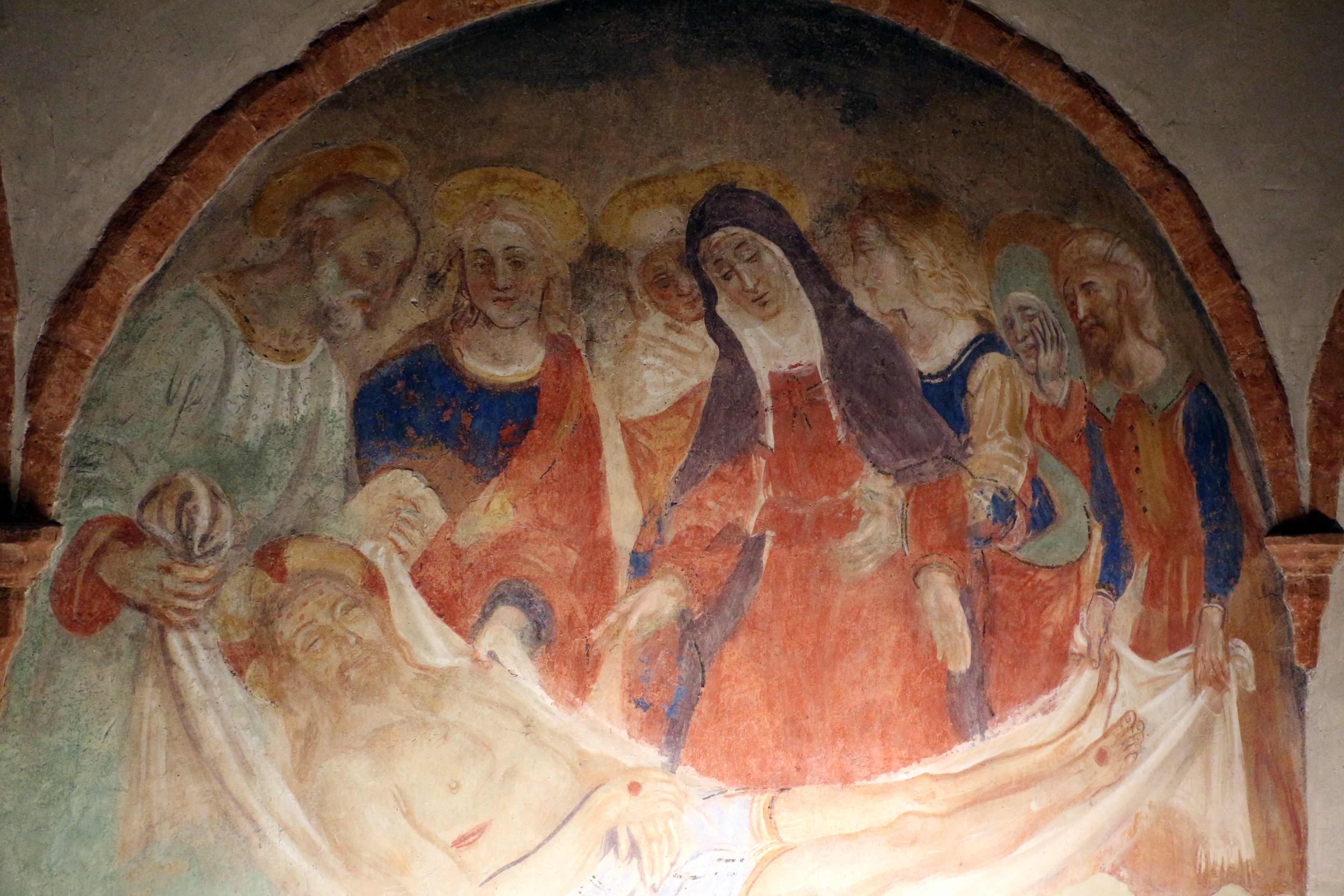
Deposizione nel sepolcro, affresco più tardo, forse del XVII o XVIII secolo

### Edicola delNoli me tangere

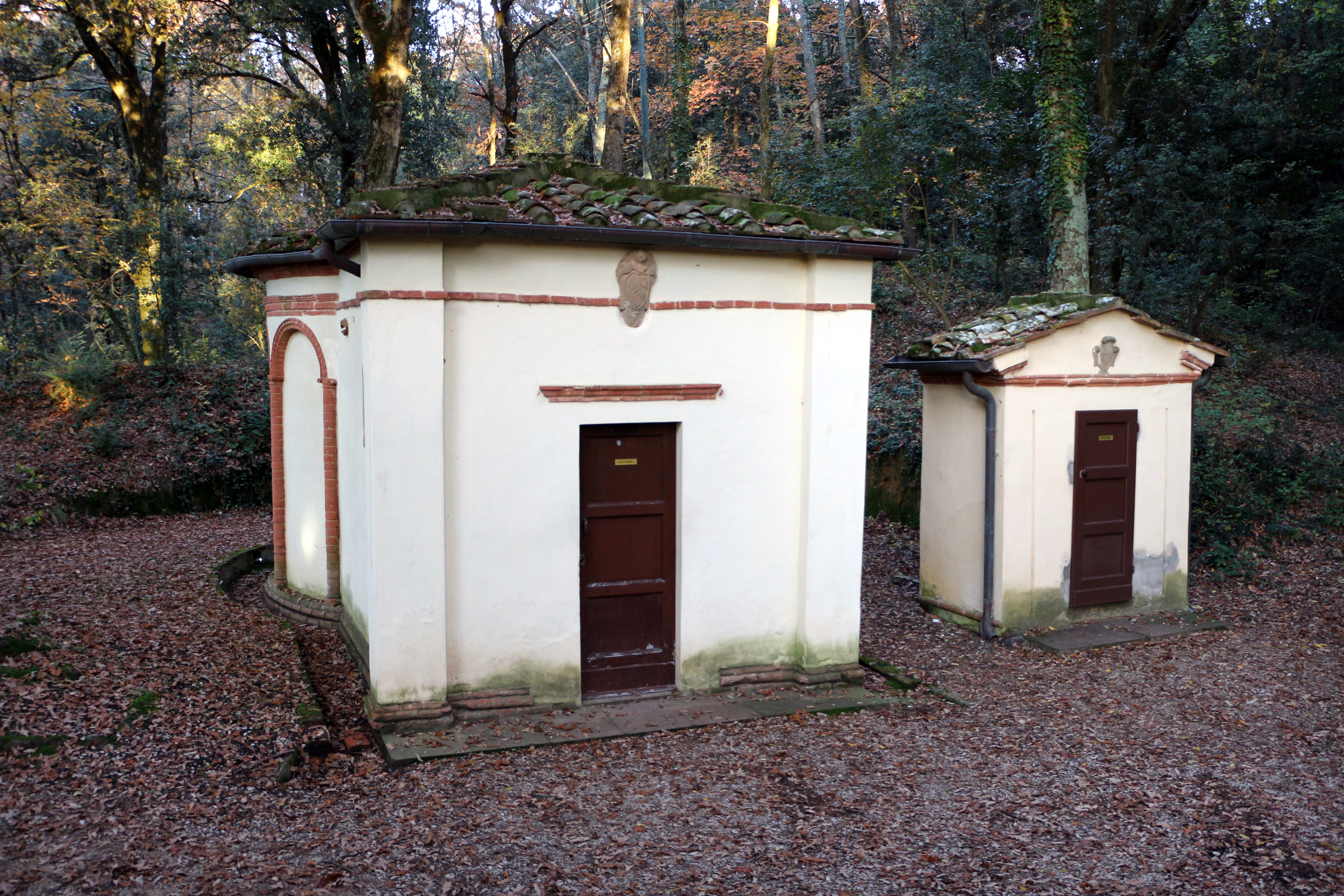
Cappelle del Santo Sepolcro e del Noli me tangere

Posta a fianco della cappella del Santo Sepolcro rappresenta l'episodio avvenuto nel giardino di Giuseppe d'Arimatea. Il giorno dopo la Resurrezione vi si aggirava piangendo Maria Maddalena che aveva visto aperta e vuota la tomba di Gesù vedendo un uomo e scambiandolo per il giardiniere lo interrogò sulla scomparsa del corpo. L'uomo chiamandola per nome si rivelo Gesù. La figura di Cristo venne trafugata negli anni novanta.

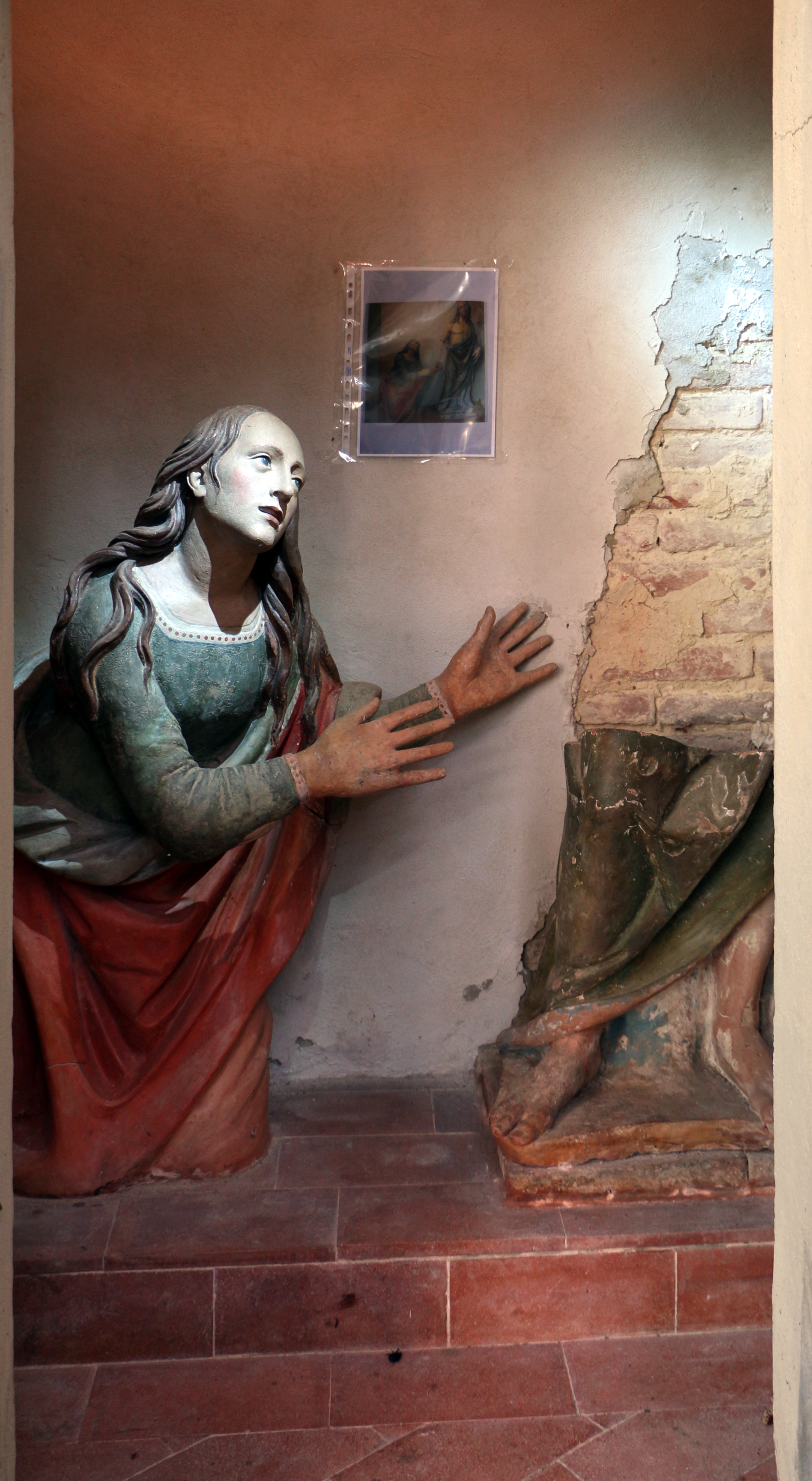
Maddalena, attr. ad Agnolo di Polo

### Cappella di San Giacomo il Minore

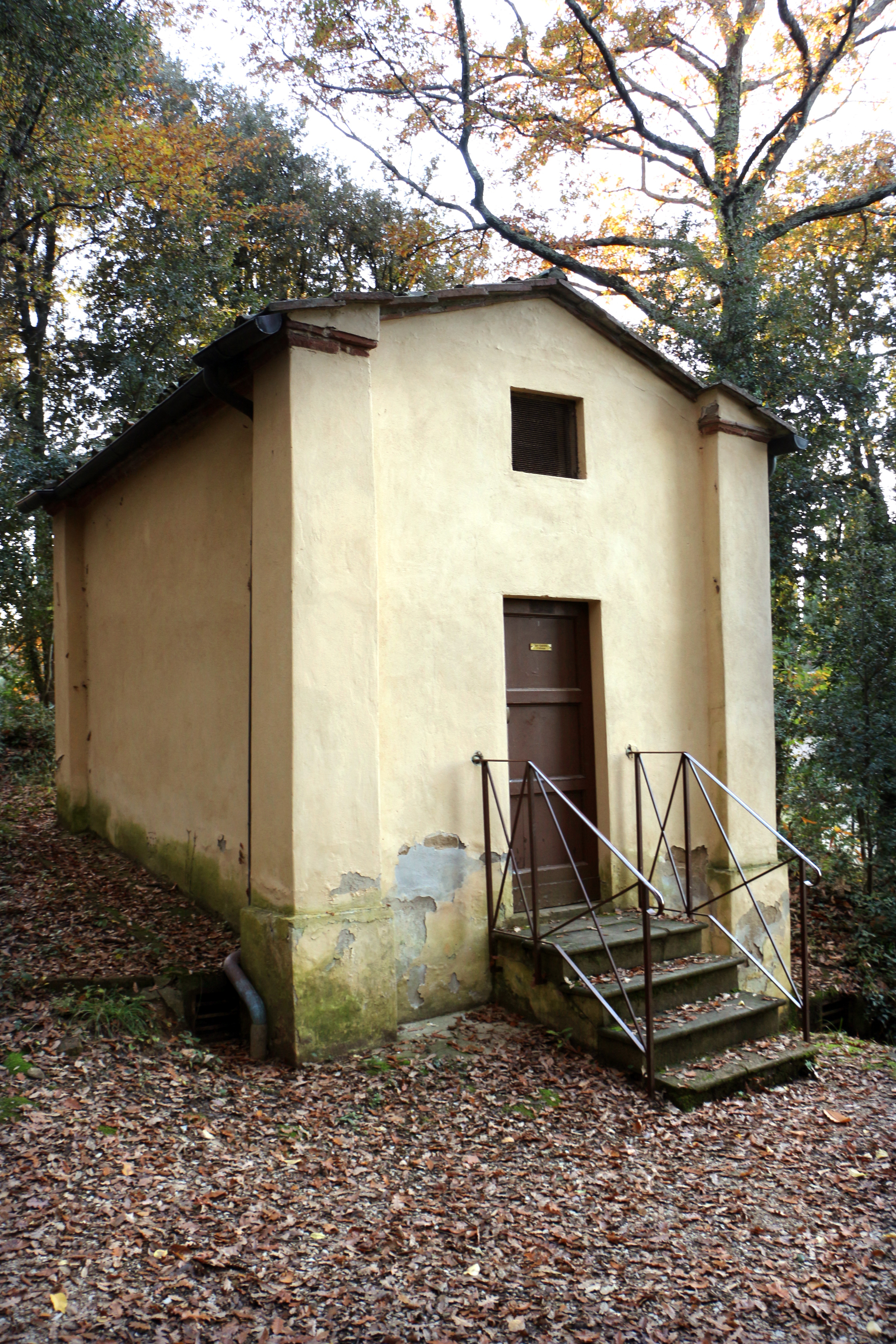
Cappella di San Giacomo il Minore

La cappella ricorda la morte di Giacomo il Minore, vescovo di Gerusalemme, che fu ucciso a bastonate. La cappella, che non tratta un episodio della passione di Gesù, fu costruita per motivi speciali. Il 1º maggio era la ricorrenze della morte di San Vivaldo e fino alla riforma del calendario ecclesiastico fatta da papa Paolo VI, si festeggiavano anche i santi Filippo e Giacomo il Minore che erano patroni della chiesa di Iano, parrocchia alla quale apparteneva il borgo di San Vivaldo.

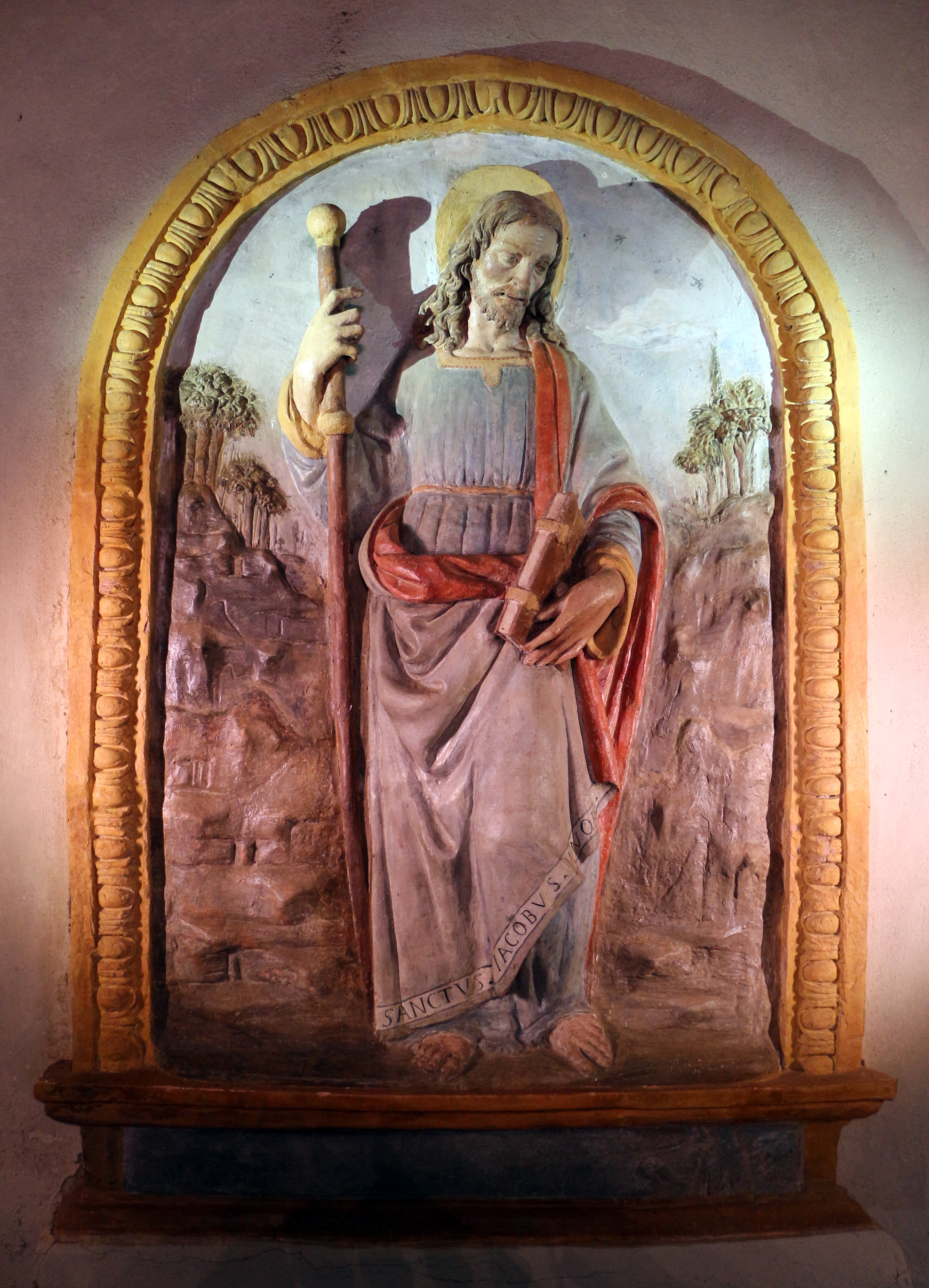
San Giacomo il Minore, attr. ad Agnolo di Polo

### Cappella della Fuga in Egitto
Questa cappella, apparentemente antica fu edificata nel XIX secolo e conserva all'interno statue di scarso valore.

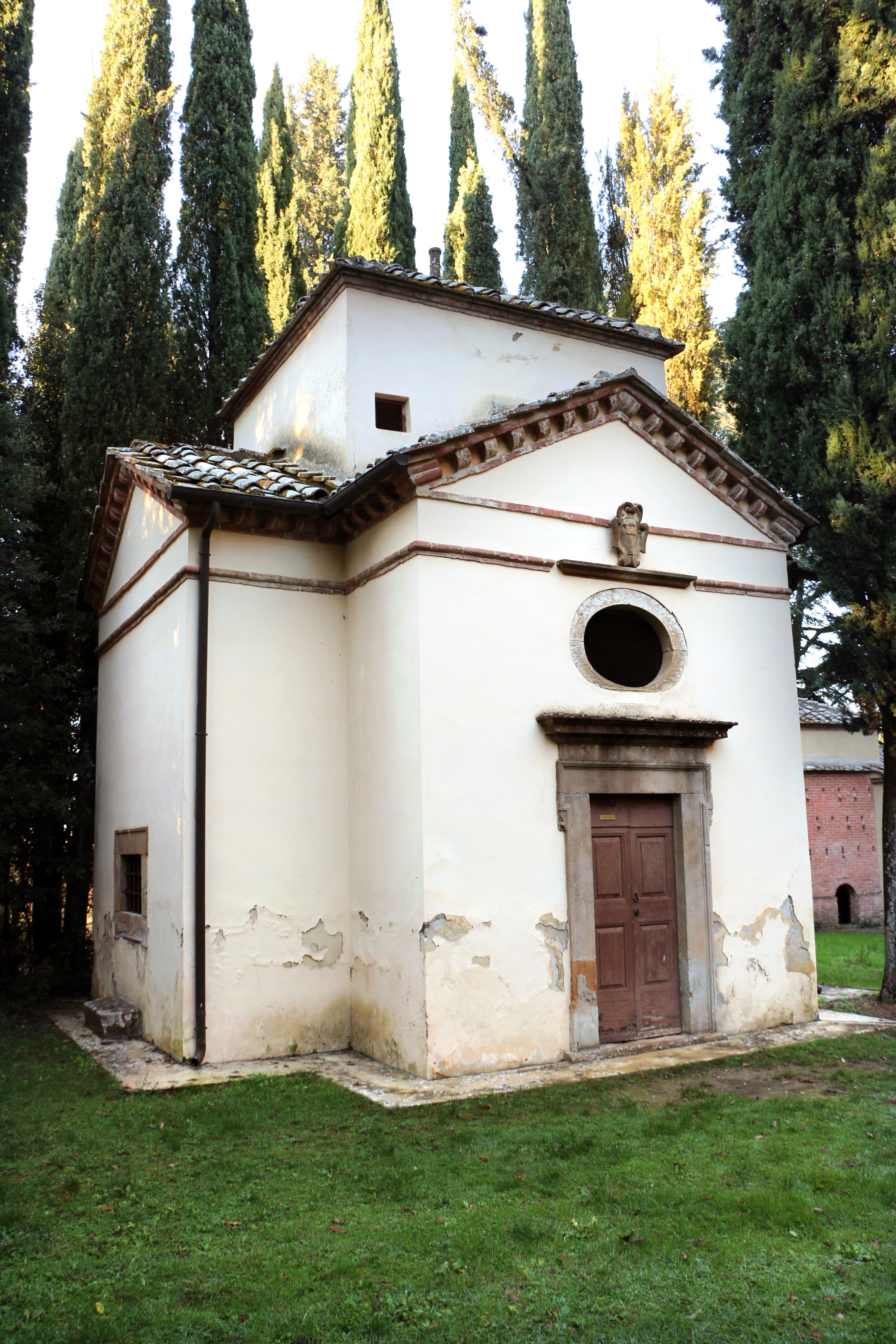
Cappella della Fuga in Egitto
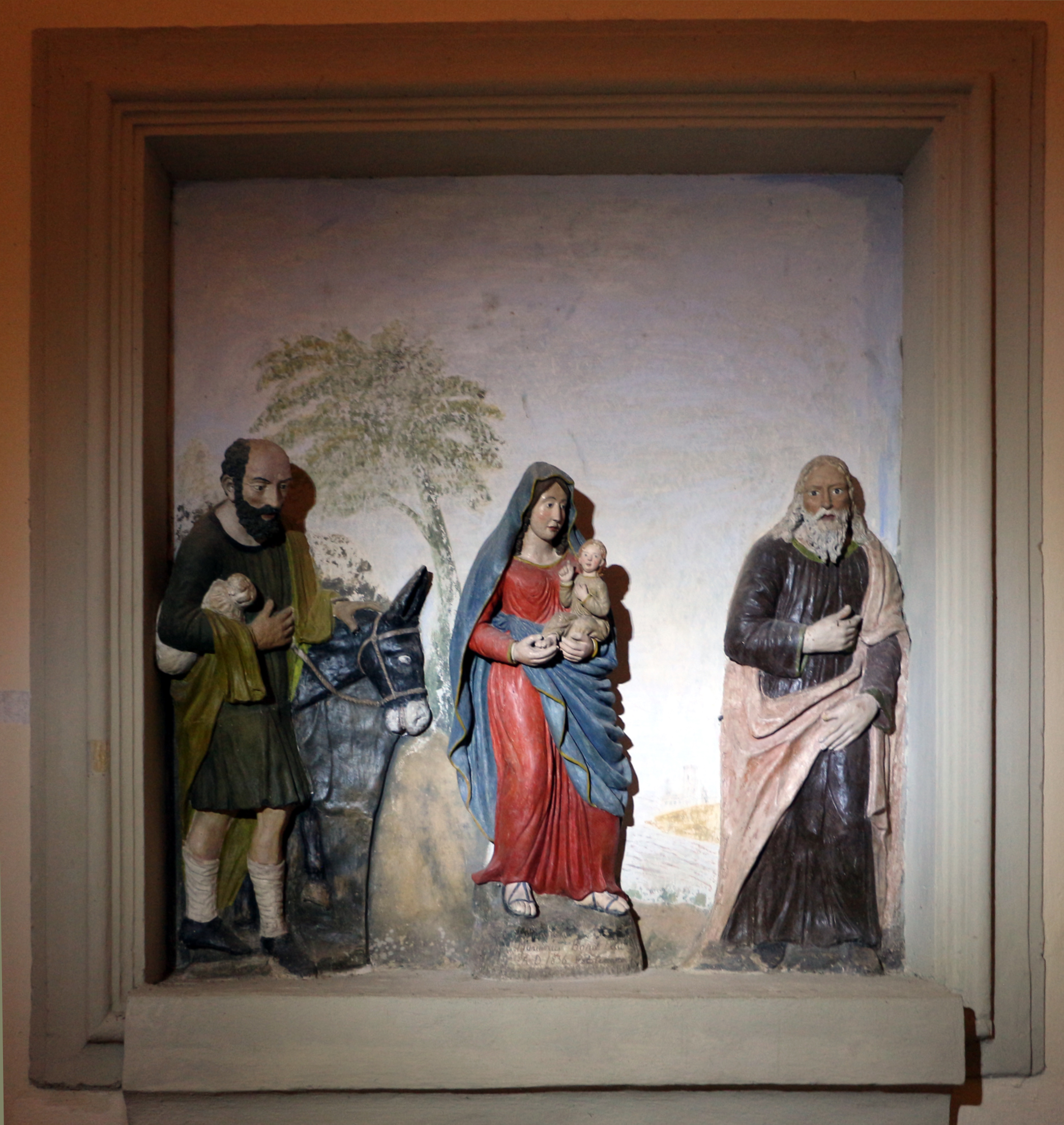
Fuga in Egitto, di Mariano Bondi, plastificatore locale, 1836

### Cappella dell'Annunciazione

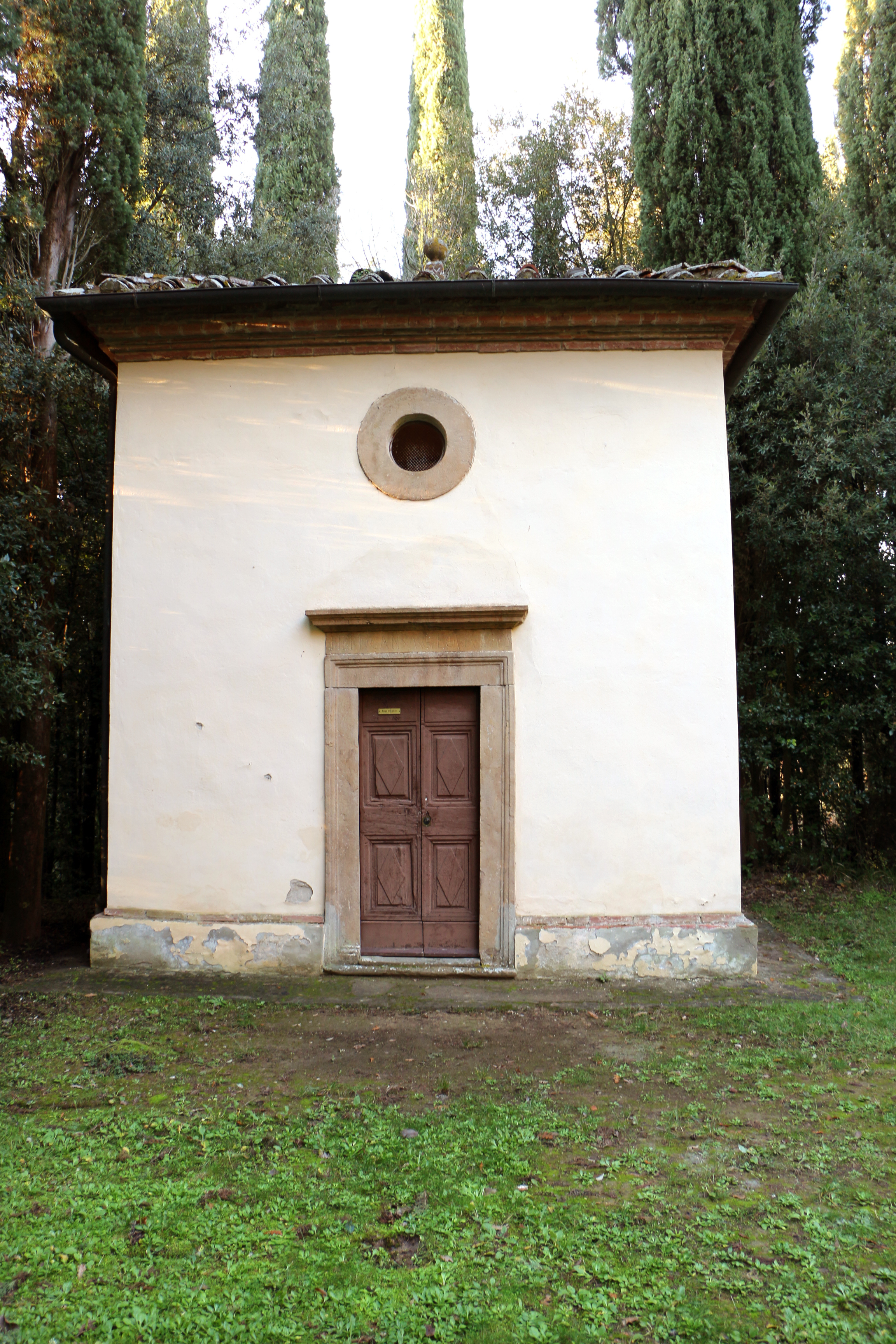
Cappella dell'Annunciazione

Realizzata alla fine del XVI secolo è di architettura elaborata, richiamandosi alla basilica della Santissima Annunziata di Firenze. Parzialmente rovinata, oggi risale per lo più al XIX secolo. Conserva un gruppo di terrecotte raffiguranti Maria e l'Angeli.

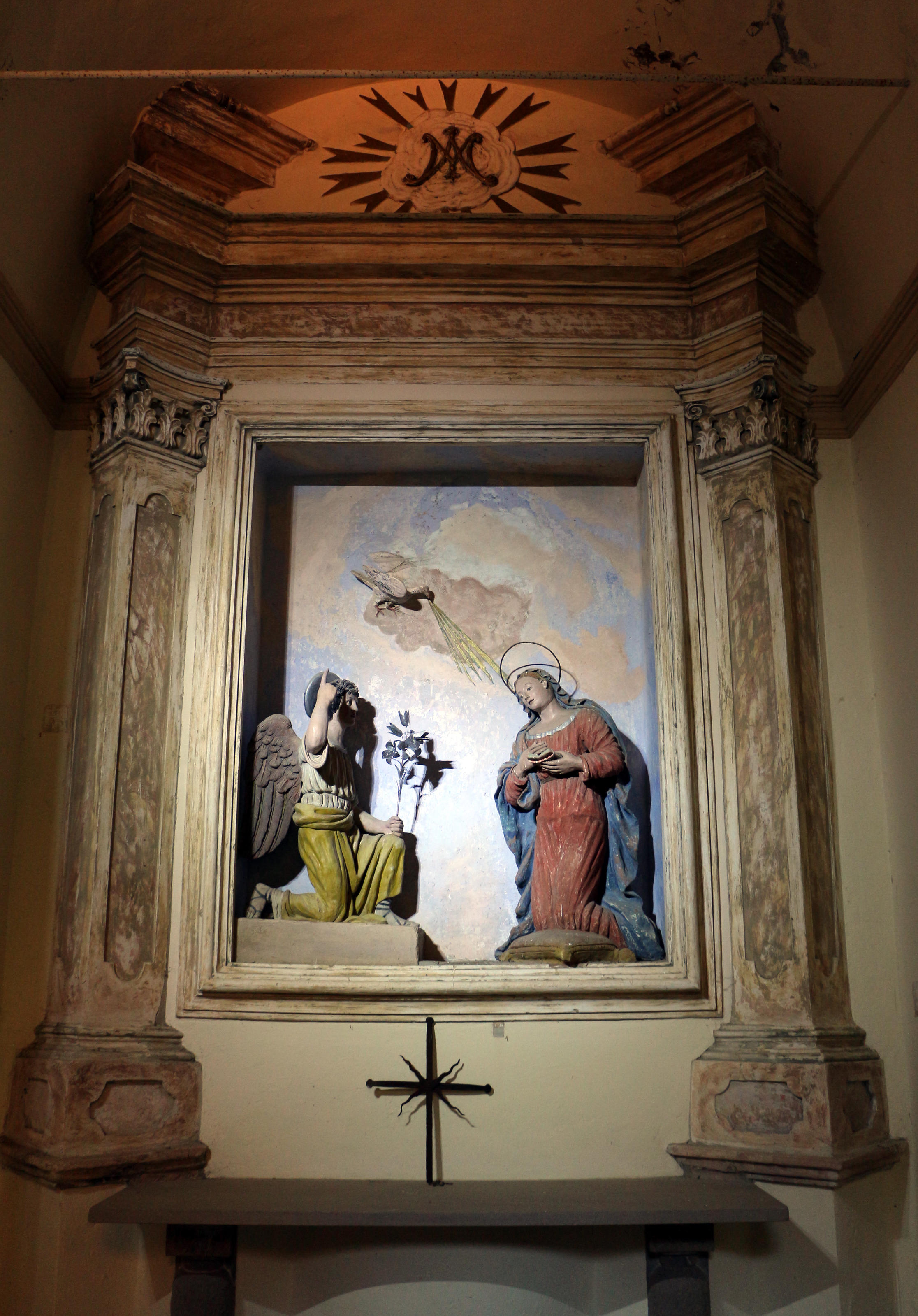
Annunciazione, del XIX secolo

### Cappella della Samaritana
Posta di fronte alla facciata del convento è stata restaurata nel 1999. Ha la forma di un tempietto e custodiva una terracotta che oggi si trova nel Cleveland Museum of Art. Fu venduta nel 1912 perché erroneamente considerata ormai non più restaurabile. Il ricavato della vendita fu utilizzato per restaurare le cappelle del convento.

### Cappella dell'Ascensione

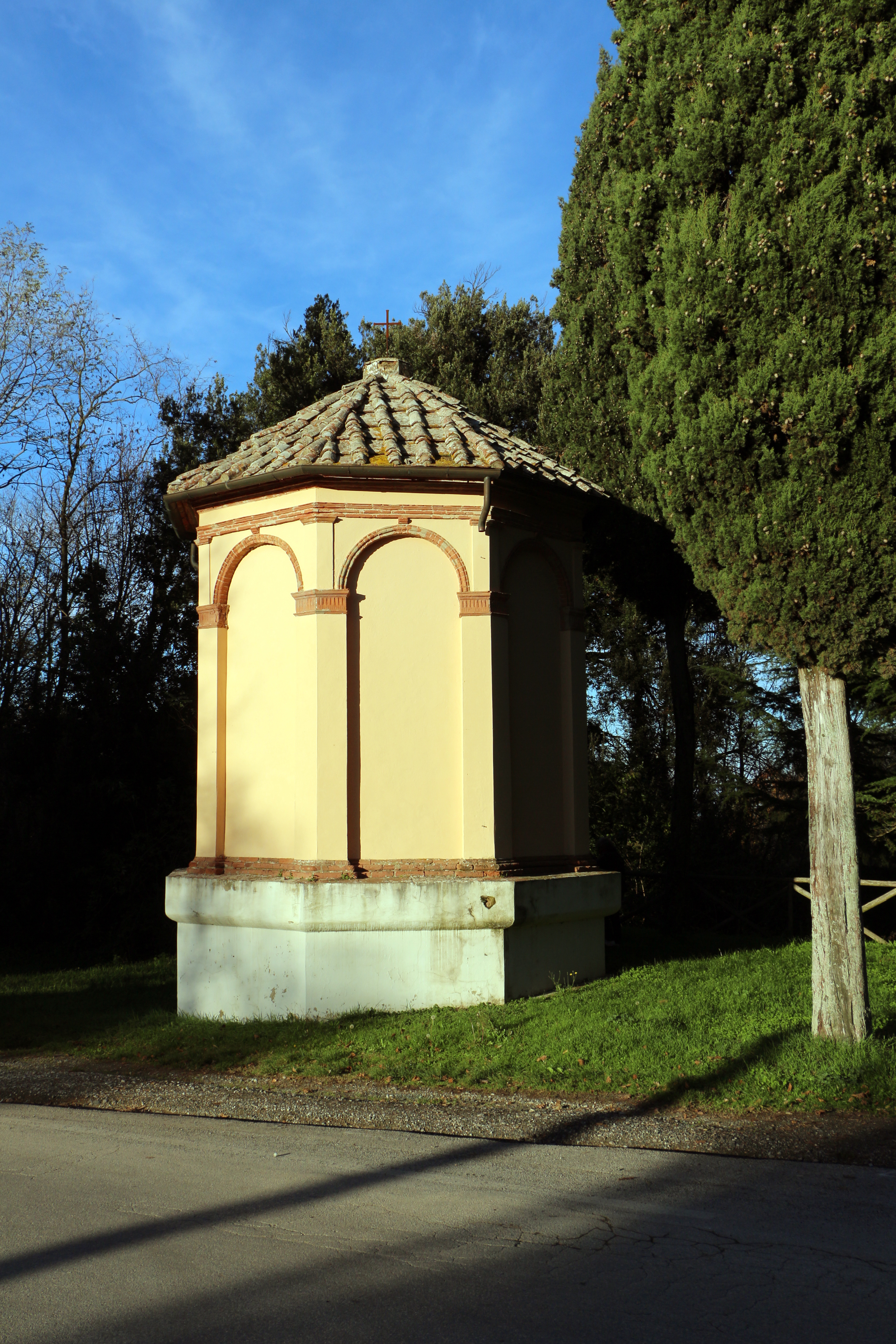
Cappella dell'Ascensione

Oggi è all'esterno del l'area del convento, appare appartata rispetto alle altre. Non era così in passato quando rappresentava il punto di arrivo di un percorso che era punteggiato da cappelle oggi scomparse.
Di forme ottagonali è sollevata da terra per indicare il sollevarsi di Cristo verso il cielo.

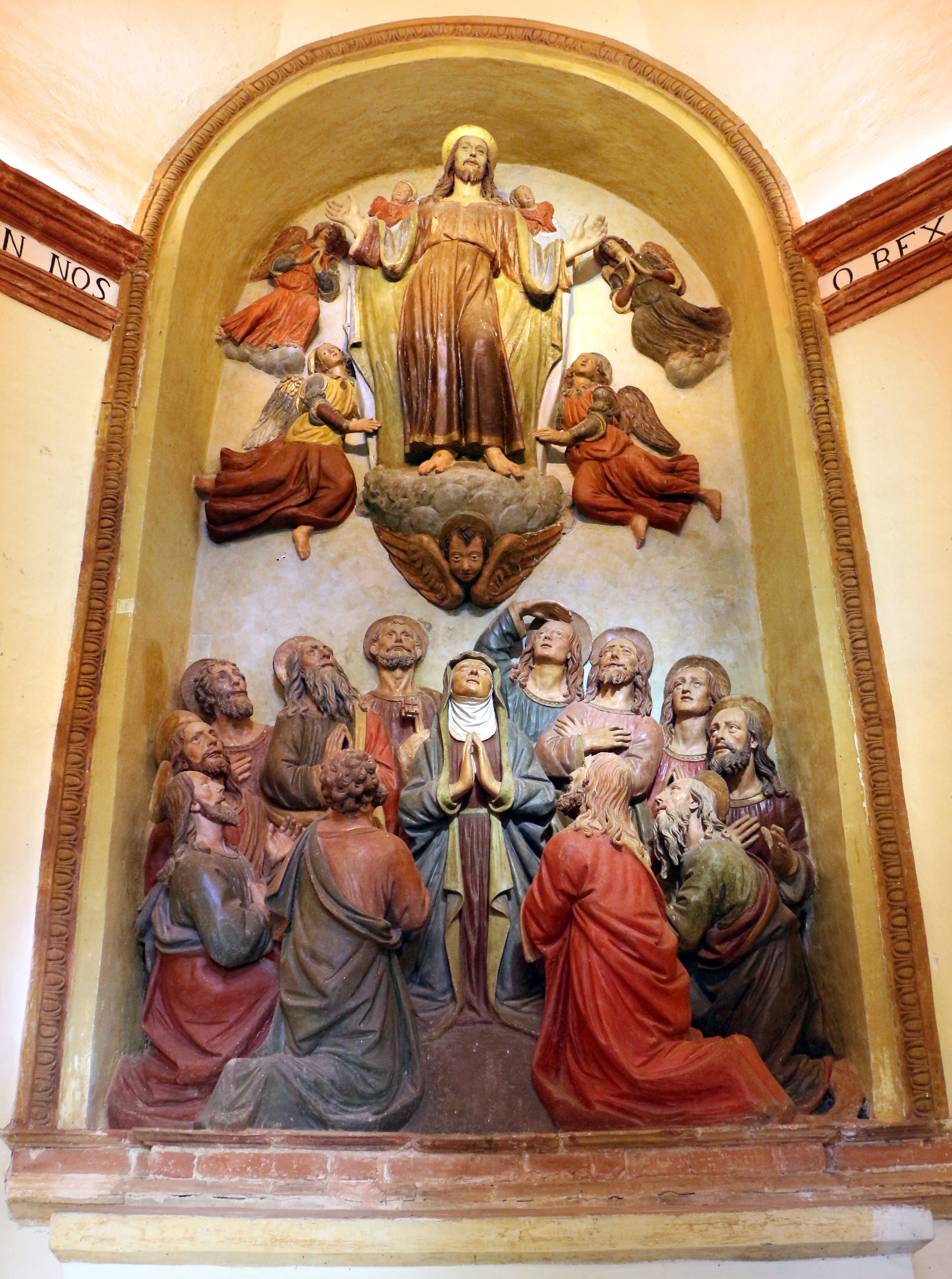
Ascensione di Cristo, di Giovanni della Robbia e figli
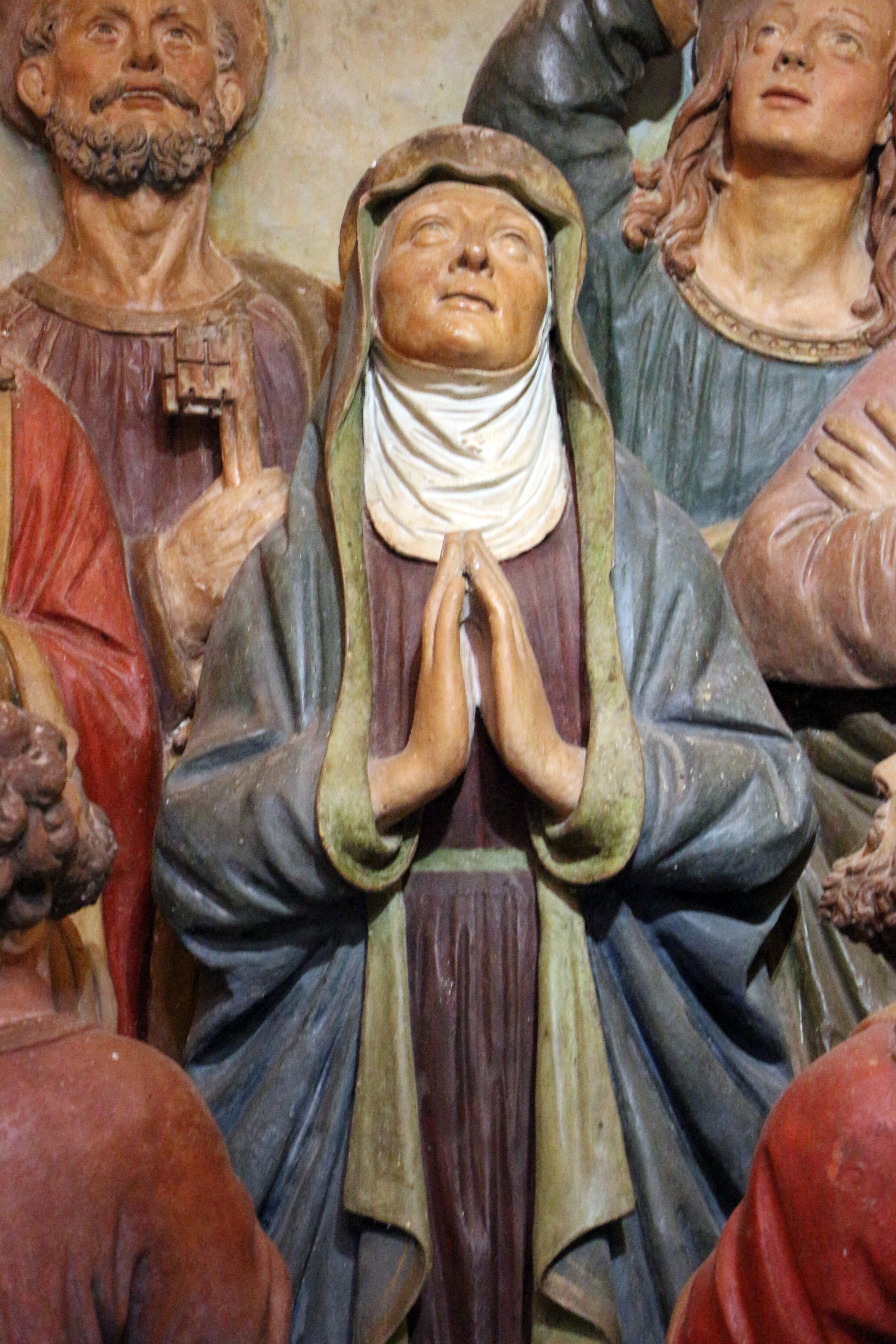
Dettaglio
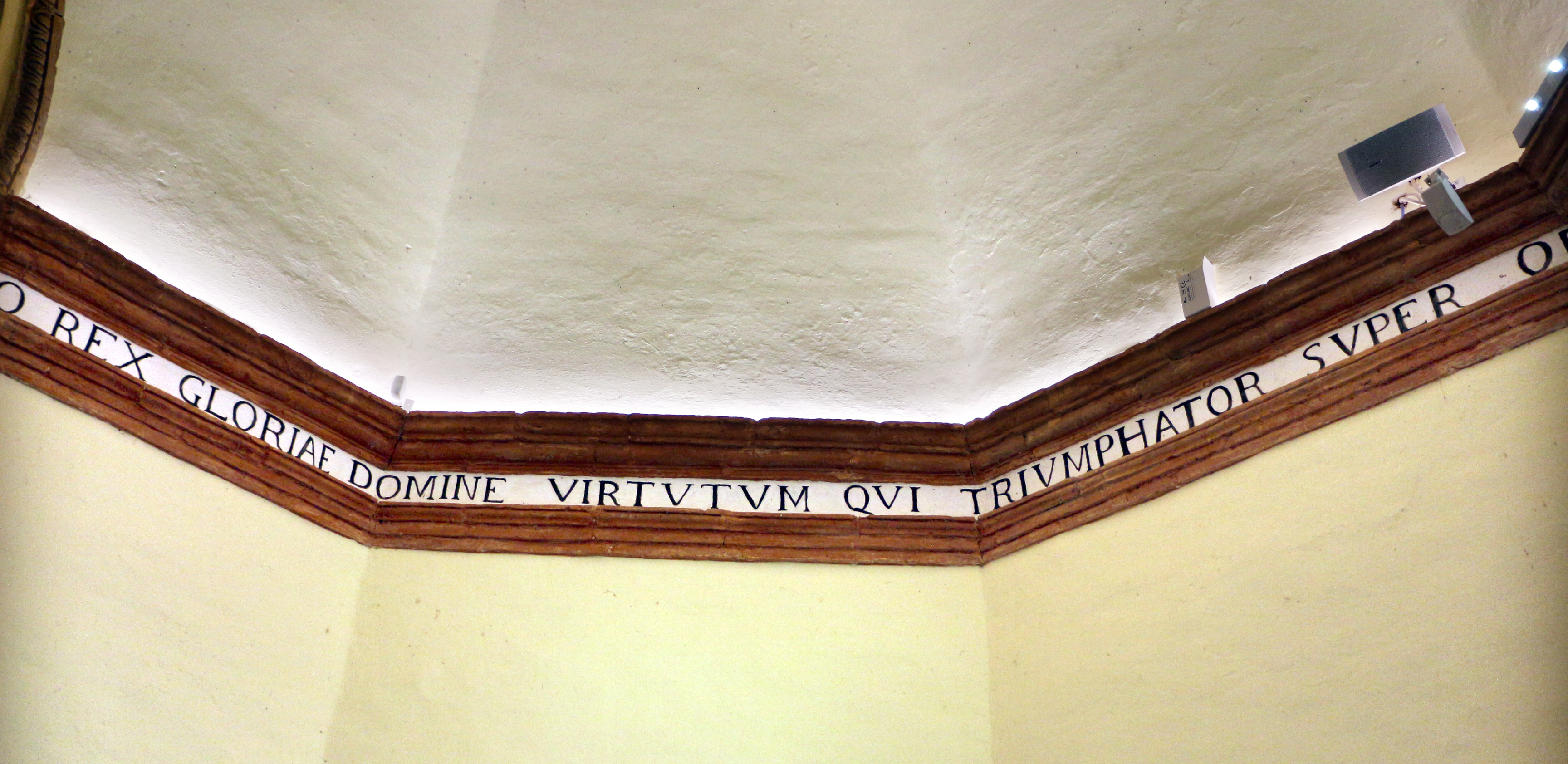
Fregio interno con iscrizione
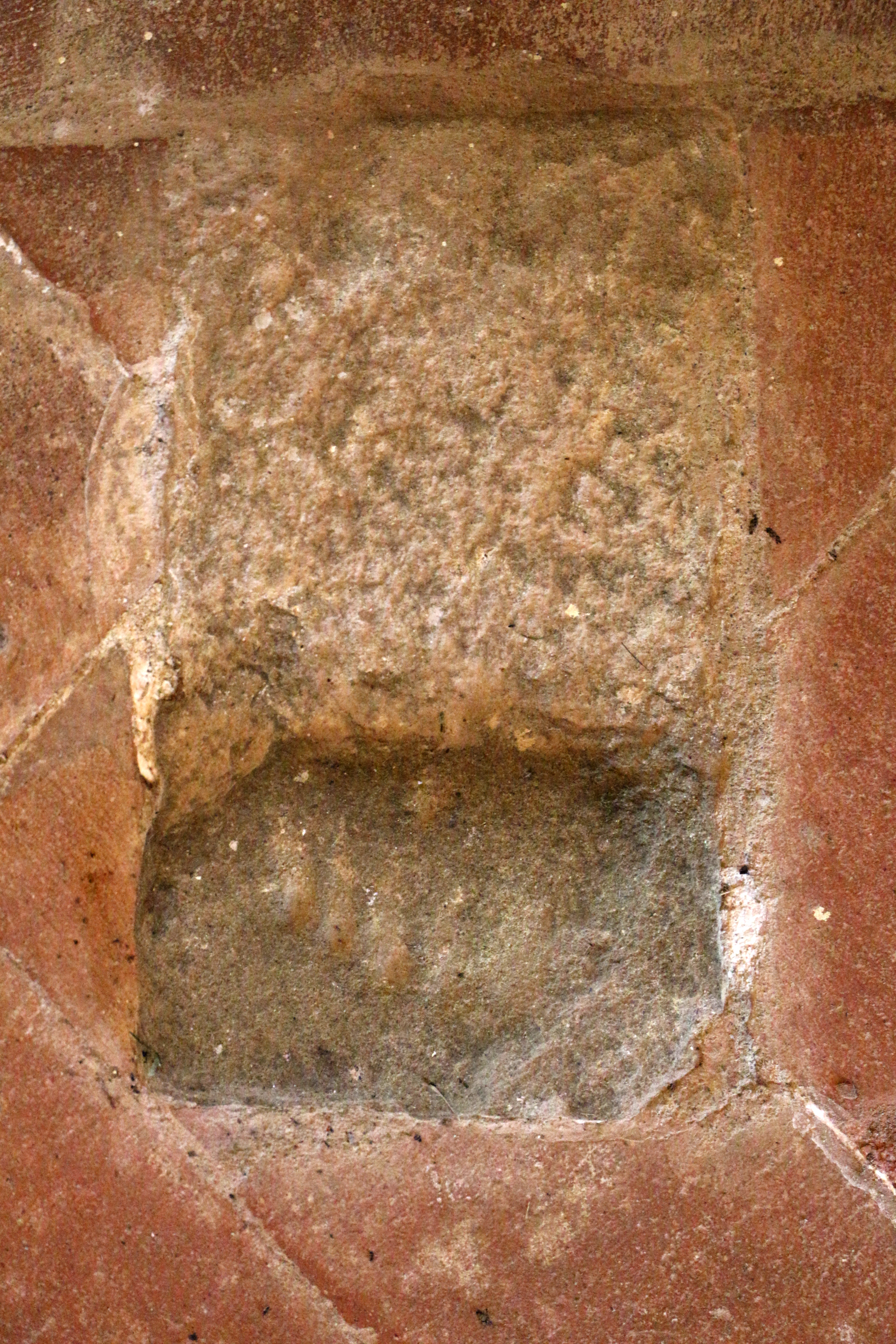
Riproduzione sul pavimento dell'"orma di Cristo", come a Gerusalemme